# Nordhausen

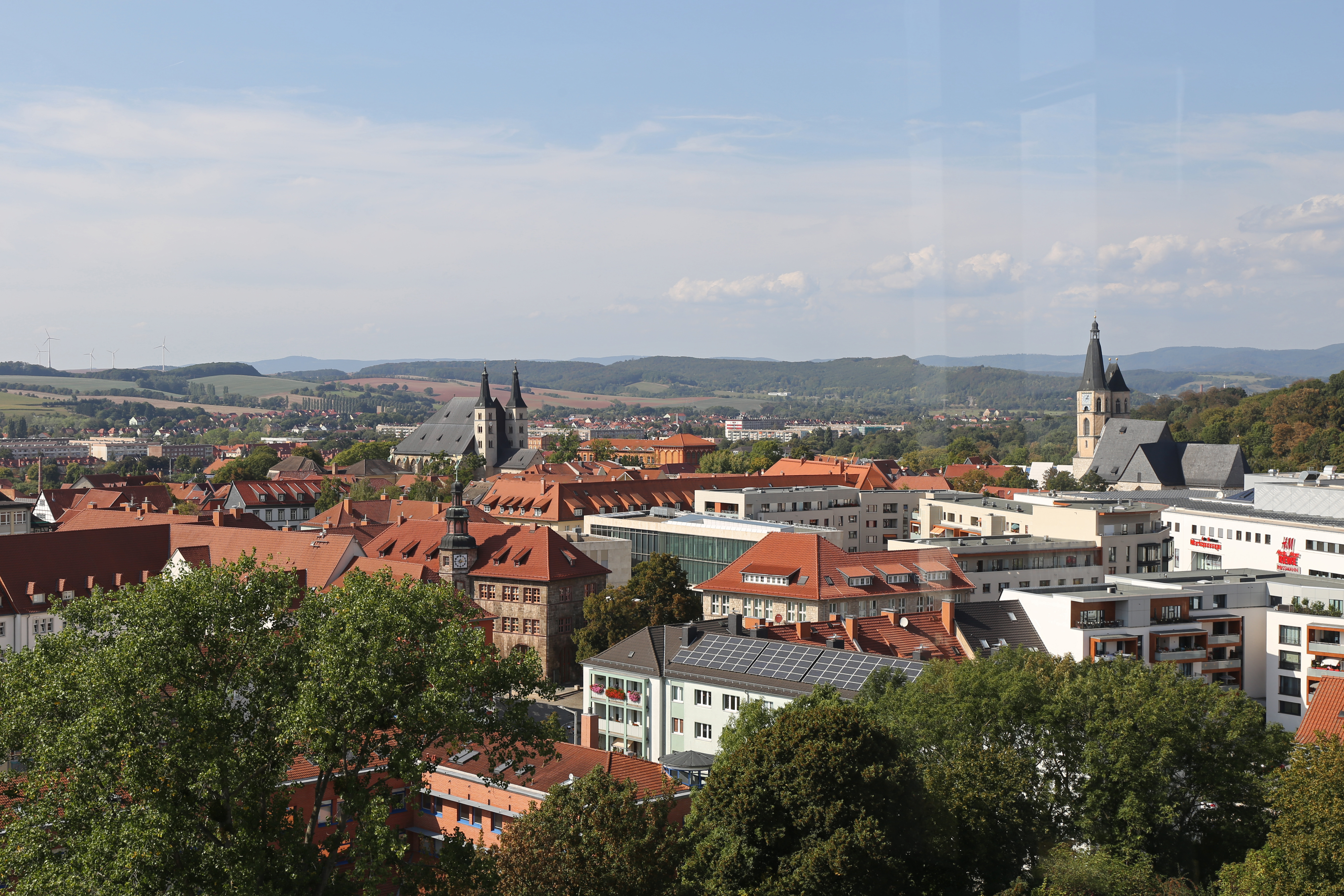
Blick von St. Petri auf das Stadtzentrum von Nordhausen

Nordhausen ([ˈnɔʁtˌhaʊ̯zn̩] ⓘ; auch Nordhausen am Harz; in nordthüringischer Mundart Nordhusen) ist eine Mittelstadt im Landkreis Nordhausen (Thüringen) und ehemalige Reichsstadt. Die Kreisstadt nimmt als Hochschulstandort sowie als nordthüringisches Kultur- und Industriezentrum den Status eines Oberzentrums ein. Die nach Einwohnern sechstgrößte Stadt in Thüringen liegt am Südrand des Harzes im Nordwesten der Goldenen Aue. Durch das Stadtgebiet fließt die Zorge.
Das 876 zum ersten Mal erwähnte Nordhusa wurde 927 als Nordhuse in einer Schenkungsurkunde Heinrichs I. an seine Frau Königin Mathilde genannt, die hier 961 ein Damenstift einrichtete. Nordhausen war ab 1220 neben Mühlhausen eine von zwei freien Reichsstädten in Thüringen, bis es 1803 infolge des Reichsdeputationshauptschlusses an Preußen fiel. Zudem gehörte sie mit der heutigen Landeshauptstadt Erfurt und Mühlhausen dem Thüringer Dreistädtebund an. Der Nordhäuser Roland als Wahrzeichen der Stadt symbolisierte die Reichsfreiheit. Im 15. Jahrhundert war die Stadt Mitglied der Hanse. Von 1943 bis 1945 produzierte das Rüstungszentrum Mittelwerk GmbH am Kohnstein zunächst im Buchenwalder Außenlager Dora, ab 1944 im verselbstständigten Konzentrationslager Mittelbau, in das weitere KZ-Außenlager in der Region eingegliedert wurden, unterirdisch die V2-Waffe und andere Rüstungsgüter. Anfang April 1945 wurde die von Fachwerkhäusern geprägte Stadt durch zwei Luftangriffe der Royal Air Force zu drei Vierteln zerstört; über 8800 Menschen starben, Zehntausende wurden obdachlos.
Das Nordhäuser Stadtbild ist von vielen Anhöhen, Grünanlagen, einer lockeren urbanen Bebauung mit Nachkriegsbauten, verschiedenen Baudenkmälern und Kirchbauten geprägt. Bedeutendstes Bauwerk ist der romanisch-gotische Dom zum Heiligen Kreuz mit der zu 25 % erhaltenen Altstadt um ihn herum. Anlässlich der Landesgartenschau 2004 wurden Teile der Stadt modernisiert. Überregional bekannt ist die Stadt für ihre Spirituosenherstellung, besonders den Nordhäuser Doppelkorn. Der Nordhäuser Bahnhof verknüpft die Harzquerbahn am Beginn der Süd-Nord-Achse der Harzer Schmalspurbahnen mit der West-Ost-Achse der Bahnstrecke Kassel–Halle sowie vor Ort mit der Straßenbahn Nordhausen.

## Geographie

### Lage

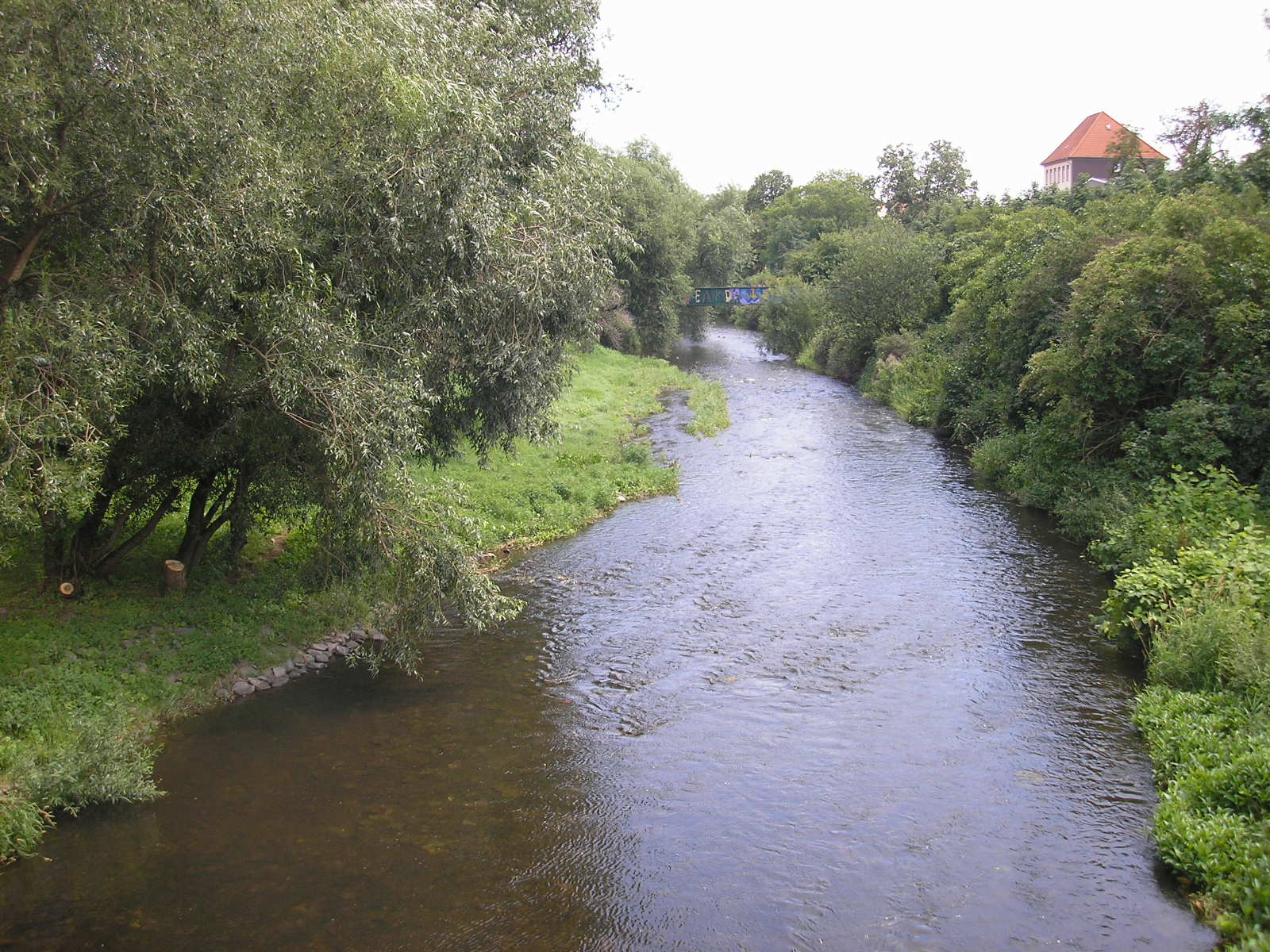
Zorge

Nordhausen ist eine Mittelstadt und liegt eingebettet zwischen den Vorhöhen des Harzes im Norden, der fruchtbaren Goldenen Aue im Südosten und der Rüdigsdorfer Schweiz im Nordosten. Nördlich angrenzend liegt der Naturpark Südharz. Die Umgebung von Nordhausen gehört der Schichtstufenlandschaft an, welche als südliches Vorland des Harzes den Raum zwischen dem Gebirgsrand und der Hainleite einnimmt. Dieses Vorland weist neben breiten und flachen, zuweilen beckenartig erweiterten Talniederungen eine Anzahl Höhenzüge von geringer Erhebung auf. Den Baugrund bilden diluviale Schotter über Oberem Buntsandstein.
Durch die Stadt fließen die Zorge – ein Nebenfluss der Helme – und die Salza, die der größten Quelle Thüringens, dem Salzaspring, entspringt. Südöstlich von Nordhausen befinden sich sechs Baggerseen, die durch Kiesabbau ab den 1960er Jahren entstanden und allgemein mit „Kiesschacht“ oder „Bielener Kiesseen“ zusammengefasst werden: Auesee, Bielener See, Forellensee, Möwensee, Sundhäuser See und Tauchersee.
Nordhausen ist nach Erfurt, Jena, Gera, Weimar, Gotha und Eisenach die nach Einwohnern siebtgrößte Stadt in Thüringen, nahezu gleichauf mit Eisenach. Die nächstgelegenen Großstädte sind Göttingen (etwa 60 km westlich), Erfurt (etwa 61 km südlich), Halle (Saale) (etwa 81 km östlich), Braunschweig (etwa 87 km nördlich) und Magdeburg (etwa 91 km nordöstlich).
Das ursprüngliche Stadtgebiet (die heutige Altstadt) liegt auf einer westlich und südlich abfallenden Anhöhe. Die Höhenlage der Stadt schwankt zwischen 180 und 250 Meter (NHN). Daher rühren die charakteristischen Bezeichnungen Ober- und Unterstadt.
Die Fläche der Stadt beträgt 105,62 km² (2019), was 14,8 Prozent der Fläche des Landkreises ausmacht. Die Nord-Süd-Ausdehnung beträgt 12,8 km und die Ost-West-Ausdehnung 19,0 km. Der niedrigste Punkt des Stadtgebietes ist 165 m über HN und der höchste 360 m.
Ursprünglich besaß Nordhausen wenig Ländereien rund um das Stadtgebiet. Im Jahr 1315 erfolgte der Ankauf hohnsteinischer Gebiete rings um die Stadt. 1365 wurde das Neustadtgebiet eingemeindet und es gab weiterhin das Bestreben, durch Kauf Land im Westen und Süden über die Zorge hinaus bis zu Helme und Salza zu gewinnen (1368, 1370, 1559, 1578). 1950 wurden die Dörfer Krimderode und Salza eingemeindet, ab den 1990er Jahren folgten insgesamt zwölf weitere Eingemeindungen, wodurch die Stadtfläche von 79,14 km² (1994) auf 105,62 km² (2019) anwuchs.

### Stadtgliederung
Stadt- und Ortsteile:
- Bielen, etwa 1370 Einwohner, eingemeindet am 1. Juli 1994
- Buchholz, etwa 210 Einwohner, eingemeindet am 6. Juli 2018
- Herreden, etwa 850 Einwohner, eingemeindet am 1. Juli 1994
- Hesserode, etwa 660 Einwohner, eingemeindet am 1. Juli 1997
- Hochstedt, etwa 80 Einwohner, eingemeindet am 1. Juli 1950
- Hörningen, etwa 350 Einwohner, eingemeindet am 1. Juli 1994 (am 1. Juli 1950 Eingemeindung nach Herreden, am 1. Januar 1963 Ausgliederung aus Herreden)
- Krimderode (Stadtteil), eingemeindet am 1. Juli 1950
- Leimbach mit Himmelgarten, etwa 900 Einwohner, eingemeindet am 1. Juli 1994
- Petersdorf, etwa 390 Einwohner, eingemeindet am 1. Dezember 2007
- Rodishain, etwa 320 Einwohner, eingemeindet am 1. Dezember 2007
- Rüdigsdorf, eingemeindet am 23. März 1993
- Salza (Stadtteil mit Siedlung Obersalza), eingemeindet am 1. Juli 1950
- Steigerthal, etwa 400 Einwohner, eingemeindet am 1. April 1999
- Steinbrücken, etwa 240 Einwohner, eingemeindet am 1. Juli 1994
- Stempeda, etwa 300 Einwohner, eingemeindet am 1. Dezember 2007
- Sundhausen, etwa 1200 Einwohner, eingemeindet am 1. Juli 1994

### Geologie
Nordhausen liegt im Nordthüringer Hügelland, welches durchweg aus Buntsandstein besteht. Die beckenartige Hügellandschaft wird überwiegend landwirtschaftlich genutzt. In den Tälern gibt es Ablagerungen von Löss und anderem Lockergestein und durch unterirdische Auslaugungen zahlreiche Erdfälle.

### Klima
Die Umgebung von Nordhausen wird zum sogenannten Bördeklima gerechnet, das sich durch Julimittel von über 17 °C, einem milden Winter (Januar nicht unter −1 °C) und gerade ausreichende Niederschläge mit 500–650 Millimetern auszeichnet. Buchenwald, Eiche und Hainbuche bilden sein Charakteristikum. Westlich und nördlich schließt sich das etwas rauere mitteldeutsche Berg- und Hügellandklima an, während der Oberharz mit dem Brocken eine Sonderstellung durch sein Mittelgebirgsklima mit kurzer Vegetationszeit, überreichlichen Niederschlägen und verhältnismäßig tiefen Temperaturen hat. Der Harz nimmt eine Schutzfunktion für Nordhausen ein; der Harzrumpf ist so hoch und breit, dass er die von Norden und Nordosten sich heranschiebenden Kaltluftmassen voll wirksam abstaut. Viel offener liegt Nordhausen vor den Westwinden. In den Frühjahrs- und Herbstmonaten kann eine kräftige Bodennebelentwicklung auftreten. Die Stadtchronik berichtet von etlichen Jahren, in denen die Mühlen aufgrund des Ausbleibens der sommerlichen Niederschläge nicht mahlen konnten.
Von 1900 bis 1950 betrug die Durchschnittstemperatur 8,1 °C, von 1956 bis 2005 betrug sie 8,6 °C. Im August 1998 wurde ein Temperaturmaximum von 38,6 °C gemessen, im Januar 1987 ein Temperaturminimum von −27,2 °C.
22 schwere Unwetter zwischen 1615 und 1781 verzeichnete der Historiker Friedrich Christian Lesser. Im 20. Jahrhundert wurden drei schwere Unwetter (1925, 1946, 1980) gezählt. Zum Jahreswechsel 1925/26 und im Januar 1946 verursachte Hochwasser große Schäden; die Sommer- und Winterhochwässer sind auf die spezifischen Abflussverhältnisse des Harzgebietes zurückzuführen.
Ein Orkan mit Windstärke 12 und Starkregen beschädigte am 15. Juni 1980 zahlreiche Häuser und entwurzelte Bäume. Im Stadtpark wurden 60 Prozent und im Gehege ein Drittel des Baumbestandes zerstört. Auch der wertvolle Baumbestand im Park Hohenrode wurde erheblich dezimiert. Besonders verheerend wütete der Orkan in den angrenzenden Forstrevieren, wo er 240.000 Festmeter Bruchholz verursachte; etwa 70 Prozent der getroffenen Bäume waren Buchen, der Rest Fichten. Viele Hänge wurden zu Kahlflächen.
|                       | Jan   | Feb   | Mär   | Apr   | Mai   | Jun   | Jul   | Aug   | Sep   | Okt   | Nov   | Dez   |   |        |
| Mittl. Tagesmax. (°C) | 2,7   | 4     | 8,1   | 13,1  | 17,1  | 20    | 22,5  | 22,4  | 17,8  | 12,6  | 7,1   | 3,3   | ⌀ | 12,6   |
| Mittl. Tagesmin. (°C) | −0,9  | −0,6  | 2,1   | 5,5   | 9,6   | 12,2  | 14,4  | 14    | 10,4  | 6,5   | 3,2   | −0,2  | ⌀ | 6,4    |
|                       |       |       |       |       |       |       |       |       |       |       |       |       |   |        |
| Niederschlag (mm)     | 49,09 | 40,62 | 45,02 | 41,45 | 55,22 | 61,19 | 56,97 | 58,83 | 43,54 | 42,04 | 49,29 | 56,57 | Σ | 599,83 |
|                       |       |       |       |       |       |       |       |       |       |       |       |       |   |        |
| Sonnenstunden (h/d)   | 1,3   | 2,4   | 3,4   | 5,4   | 6,7   | 6,6   | 6,9   | 6,7   | 4,5   | 3,2   | 1,6   | 0,9   | ⌀ | 4,1    |

| −0,9 |

| −0,6 |

| 2,1 |

| 5,5 |

| 9,6 |

| 12,2 |

| 14,4 |

| 14 |

| 10,4 |

| 6,5 |

| 3,2 |

| −0,2 |

| −0,9 |

| −0,6 |

| 2,1 |

| 5,5 |

| 9,6 |

| 12,2 |

| 14,4 |

| 14 |

| 10,4 |

| 6,5 |

| 3,2 |

| −0,2 |

| N i e d e r s c h l a g | 49,09 | 40,62 | 45,02 | 41,45 | 55,22 | 61,19 | 56,97 | 58,83 | 43,54 | 42,04 | 49,29 | 56,57 |
|                         | Jan   | Feb   | Mär   | Apr   | Mai   | Jun   | Jul   | Aug   | Sep   | Okt   | Nov   | Dez   |

## Geschichte

### Name der Stadt
Frühe urkundliche Namensformen sind Nordhusa (876), Nordhuse (929), Northusun (965, 1075, 1105), Northuson (993, 1042, 1105), Nordhusen (ab dem 12. Jahrhundert) und Northusia (1200, latinisiert). Zwischen dem 12. und 15. Jahrhundert überwiegt in Chroniken und Statuten die Schreibweise Northusen, ab 1480 ist die Lautung Northausen beziehungsweise später Nordhausen mit frühneuhochdeutscher Diphthongierung bezeugt. Laut germanistischer Namenforschung liegt eine Bildung aus „Nord“ und „-hausen“ (ursprünglich ein Dativ Plural, also „bei den Häusern“) vor; die Bedeutung des Ortsnamens ist demnach „bei der nordwärts gelegenen Ansiedlung“. Das namenkundliche Gegenstück bildet die Ortschaft Sundhausen, die etwa zur gleichen Zeit in unmittelbarer Nachbarschaft zu Nordhausen gegründet wurde und deren Name „bei der südwärts gelegenen Ansiedlung“ bedeutet (sunt ist mittelhochdeutsch für Süden). Die Einwohner der Stadt heißen korrekt „Nordhäuser“ (in der Mundart „Nordhisser“).
Wegen seiner jahrhundertealten Tradition der Branntwein-Herstellung trägt Nordhausen auch den Ortsnecknamen „Branntwienpisser“ und „Schnapshausen“. Ein weiterer Spottname ist „Priemköppe“ wegen der ehemaligen Kautabakproduktion.

### Vor- und frühgeschichtliche Besiedlung

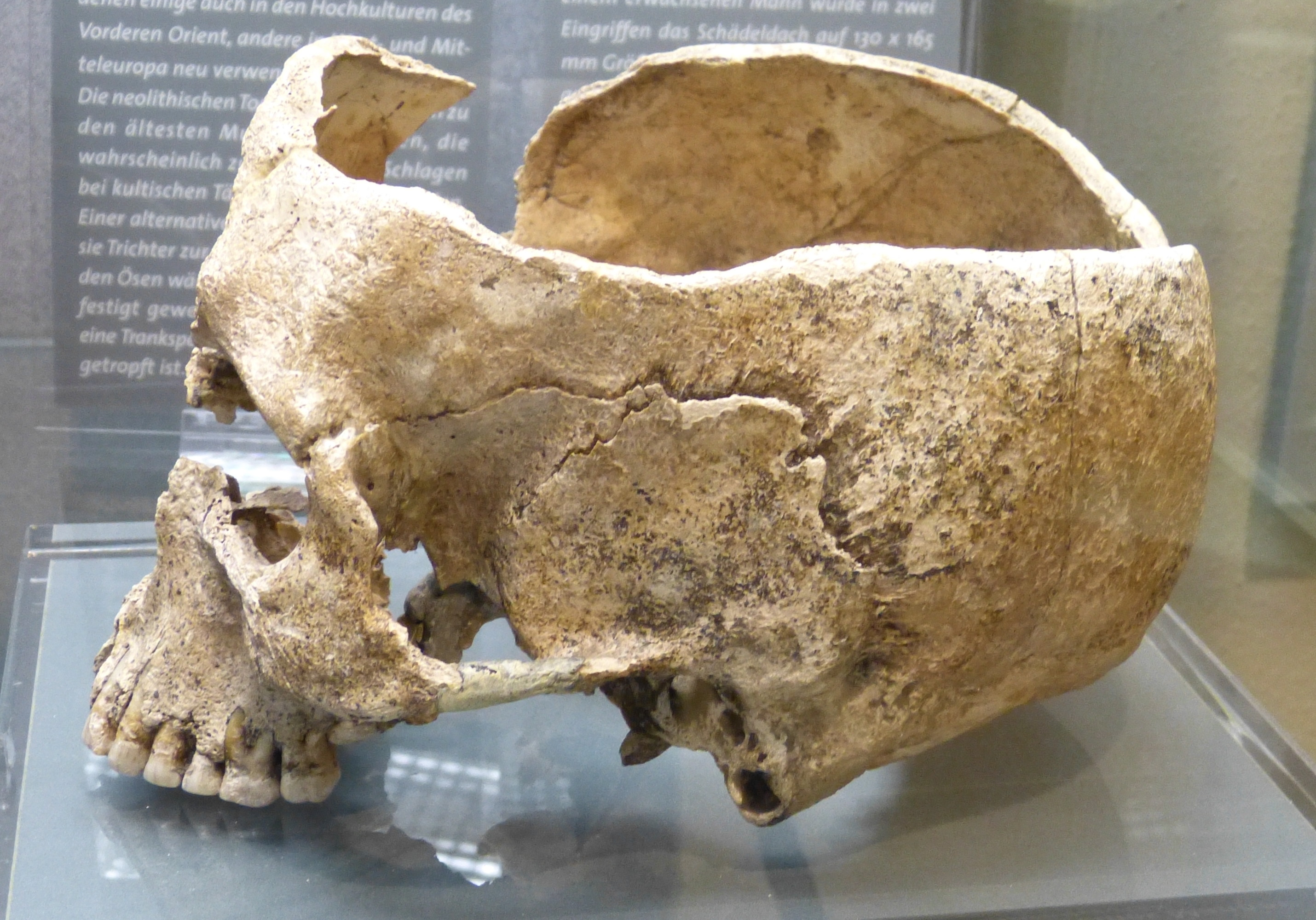
Trepanation an einem neolithischen Schädel, Fundort: Nordhausen, Museum für Ur- und Frühgeschichte in Thüringen

Von frühen Siedlungen in der Region wusste man schon im 19. Jahrhundert durch „Abgrabungen“, allerdings mit ungeeigneten Mitteln und unter unzulänglicher Dokumentation, wie etwa an der Hügelgräbernekropole von Auleben (Solberg). Bei Windehausen südöstlich von Nordhausen fand sich eine der wenigen Grabanlagen Thüringens aus dem späten Neolithikum, wohl der Glockenbecherkultur. Dort fand sich ein Dreiviertelkreisgraben von etwa 12 m Durchmesser. Rund 300 m entfernt befindet sich eine spätbronzezeitliche Siedlung, das dortige Grab stellt möglicherweise die Gründerbestattung dieser Siedlung dar. Das Kriegergrab mit zahlreichen Beigaben weist Einflüsse aus der mittleren lüneburgischen Bronzezeit auf und lässt sich der frühen (westmitteldeutschen) Spätbronzezeit zuordnen. In der Umgebung sind weitere endneolithische und bronzezeitliche Gräber bekannt, die belegen, dass in der ausgehenden Mittel- und der beginnenden Spätbronzezeit die Sitte verbreitet war, Gräber im Ostteil von Kreisgräben anzulegen. Schon länger bekannt ist der frühbronzezeitliche Fundplatz Nohra.

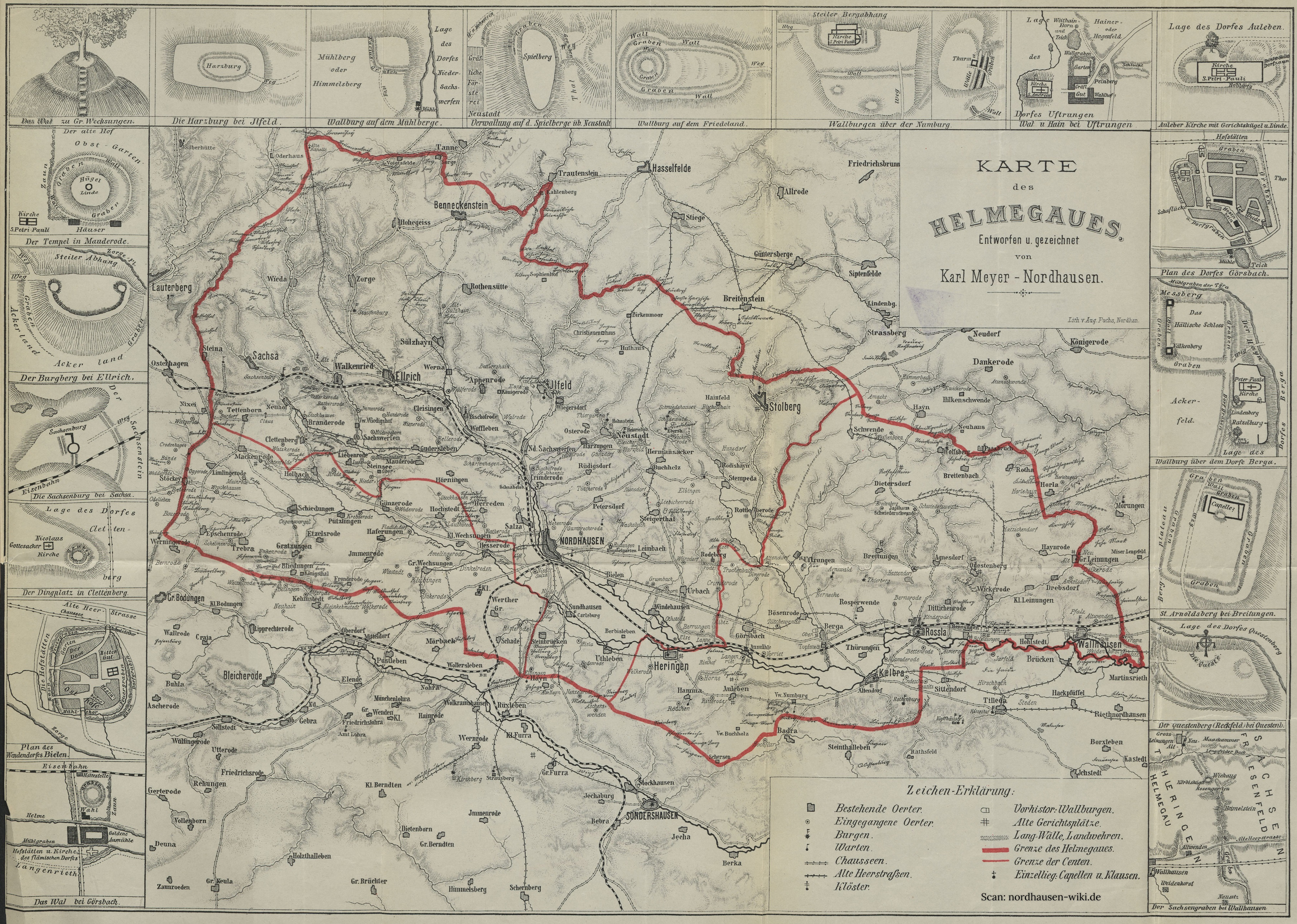
Nordhausen im Helmegau

Der Raum Nordhausen war sowohl keltischen als auch germanischen Einflüssen unterworfen, wobei die archäologisch erkennbaren Elemente gemischt und lokal transformiert wurden. Es handelt sich dementsprechend um eine Mischzone mit zahlreichen (keltischen) Latènekulturelementen, wie etwa Drehscheibenkeramik oder Glasarmringen. Zugleich fanden sich im Landkreis Nordhausen zahlreiche Elemente der Przeworsk-Kultur, die weiter südlich nicht vorkommen, hinzu kamen insgesamt sieben Siedlungen dieser Kultur im Umkreis von Nordhausen. Diese gehen möglicherweise auf Zuwanderer aus Schlesien zurück, die als Spezialisten an den Südharz kamen. Bei den Siedlungen lässt sich eine Hierarchisierung nachweisen, nämlich in die drei Typen der Höhenburg, die als Zentralorte aufgefasst werden, also als wirtschaftlicher, sozialer und kultischer Kristallisationspunkt, dann größere Siedlungen, denen die Funktion von Austauschorten und spezialisierter Produktion zukam, schließlich kleinere, offene Siedlungen. Nach dem 1. Jahrhundert verschwand diese Siedlungsstruktur, wohl durch Migrationsvorgänge.
Das Gebiet um Nordhausen gehörte vielleicht im späten 5. Jahrhundert zum kurzlebigen Thüringer Reich und wurde um 531 durch Eroberung fränkisch. Zwischen 650 und 700 besiedeln sorbische Gruppen den Ortsteil Bielen. Nach dem ehemaligen Nordhäuser Stadtarchivar und Museumsleiter Robert Hermann Walther Müller begann die Einsiedlung der damals als Surbi bezeichneten westslawischen Gruppen ab 640 infolge eines Friedens- und Freundschaftsvertrages zwischen dem Slawenkönig Samo und dem Thüringerherzog Radulf. Zunächst wurden die Gebiete westlich der Saale durch sorbische Kolonisten besiedelt. Müller stützt sich dabei insbesondere auf die Untersuchungen von Christoph Albrecht über Die Slawen in Thüringen. Eine aktuelle Analyse des Hersfelder Zehntverzeichnisses durch Christian Zschieschang zeigt eine signifikante sorbische Besiedlung im Friesenfeld und im Hassegau. Eine vergleichbare aktuelle Studie zur sorbischen Besiedlung westlich von Kieselhausen und Sangerhausen liegt bisher noch nicht vor, obwohl sie seinerzeit bereits von Robert Hermann Walther Müller angemahnt wurde.
Nach Robert Hermann Walther Müller ist Bielen neben Windisehen-Breitungen eindeutig slawischen Ursprungs. Als Slawenplätze sieht er in Übereinstimmung mit dem damaligen Forschungsstand die Ortschaften Sittendorf, Rosperwenda, Windehausen und Steinbrücken an, wobei letztere mittlerweile ebenfalls nach Nordhausen eingemeindet wurde. Hinzu kommen die Wüstungen Alt-Wenden, Nausitz, Lindeschu, Tütchewenden und Ascherwenden. Als weitere Slawenorte nennt er Nenzelsrode und Petersdorf, wobei auch Petersdorf mittlerweile zur Stadt Nordhausen gehört. Bei Berga stellte bereits Rudolf Virchow im Jahre 1872 die Reste einer Fischersiedlung fest. Wendischen Einschlag lassen die Ortschaften Görsbach, Sülzhayn, Branderode, Buchholz und Leimbach erkennen, wobei die letzten beiden mittlerweile ebenfalls nach Nordhausen eingemeindet worden sind. In Branderode ist eine windische Tür in der Kirche nachgewiesen worden, genauso in Kleinfurra und Trebra. Flurnamen sorbischen Ursprungs finden sich in Kraja, Thalwenden, Worbis, „Wyndischen Luttera“, zwischen Petersdorf und Steigerthal und bei Stempeda, wobei die beiden letztgenannten mittlerweile ebenfalls zu Nordhausen gehören. In der Stadt Nordhausen selbst führt er die Straße Grimmei und die Grimm-Mühle (die spätere Kaisermühle) auf sorbische Ursprünge zurück. Auch im Zorgedorf Krimderode, heute ebenfalls zu Nordhausen, gab es einen inzwischen versiegten Bach Grimme gleichen sorbischen Namensursprungs: ‚auf dem Sande; auf dem Kiese‘ (vgl. obersorbisch křemjeń, „[Fluss-]Kiesel“). Selbst den Namen für die Zorge und den Mühlgraben führt Robert Hermann Walther Müller auf das Sorbische zurück. Für ihn hat auch die Nordhäuser Lindensage ihren Ursprung in der sorbischen Kolonisation, ist doch die Linde der Symbolbaum dieses Volkes.

### Mittelalter

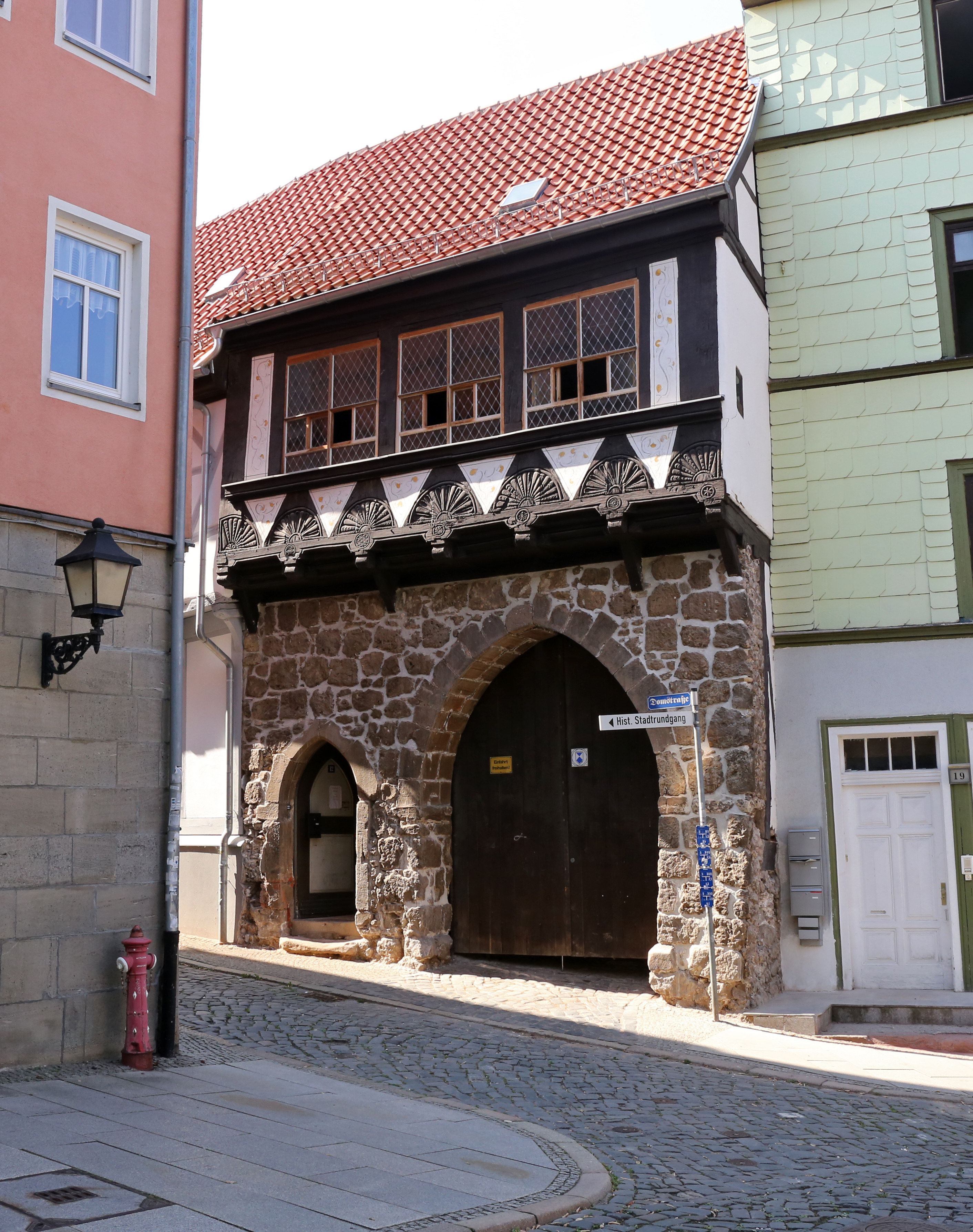
Das Haus Domstraße 12 gilt als eines der ältesten Wohnhäuser in Thüringen

Mangels schriftlicher Quellen und wenigen archäologischen Befunden ist die Entstehung von Ort und Stadt nicht gesichert. Es wird angenommen, dass im ausgehenden 8. Jahrhundert auf dem „Frauenberg“ eine karolingische Königspfalz errichtet wurde. Nördlich davon entwickelte sich später die Altstadt. Bereits in einem Diplom Ludwigs des Deutschen vom 18. Mai 876 wird Nordhusa erwähnt. Wohl zwischen 908 und 912 erbaute Heinrich I. eine erste befestigte Anlage. Nach der jüngeren Vita Mathildis wurde hier um 921 der Sohn von Heinrich I. und Mathilde, Heinrich, geboren. Am 16. September 929 übergab Heinrich I. in einer Schenkungsurkunde Nordhuse in den persönlichen Besitz seiner Frau Mathilde. Am 25. Juni 934 stellte Heinrich I. während eines Aufenthaltes in Nordhausen eine Urkunde aus. Mathilde gründete im Jahr 961, in dem sie eine Reihe weiterer sakraler Einrichtungen wie den Kanonikerkonvent in Quedlinburg, institutionalisierte, neben der von Heinrich I. erbauten Burg ein Damenstift, das 1220 in ein Augustiner-Chorherrenstift umgewandelt wurde. Im Umfeld dieser Institutionen, der Burganlage und des Stiftes, siedelten sich in der Folge Handwerker und Gewerbetreibende um die Blasiuskirche an. In der Woche nach Pfingsten 993 hielt sich Otto III. in Nordhausen auf und stellte dort zwei Urkunden aus. Als das Frauenstift dann im Jahr 1000 von Otto III. ein romanisches Prunkkreuz erhielt (das seit 1675 in Duderstadt aufbewahrt wird), entwickelte sich der Dom zum Heiligen Kreuz zum spirituellen Zentrum des Stifts. Im Frauenstift Nordhausen, als dessen erste Äbtissin im Winter 967 Richburga eingesetzt wurde, wurde wahrscheinlich die zweite Fassung der Lebensbeschreibung der Königin Mathilde verfasst. Mathilde bemühte sich immer wieder um den Ort. Nach dem Tod Mathildes im Jahr 968 fiel deren Besitz wieder in die Verfügungsgewalt des Kaisers. In der Heiratsurkunde der Kaiserin Theophanu übergaben Otto I. und Otto II. im Jahr 972 Nordhausen als eine von mehreren Besitzzuweisungen der Mitgift an die Gemahlin Theophanu. Eine Kaufmannssiedlung des frühen 12. Jahrhunderts um die Nikolaikirche entwickelte sich zur eigentlichen Stadt. Diese wurde durch eine jenseits der Stadtmauer Ende des 12. Jahrhunderts entstandene flämische Tuchwebersiedlung um die Petrikirche erweitert, im 13. Jahrhundert durch eine außerhalb der Mauer gebliebene Neustadt um die Jakobikirche.
Nordhausen lag in der mittelalterlichen Gaugrafschaft Helmegau, der 802 in einer Urkunde Karls des Großen erwähnt wurde.
1144 bis 1225 hielten sich in Nordhausen mehrfach deutsche Könige auf. Im Jahr 1158 schenkte Kaiser Friedrich Barbarossa alle Reichsbesitzungen in Nordhausen dem Domstift, das dadurch erheblich an Einfluss gewann. 1180 wurde die Stadt durch die Truppen Heinrichs des Löwen wegen eines Zerwürfnisses zwischen Heinrich und dem Kaiser zerstört. Beim folgenden Wiederaufbau wurde die Stadtbefestigung um 1206 verstärkt, um den Grafen und Rittern des Umlandes Paroli bieten zu können. Diese fühlten sich in ihren Rechten durch die Stadt eingeschränkt und befehdeten sie mehrfach. Am 22. Juli 1212 heiratete Kaiser Otto IV., Sohn Heinrichs des Löwen, in Nordhausen Beatrix von Schwaben aus dem Hause der Staufer, wodurch beide Herrscherlinien eine Versöhnung erfuhren. Bereits 1234 vernichtete ein Großbrand weite Teile der Stadt.

### Reichsstadt
Am 27. Juli 1220 wurde Nordhausen vom König und späteren Kaiser Friedrich II. zur Freien Reichsstadt erhoben, was es bis zur Mediatisierung 1802 blieb. 1225 erhielt die Stadt ihr erstes Siegel, um 1260 wurde erstmals ein Rat gebildet und um 1280 ein erstes Rathaus am heutigen Standort errichtet. Gegen den bereits um 1220 belegten Vogt und Schultheiß setzte sich Ende des 13. Jahrhunderts der Rat durch: 1277 gab es einen Aufstand der Handwerker und Kleinbürger gegen die Reichsritter. Dabei wurde der Reichsvogt vertrieben und die Reichsburg zerstört. 1290 bestätigte der römisch-deutsche König Rudolf von Habsburg die Reichsfreiheit Nordhausens und stellte die Stadt unter seinen Schutz, um sich mit den Bürgern zu versöhnen. Durch seine günstige wirtschafts- und verkehrsgeographische Lage verfügte Nordhausen wahrscheinlich im 13. Jahrhundert über einen beachtlichen Wohlstand.
Im 13. und im 14. Jahrhundert griffen die Grafen von Schwarzburg, von Stolberg, von Hohnstein und die Ritter der Burg Klettenberg mehrfach Nordhausen an. Als im Jahre 1329 Ritter der Grafen von Hohnstein zu Sondershausen, der Grafen von Stolberg und aus der Burg Klettenberg – letztlich erfolglos – durch das Barfüßertor und das Altentor in die Stadt einzudringen versuchten, fielen der Nordhäuser Bürgermeister Helwig von Harzungen und drei Bürger, die ihre Tore verteidigten. Bei einem weiteren Aufstand am 14. Februar 1375 wurde der Rat gestürzt und seine Mitglieder verbannt. Die Stadt erhielt eine neue Verfassung und die Handwerker übernahmen die Macht. In dieser Zeit ließen sich einige Orden in Nordhausen nieder, beispielsweise Augustiner, Dominikaner und Franziskaner. Auch die benachbarten Klöster in Walkenried und Ilfeld gründeten in der Stadt Klosterhöfe. Bereits seit dem 14. Jahrhundert verlangte die Reichsstadt Nordhausen von ihren Bürgersöhnen, die in einen dieser Orden eintreten wollten, einen schriftlichen Verzicht auf ihr Erbe, um zu verhindern, dass der steuerfreie Grundbesitz der Kirche („Tote Hand“) weiter zunahm.
Oberster Kriegsherr der Freien Reichsstadt Nordhausen war ursprünglich der Reichsvogt, später der Rat, der aus seiner Reihe zwei Kriegsherren (sogenannte Pfeilmeister) ernannte. Das städtische Heer bestand aus der wehrhaften Bürgerschaft (Statuten 1350) und geworbenen Söldnern (Stadteinigung 1308). Einst waren die Pfeilmeister auch Stadthauptleute. Ab 1350 wurden ritterliche Hauptleute in städtischen Dienst genommenen. Die Bürgerschaft wurde in Rotten mit Zugrundelegung der Pfarr- und Kirchspieleinteilung (Pfeilmeisterliste 1443–1545) unterteilt. So gab es 21 Rotten mit je zwei Rottenmeistern, die Rottenstärke schwankte dabei (1491–1499) von 17 bis 48 Mann. Im Jahr 1499 wurden 577 waffenfähige Bürger gezählt. Seit Anfang des 17. Jahrhunderts gab es Stadtsoldaten unter einem Hauptmann, die 1794 rund 70 Mann zählten. Die Bürgerwehr setzte sich aus zwei Kompanien zusammen.
In das Jahr 1430 datiert ein Nachweis, dass Nordhausen im Rahmen der Hanse aktiv war. 1500 wurde Nordhausen Teil des Niedersächsischen Reichskreises. Im ausgehenden Mittelalter war Kursachsen Schutzmacht über die Stadt. Wohl nach 1277 wurde eine Mauer errichtet, die ein Gebiet von 35 ha umfasste. Diese Ummauerung wurde 1350 bis 1450 erneuert. 1365 wurden die Siedlungen auch rechtlich vereinigt. Um 1500 hatte die Stadt etwa 5000 Einwohner.

### Frühe Neuzeit

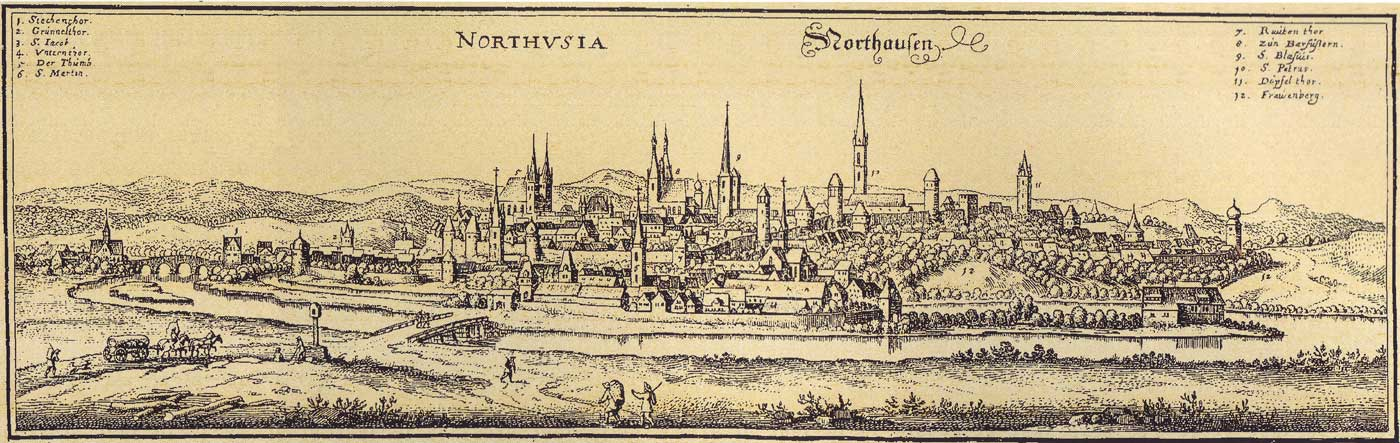
Kupferstich von Nordhausen um 1611

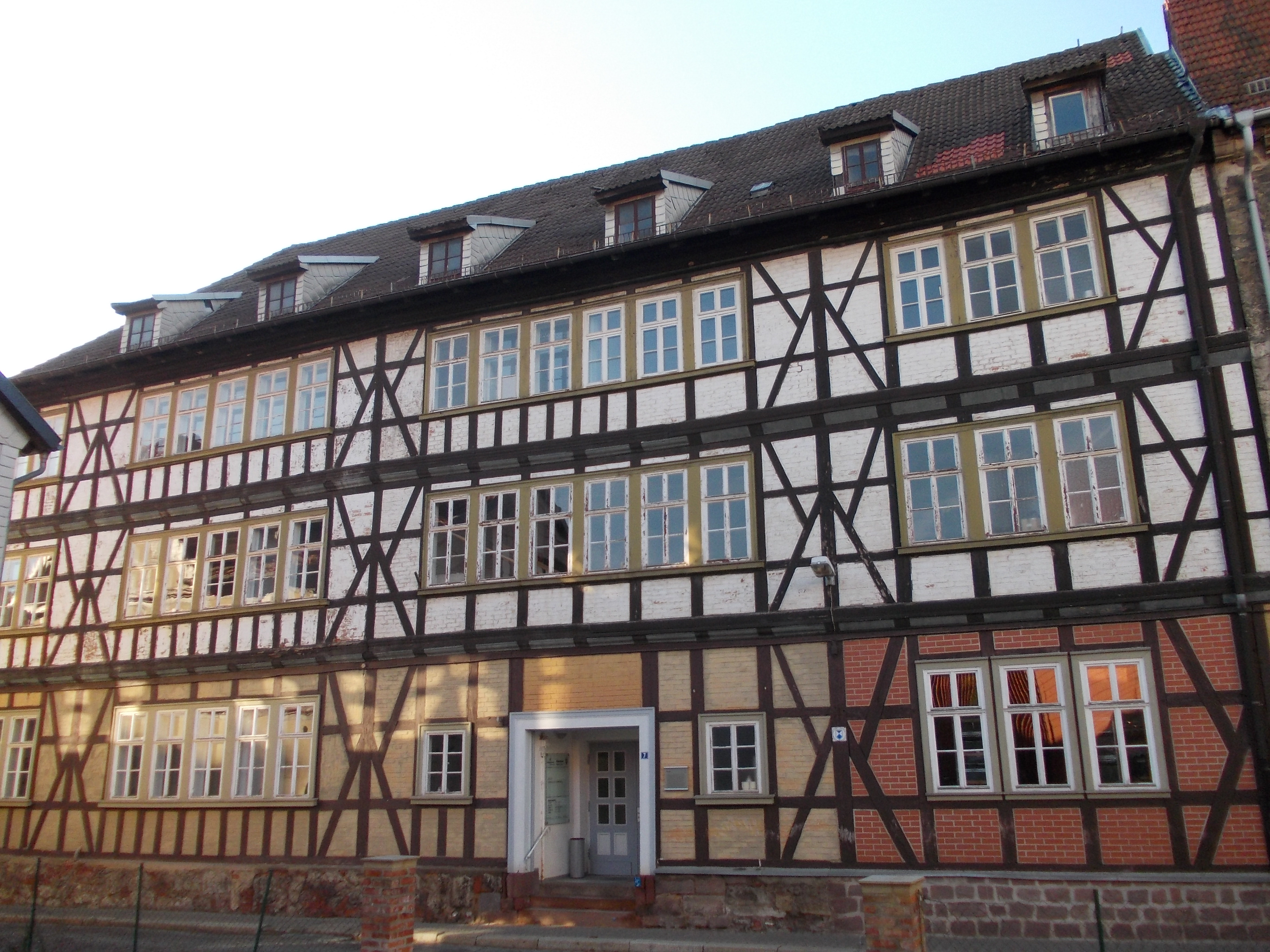
Das ab 1710 erbaute Waisenhaus wurde ab 1716 bezogen, 1717 eingeweiht

1507 wurde die Produktion von Branntwein in der Stadt erstmals urkundlich erwähnt. In Spitzenzeiten gab es 100 Brennereien in der Stadt. Auch Kautabak wurde in Nordhausen produziert. Schon im 16. Jahrhundert wurde auch Vitriolöl produziert; nach dem ersten Produktionsort Nordhausen wurde das Produkt „Nordhäuser Vitriol“ genannt.
1523/24 setzte sich in Nordhausen die Reformation durch. Treibende Kraft war hierbei der Bürgermeister Michael Meyenburg. In diesem Jahr hielt sich Thomas Müntzer in der Stadt auf. Nordhausen war die erste Stadt, die sich per Ratsbeschluss 1524 offiziell der Reformation anschloss, nachdem bereits 1522 ein Gefolgsmann Martin Luthers in der St.-Petri-Kirche eine der ersten protestantischen Predigten in Deutschland gehalten hatte. In der Folgezeit wurden alle Pfarr- und Klosterkirchen der Stadt lutherisch und die Kirchengüter wurden säkularisiert, mit der einzigen Ausnahme des Heilig-Kreuz-Stifts, das bis 1810 als katholische Körperschaft fortbestand.
Obwohl zwei Stadtbrände (1540 und 1612), die Pestepidemien und der Dreißigjährige Krieg die Entwicklung der Stadt erschwerten, wuchs sie weiter an. Die Pest wütete in Nordhausen wiederholt in den Jahren 1393, 1398, 1438, 1463, 1500, 1550, 1565 und 1682. 1550 wurde ein erstes Totenverzeichnis angelegt, das über 2500 Opfer aufführt. Im Jahre 1626 gab es 3283 Todesopfer. Für 1682 sind 3509 Opfer bezeugt.
Nordhausen war 1559 bis 1644 von Hexenverfolgung betroffen. 27 Personen gerieten in Hexenprozesse, acht wurden hingerichtet, fünf zu Landesverweis verurteilt, vier starben in der Folter oder im Kerker.
Zu weiteren Stadtbränden kam es in den Jahren 1710 – das abgebrannte Pfarrhaus wurde bis 1717 durch das heutige Waisenhaus ersetzt – und 1712, sodass nur wenig mittelalterliche Bausubstanz erhalten blieb. Von den zwölf Kirchen im Mittelalter blieben ebenfalls nur noch der Dom, die Blasiikirche, die Frauenbergkirche und die Altendorfer Kirche erhalten.
Im Dreißigjährigen Krieg wurde die Stadt zeitweilig von den Schweden besetzt, dabei wurden hohe Kontributionen erpresst und sämtliche Kanonen der Stadt sowie einige der Kirchenglocken gestohlen. In der Folge unterstützte die Stadt die Harzschützen heimlich mit Geld, Unterkunft und Verpflegung.
Von 1703 bis 1714 besetzte Brandenburg die Stadt.

### Vom 19. Jahrhundert bis zur Weimarer Republik
Infolge des Reichsdeputationshauptschlusses 1802 erhielt Preußen als Entschädigung für an Frankreich verlorene linksrheinische Territorien auch thüringische Gebiete. So wurde die Stadt Nordhausen am 2. August 1802 von preußischen Truppen besetzt und in das Königreich Preußen eingegliedert, womit ihre Reichsfreiheit verloren ging. Am 7. Februar 1803 verlor die Stadt das Münzrecht. 1807 bis 1813 gehörte Nordhausen zu dem von Napoleon für seinen Bruder Jérôme Bonaparte konstruierten Königreich Westphalen (Kanton Nordhausen im Distrikt Nordhausen des Departement des Harzes), danach wieder zu Preußen, was 1815 durch den Wiener Kongress bestätigt wurde. Nordhausen blieb bis 1945 eine preußische Stadt. Sie gehörte ab dem 1. April 1816 zum Kreis Nordhausen im Regierungsbezirk Erfurt in der Provinz Sachsen.
Im dritten Buch (zweites Kapitel) seines Romans Der Glöckner von Notre-Dame von 1831 rühmt Victor Hugo Nordhausen neben Nürnberg, Vitré in Frankreich und Vitoria in Spanien als gotische Musterstadt, die sich im Gegensatz zum Paris des frühen 19. Jahrhunderts ihre Ursprünglichkeit bewahren konnte. Wegen seiner Kautabakfabrik G. A. Hanewacker (gegründet 1817) galt Nordhausen als Zentrum der Kautabakproduktion in Deutschland.
Unter preußischer Herrschaft war Nordhausen kurzzeitig Garnisonsstadt: 1832–1848 IV. Jägerabteilung, 1868–1870 II. Bataillon 67. Infanterie-Regiment.

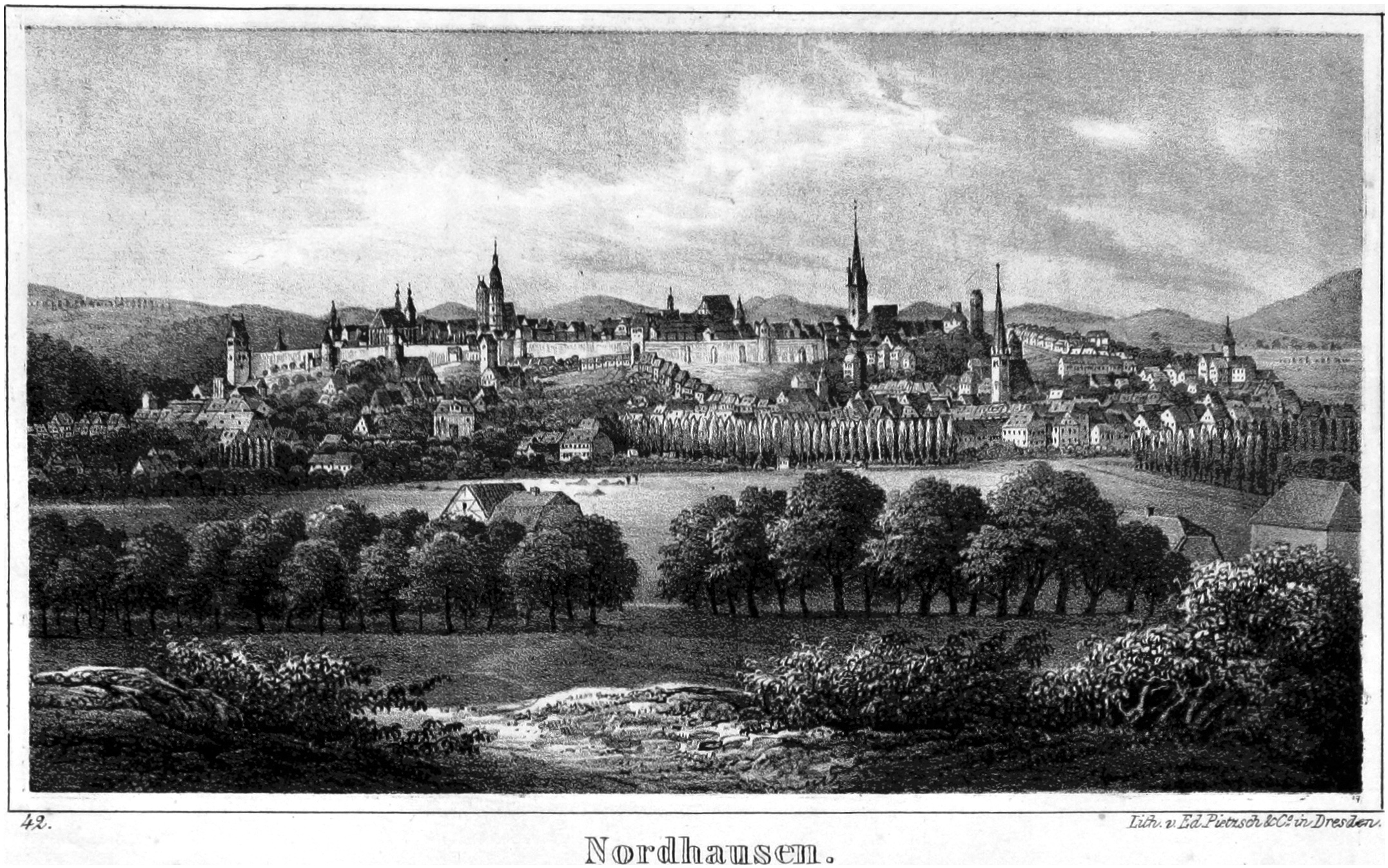
Nordhausen um 1841

In der Zeit bis 1866 blühte in Nordhausen ein bis dato in Thüringen nicht gekanntes Schmugglerwesen. Geschmuggelt wurden vor allem Kaffee, Tee und Tabak, weil diese Genussmittel im benachbarten Königreich Hannover (Kreis Ilfeld) wesentlich geringer besteuert wurden als in Preußen. Auch strengste Strafandrohungen konnten nichts an dem Zustand ändern. Die Grenze verlief entlang der heutigen Straße am Gehege. Zeitweise wurden das Rauchen von Tabak und der Genuss von Branntwein in der Öffentlichkeit verboten. 1867 begründete Eduard Baltzer die deutsche Vegetarier-Bewegung in Nordhausen. Es folgt 1869 der erste Kongress der deutschen Vegetarier in der Stadt.
Zur Mitte des 19. Jahrhunderts setzte auch in Nordhausen die Industrialisierung ein und erstreckte sich zunächst auf Kautabak, Kornbranntwein (Nordhäuser), Tapetenfabrikation, Weberei, Eismaschinen und Kaffeesurrogat. Die wirtschaftliche Basis verbreiterte sich um 1900 hauptsächlich auf dem Sektor der Maschinen-, Motoren- und Schachtbauindustrie. 1866 erhielt Nordhausen Anschluss an die Eisenbahn aus Halle (Saale), die Fortsetzung nach Heiligenstadt und Kassel wurde ein Jahr später eröffnet. Es folgten in den nächsten Jahren Bahnstrecken nach Northeim und Erfurt. Seit dem 25. August 1900 gibt es die Straßenbahn in Nordhausen. Die Inbetriebnahme einer modernen Wasserleitung (1874), eines Krankenhauses (1888), der Harzquerbahn (1897/99) und der Bau der Nordhäuser Talsperre kennzeichnen im Weiteren den kommunalen Fortschritt bis zum Ersten Weltkrieg.
Seit dem 1. April 1882 bildete die Stadt Nordhausen einen eigenen Stadtkreis im Regierungsbezirk Erfurt der preußischen Provinz Sachsen, da sie die dazu erforderliche Zahl von 25.000 Einwohnern überschritten hatte. Zusätzlich befand sich hier weiterhin das Landratsamt des Landkreises Grafschaft Hohenstein, zu dem die Stadt bisher gehörte.
Mit Beginn des Ersten Weltkriegs wurden 3000 Wehrpflichtige eingezogen, 1916 stieg die Zahl auf über 5000 und im Mai 1918 auf etwa 6500. Das 1925 errichtete Kriegerdenkmal erinnert an 1048 gefallene Nordhäuser. Die wirtschaftliche Entwicklung wurde zwar durch den Krieg unterbrochen, nahm jedoch einen positiven Fortgang, der sich unter anderem in lebhafter Bautätigkeit äußerte; es entstanden das neue Stadttheater und das Stadion mit Freibad.

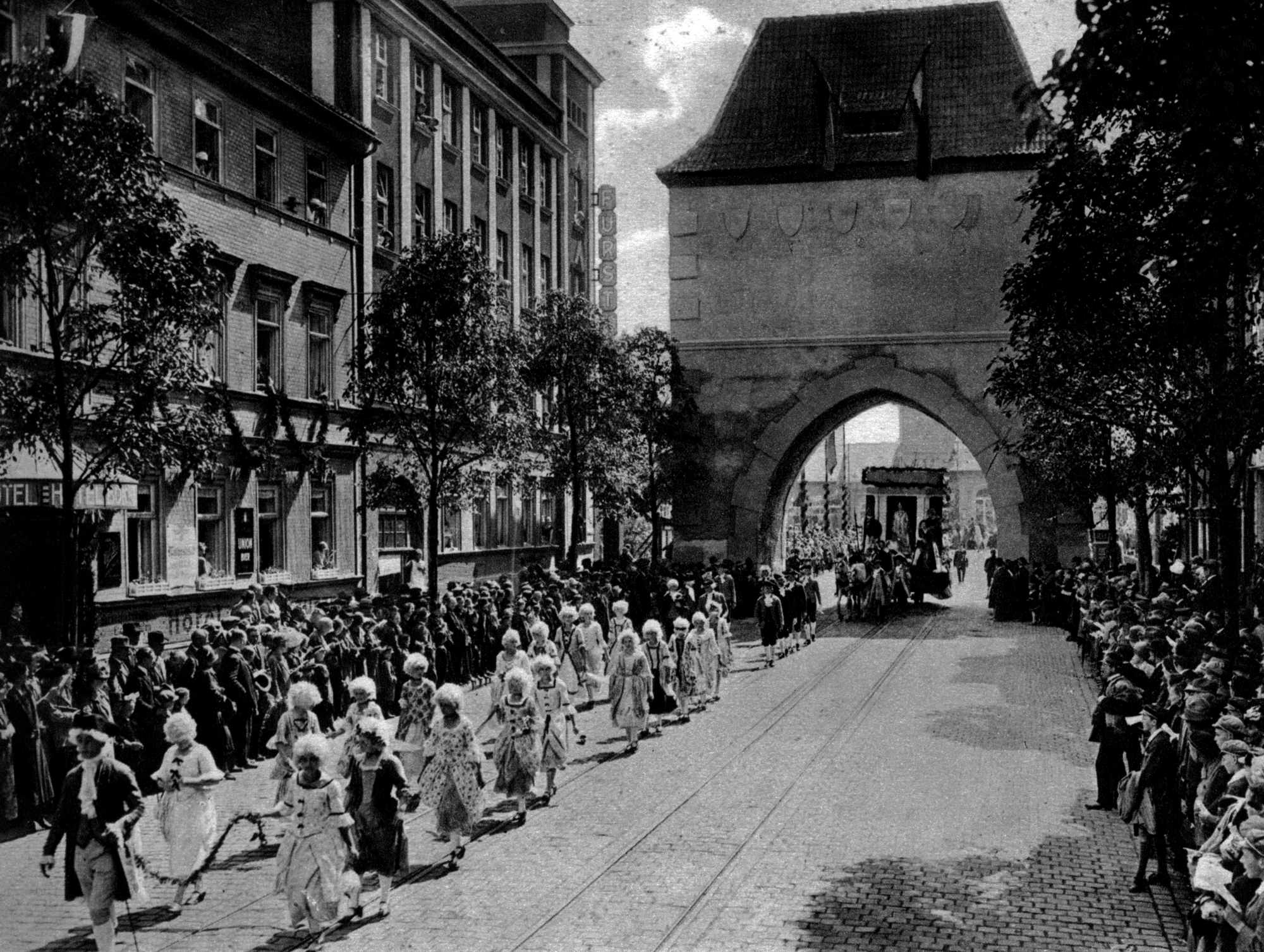
Festumzug zur Tausendjahrfeier (1927)

Vom 27. bis 29. Mai 1927 feierte die Stadt ihr tausendjähriges Bestehen, aus diesem Anlass erschienen Sonderstempel, Briefverschlussmarken, Festpostkarten und Medaillen sowie eine zweibändige und reich illustrierte Stadtgeschichte. Das Reichsfinanzministerium genehmigte zudem die Herausgabe einer kursfähigen 3-Reichsmark-Gedenkmünze mit einer Auflage von 100.000 Stück.

### Nationalsozialismus und Zweiter Weltkrieg

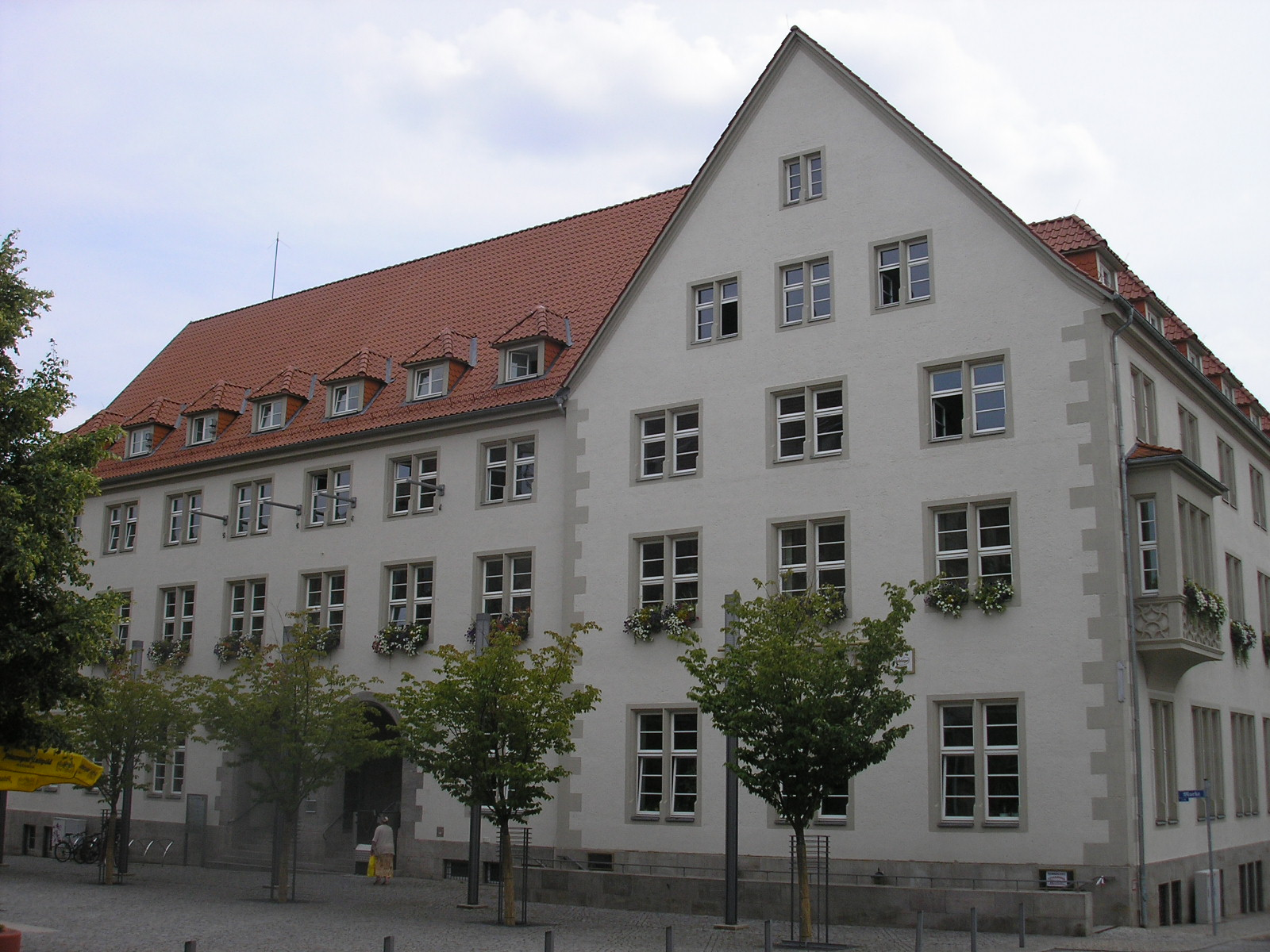
Neues Rathaus, erbaut 1936

1933 übernahm die NSDAP die Kontrolle über die Stadt. Bei der Reichstagswahl am 5. März 1933 erreichte sie in Nordhausen 46,7 Prozent der Stimmen. Bis zum Sommer 1933 wurden mindestens 20 Mitglieder von KPD und SPD in Schutzhaft genommen, mehrere jedoch nach kurzer Haft wieder frei gelassen. Einige der Verhafteten wurden im Siechenhof interniert, andere in das Gerichtsgefängnis, die Mehrheit jedoch in das Polizeigefängnis in Erfurt und von dort in Konzentrationslager verbracht. In der Stadtverordnetenversammlung verfügten NSDAP und DNVP im März 1933 über fast 60 Prozent der Mandate. Es folgte die Gleichschaltung der Stadtverwaltung. Der als linksliberal geltende Oberbürgermeister Curt Baller versuchte vergeblich sich im Amt zu halten. Am 1. Juli 1933 wurde der Rechtsanwalt Heinz Sting durch die Bezirksregierung zum Oberbürgermeister ernannt. Im September 1933 wurde der Sozialdemokrat und Redakteur der „Volkszeitung“ Johannes Kleinspehn verhaftet und zu drei Jahren Zuchthaus verurteilt.
Im Juni 1933 gründete sich die Ortsgruppe der Deutschen Christen unter dem Pfarrer der St.-Blasii-Gemeinde.
Nach dem Tod des Landrates Gerhard Stumme entflammte im Frühjahr 1934 ein heftiger Machtkampf zwischen Sting und dem NSDAP-Kreisleiter Heinrich Keiser, was auch im Stab des Stellvertreters des Führers für Aufsehen sorgte. Am 19. Oktober 1934 wurde Heinz Sting als Oberbürgermeister beurlaubt, Keiser 1935 nach Saalfeld-Rudolstadt versetzt.
Im Rahmen der Aufrüstung der Wehrmacht entstand 1935/36 für die Luftwaffe im Südosten Nordhausens die Boelcke-Kaserne mit Unterkunftsgebäuden und Fahrzeughallen. Der Fliegerhorst diente vor allem als Schulungs- und Testgelände, zeitweilig war hier auch eine Flugzeugwerft in Betrieb.
Während der Novemberpogrome 1938 wurden Wohnungen und Geschäfte zerstört, die Synagoge am Pferdemarkt in Brand gesetzt. Zuvor waren etwa 400 Nordhäuser Juden emigriert, weitere wurden ab dem 14. April 1942 deportiert.
Von Dezember 1939 bis Juni 1940 wurden rund 9000 Saarländer in Nordhäuser Privathaushalten und Sammelunterkünften untergebracht. Im Herbst 1939 trafen erste polnische Kriegsgefangene ein. Anfang 1942 waren etwa 450 Kriegsgefangene registriert, im März 1945 waren es 700 Kriegsgefangene.
Von 1937 bis 1945 befand sich bei Nordhausen das Rüstungszentrum Mittelwerk GmbH und ab August 1943 das Arbeitslager „Dora“, zunächst ein Außenlager des KZ Buchenwald, das im Oktober 1944 zum Konzentrationslager Mittelbau mit eigenen Außenlagern verselbstständigt wurde, mit insgesamt 60.000 Häftlingen. Mindestens 20.000 von ihnen kamen bis 1945 ums Leben. Dort fand nach dem alliierten Luftangriff auf Peenemünde die Produktion der sogenannten Vergeltungswaffen, vor allem der neuen A4 (Rakete), aber auch der älteren Fieseler Fi 103, statt. Außerdem mussten 10.000 deutsche Strafgefangene und ausländische Zwangsarbeiter, die in 38 Lagern untergebracht waren, in diversen Unternehmen zwangsarbeiten. Das größte Zwangsarbeiterlager mit maximal 6000 Insassen, die teilweise für die Junkers Flugzeug- und Motorenwerke arbeiten mussten, befand sich in der Boelcke-Kaserne. Diese wurde ab Ende Januar 1945 ein „Kranken- und Sterbelager des Mittelbau-Komplexes“ und lag im südöstlichen Nordhausen. Es wurde bei den britischen Bombenangriffen am 3. und 4. April schwer getroffen. Die US-Armee verlangte von den männlichen Einwohner Nordhausens die Bestattung der Toten. Auf dem Ehrenfriedhof am Stresemann-Ring wurden etwa 1300 Opfer beerdigt. An sie erinnert ein 1999 errichtetes Denkmal. Daneben befindet sich ein 1946 angelegter Ehrenfriedhof für 215 sowjetische Todesopfer.
In der Nacht vom 25. August auf den 26. August 1940 wurde Nordhausen erstmals Ziel eines Luftangriffs, als zwei Bomber den Flugplatz angriffen. Kleinere Angriffe wurden am 12. April 1944 und am 4. Juli 1944 geflogen. Am 22. Februar 1945 griffen gegen 12 Uhr 30 US-amerikanische Bomber den Verschiebebahnhof an, trafen jedoch die Unterstadt, einige Anlagen des Industriegebietes und die frühere Fernmeldeschule der Luftwaffe in der Boelcke-Kaserne. Insgesamt fielen 296 Mehrzweckbomben und töteten 40 Menschen. Im Südharzer Kurier erschien am 26. Februar eine Todesanzeige für die „Gefallenen des Terrorangriffs“ mit der Ankündigung zur Beisetzung mit Trauerfeier der Stadt.
Am 1. Juli 1944 wurde der Reichsstatthalter in Thüringen mit der Wahrnehmung der Aufgaben und Befugnisse des Oberpräsidenten in der staatlichen Verwaltung des Regierungsbezirks Erfurt beauftragt. Am 29. Oktober 1944 wurden die Jahrgänge 1884 bis 1928 für den Volkssturm erfasst und in 29 Bataillone unterteilt. Die ersten 200 Volkssturmmänner wurden am 21. Februar 1945 zur Front gerufen.
Anfang März 1945 waren in Nordhausen 42.207 Einwohner gemeldet. Hinzu kamen 23.467 „Ortsfremde Personen“ (659 Kriegsgefangene, 503 verwundete Soldaten in 5 Lazaretten, 420 Angehörige der Kriegsmarine, 6082 ausländische Arbeitskräfte in Massenquartieren).

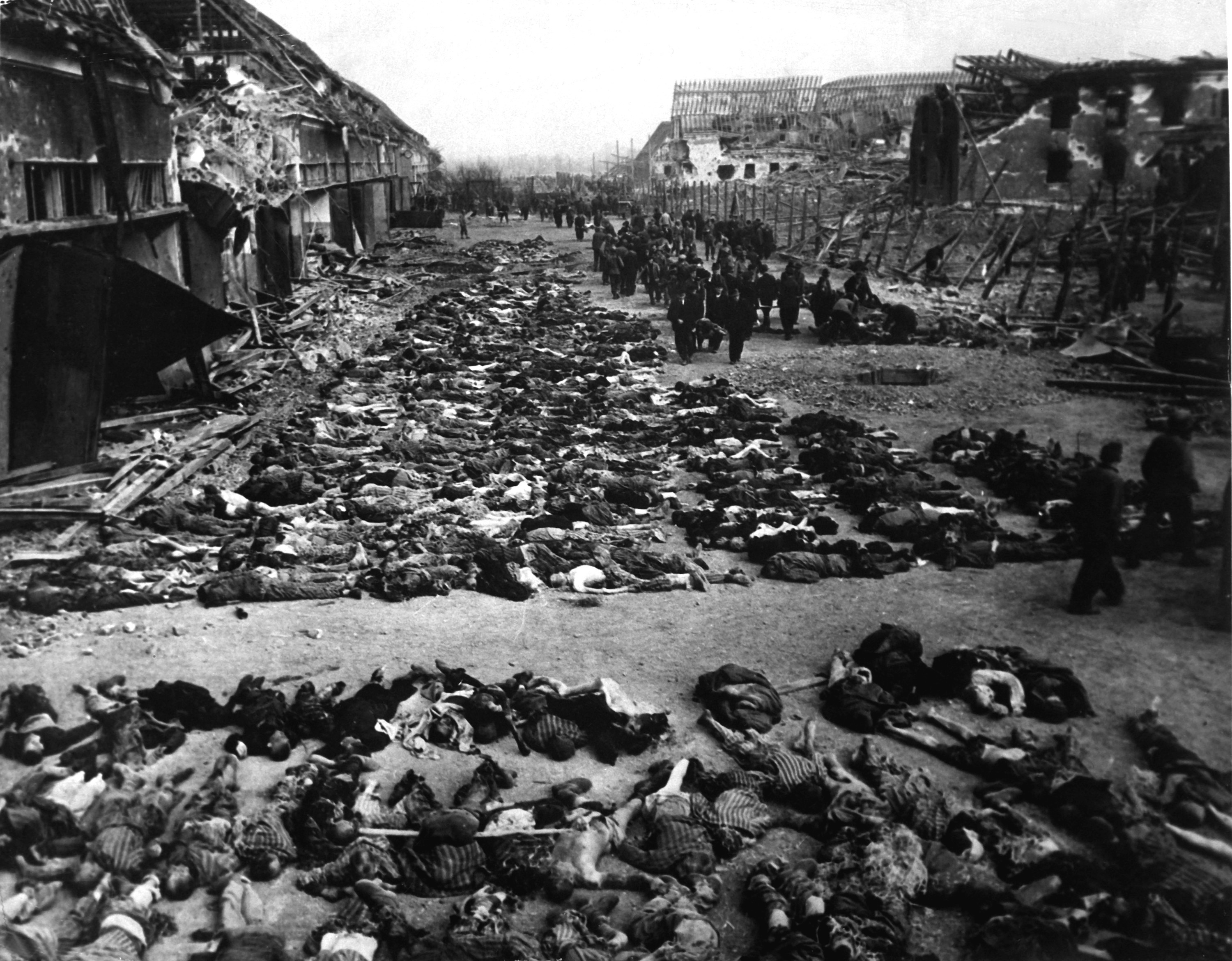
Etwa 1200 bis 1300 Opfer forderten die Bombardierungen am 3. und 4. April unter den Häftlingen des KZ-Außenlagers in der Boelcke-Kaserne. Die Bomben detonierten auf den Lagerstraßen und in den Unterkunftsblocks. Die Aufnahme zeigt das Kasernengelände mit den geborgenen Leichen

Noch eine Woche vor Einmarsch der US-Streitkräfte wurde die Stadt am 3. und 4. April 1945 durch zwei britische Luftangriffe auf Nordhausen zu 74 Prozent zerstört, wobei etwa 8800 Menschen ums Leben kamen und über 20.000 obdachlos wurden. Die Bombardierung wurde am 2. April 1945 vom Supreme Headquarters Allied Expeditionary Force befohlen. Dort forderte man einen Angriff zur Unterstützung der 1. US-Armee mit Priorität zur frühestmöglichen Gelegenheit. Der Zweck der RAF-Angriffe im April 1945 bestand darin, den Weg für einen ungehinderten Vormarsch von der im Südharzer Raum erwarteten Gegenwehr freizumachen. Der erste Großangriff am 3. April um 16 Uhr wurde ausgeführt von 247 Lancaster-Bombern und 8 Mosquitos der 1. und 8. Bombergruppe, die in 20 Minuten 1170 Tonnen Sprengbomben, besonders auf den südöstlichen Quadranten der Stadt abwarfen. Dabei starben auch etwa 1200 Häftlinge. Der zweite Großangriff am 4. April um 9 Uhr mit 243 Lancaster-Bombern der No. 5 Bomber Group und 1220 Tonnen Bomben gilt als der schwerste Angriff und zielte als Flächenbombardement, auch mit durch Phosphorbomben ausgelöstem Feuersturm auf das Innenstadtgebiet. Es wurden hauptsächlich Wohngebiete (10.000 Wohnungen), das Krankenhaus und zahlreiche Kulturdenkmäler von hervorragender Bedeutung zerstört. Das bereits am Abend des 3. April evakuierte Stadtkrankenhaus zog am 8. April in die Stollenanlage im Kohnstein um. Dorthin waren ab 3./4. April auch viele Tausende Nordhäuser geflüchtet. Bis auf die frühere Boelcke-Kaserne wurden keine als militärisch oder kriegswichtig identifizierbaren Ziele getroffen. So blieben der Bahnhof, der Flugplatz, die Gleisanlagen, die Industriebetriebe und das Konzentrationslager Dora, in dem auch die A4-Rakete produziert worden war, unzerstört. Schwer beschädigt wurden die St.-Blasii-Kirche, der Dom und die Frauenbergkirche. Zerstört wurden Frauenbergkloster, Neustädtische Pfarrkirche St. Jakobi, Marktkirche St. Nikolai, St.-Petri-Kirche (Turm teilweise erhalten). Die Reste dieser Gebäude wurden nach dem Krieg abgetragen. Die Stadtmauer einschließlich der teilweise genutzten Türme und Wiechhäuser wurde schwer getroffen, das Rathaus bis auf die Umfassungsmauern zerstört. In großer Zahl wurden die für Nordhausen charakteristischen bürgerlichen Fachwerkbauten aus Gotik, Renaissance, Barock, Rokoko und Frühklassizismus vernichtet. In der Innenstadt wüteten tagelang noch zahlreiche Brände, Bomben mit Zeitzündern explodierten, und das Stadtgebiet lag unter Beschuss durch Tiefflieger. Zunächst nur wenige Einwohner versuchten daher, Tote zu bestatten oder Hab und Gut zu bergen.
Die Verluste der ständigen Bevölkerung lagen bei 6000 Personen, jene der nicht ständigen Bevölkerung bei 1500, hinzu kommen noch 1300 Häftlinge der Boelcke-Kaserne, was zusammen eine geschätzte Opferzahl von 8800 ergibt. Diese bezieht sich nur auf das engere Stadtgebiet von Nordhausen, ohne die Verluste in den später eingemeindeten Ortsteilen. Es gibt auch höhere Schätzungen von über 10.000 Toten, so durch den Antifa-Ausschuss im Juni 1945. Von den 8800 Toten waren etwa 4500 Frauen und Kinder.
Anfang April 1945 wurden vom Volkssturm Vorbereitungen zur Verteidigung der Stadt getroffen. Ein Großteil der Offiziere und Fliegersoldaten setzte sich in den folgenden Tagen Richtung „Harzfestung“ ab. Kurz nachdem die Ordnungspolizei und Parteidienststellen die Stadt verlassen hatten, löste sich der durch die Luftangriffe dezimierte Volkssturm auf.
Am Morgen des 11. April 1945 besetzte die über Werther anrückende 104. US-Infanterie-Division (1. US-Armee) mit Panzerunterstützung kampflos Nordhausen. Gegen 11 Uhr stießen die Soldaten in der schwer zerstörten Boelcke-Kaserne auf die Überlebenden des Konzentrationslagers Mittelbau. Etwa 1200 Häftlinge starben bei der Bombardierung der Stadt in den Unterkunftsblocks. Am selben Tag erreichten die amerikanischen Truppen das nordwestlich der Stadt gelegene Konzentrationslager und befreiten die letzten noch vor Ort verbliebenen KZ-Häftlinge, die nicht kurz vor dem Eintreffen der Alliierten auf Räumungstransporte und Todesmärsche getrieben worden waren. Das Werksgelände der Mittelwerk GmbH am Kohnstein war nie bombardiert worden und fiel den US-Truppen unzerstört mit allen Geheimwaffen und Unterlagen in die Hände. In der Umgebung des Kohnsteins und im Dorf Krimderode kam es zu kleineren Feuergefechten. Etwa 200 deutsche Soldaten und verdächtige Personen im Stadtgebiet wurden gefangen genommen und im Sammellager Rothleimmühle zusammengeführt. Am Nachmittag erfolgte die offizielle Übergabe der Stadt. Militärgouverneur wurde Captain William A. McElroy.

Die Militäradministration gab Nordhausen am 12. April acht Tage lang den ehemaligen Häftlingen und ausländischen Zwangsarbeitern zur Plünderung frei. Die Amerikaner zwangen außerdem die Bevölkerung von Nordhausen, die toten KZ-Häftlinge aus dem KZ Mittelbau-Dora in Massengräbern zu begraben. 

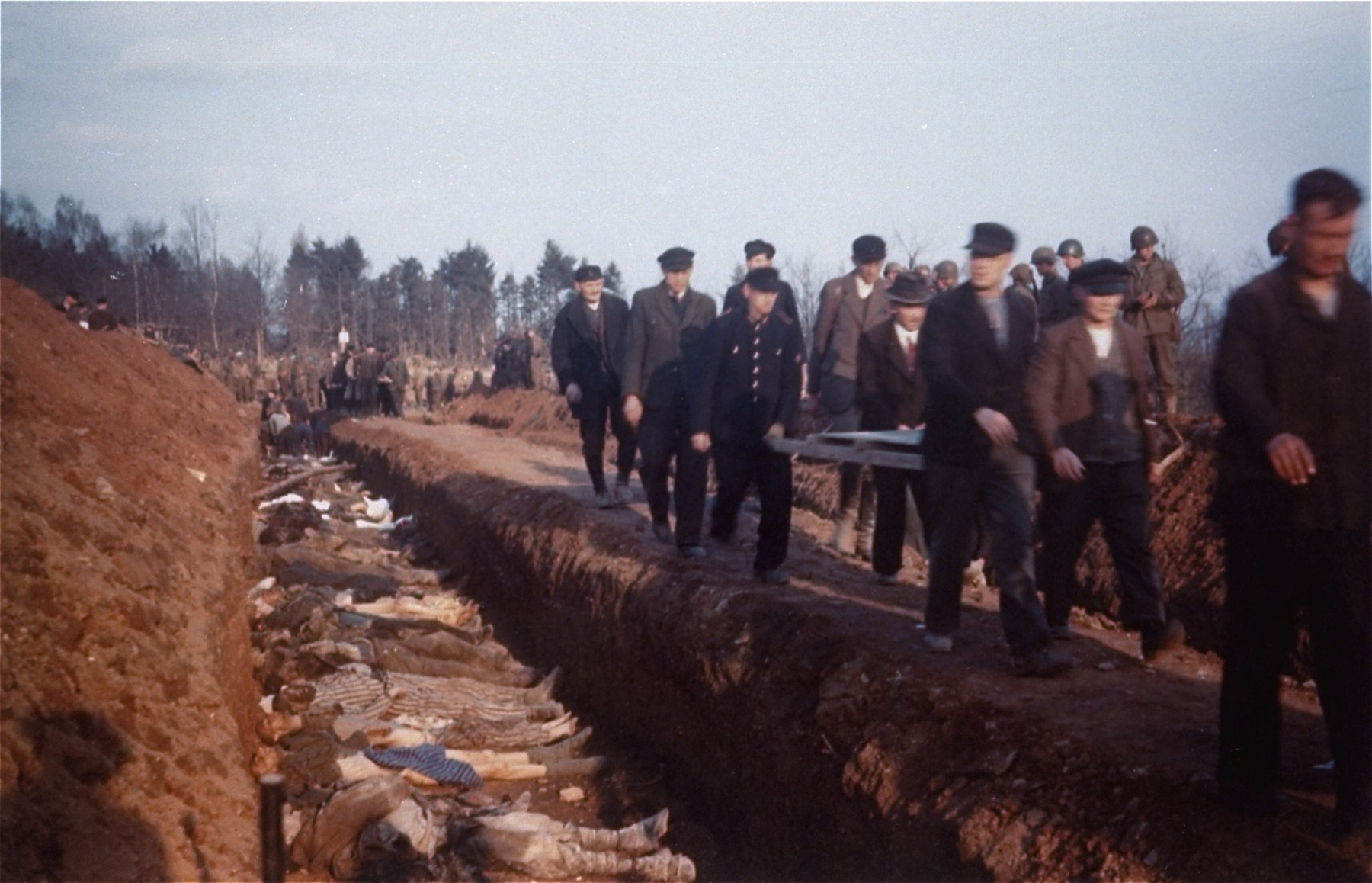
Bürger aus Nordhausen begraben auf Anweisung der Amerikaner Leichen der im KZ Mittelbau-Dora gefundenen Häftlinge in Massengräbern. April 1945

 Aktivitäten des Werwolf (NS-Organisation) wurden Ende April bekannt und einige Waffen und Munitionsvorräte beschlagnahmt. Am 8. Mai 1945 musste der von den Amerikanern eingesetzte Bürgermeister, der sozialdemokratische Arbeiterführer Otto Flagmeyer, in einem Aufruf allen Plünderern die Todesstrafe androhen. Am 13. Mai fand auf dem Ehrenfriedhof eine Trauerfeier für die Opfer aus der Boelcke-Kaserne statt. An ihr mussten alle erwachsenen Nordhäuser teilnehmen, danach erhielten sie Personaldokumente und Lebensmittelkarten. Da die Nordhäuser Krankenhäuser alle zerstört worden waren, wurde ab April 1945 ein Hilfskrankenhaus in Ilfeld eingerichtet. Auch in Nordhausen herrschte ab Frühjahr 1945 der Typhus, was die desolate Lage in der Stadt noch verschärfte.

### Sowjetische Besatzungszone und DDR-Zeit

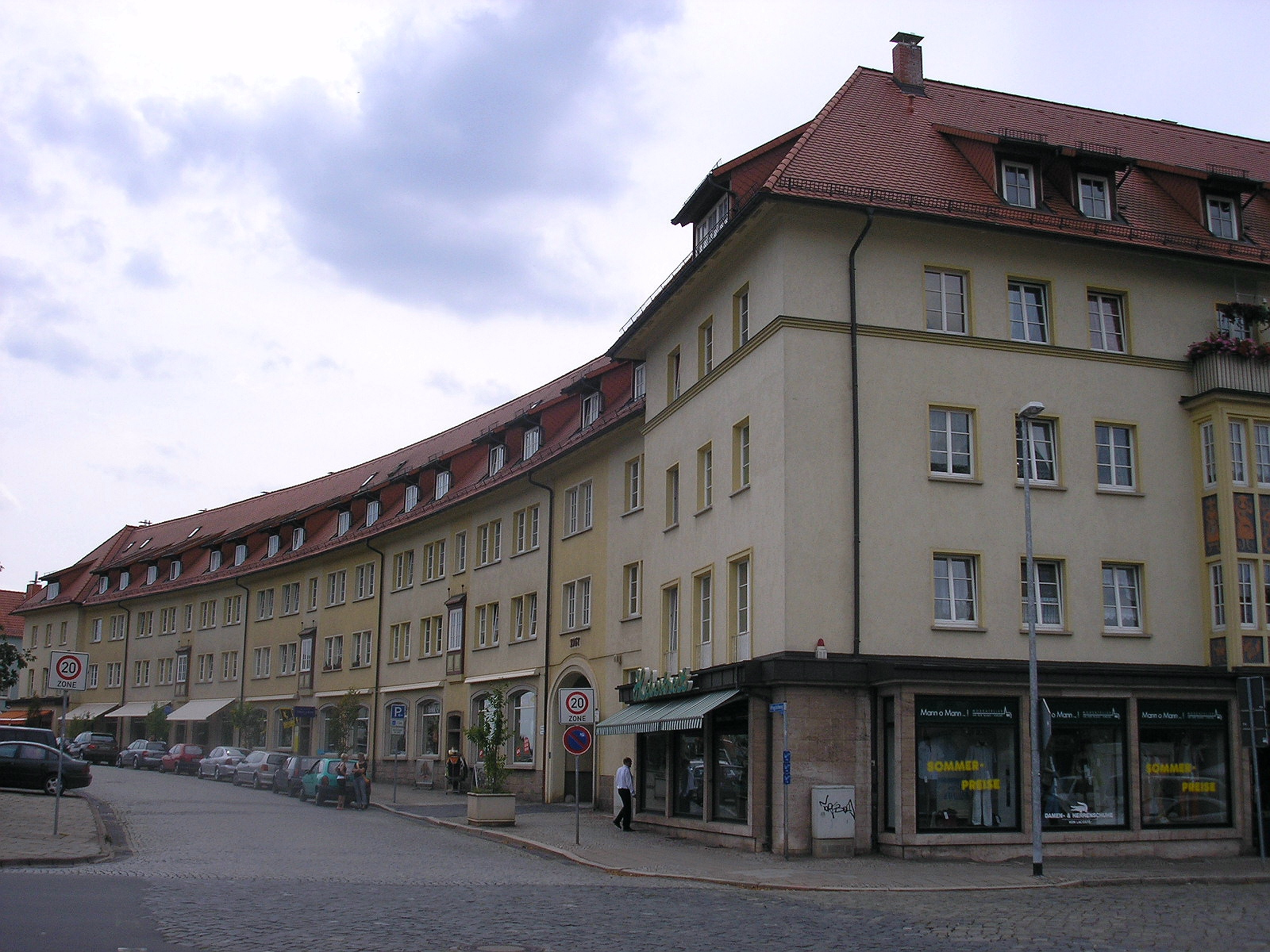
Neubebauung der Innenstadt aus den 1950er Jahren (2007)

Am 16. Juni 1945 wurde der bis dahin preußische Regierungsbezirk Erfurt und damit auch Nordhausen in das Land Thüringen eingegliedert. Die Rote Armee löste die US-Armee als Besatzungsmacht am 2. Juli 1945 ab.
Im Juli 1945 hielten sich über 7200 Personen in Stadt- und Landkreis auf, die in den nun neu gebildeten drei westalliierten Besatzungszonen ihren Wohnsitz hatten. Sie suchten in der Region während des Krieges Schutz vor den Luftangriffen. Im Dezember 1945 betrug ihre Zahl noch 1411. Im Zuge der Vertreibung betrug die Zahl der Flüchtlinge im Juni 1945 10.463, im Dezember 1945 insgesamt 18.054. Sie stammten aus Berlin und der Mark Brandenburg, aus Pommern, Ost- und Westpreußen, sehr viele aus dem Sudetenland und die überwiegende Anzahl aus Schlesien; sie wurden zunächst in größeren Lagern untergebracht.
Die kriegszerstörte Innenstadt von Nordhausen wurde nach Enttrümmerung ab 1945 in den 1950er und 1960er Jahren wieder aufgebaut. Dabei wurde die historische Siedlungsstruktur vollkommen missachtet. Stattdessen entstanden dem Zeitgeschmack entsprechende, breite Magistralen wie die Rautenstraße und die Töpferstraße. Nur im Nordwesten der Altstadt in der Umgebung des Doms blieb altstädtische Bausubstanz erhalten, die sowohl die Luftangriffe als auch die DDR-Zeit überstand. Das Bismarckdenkmal in der Promenade und das Wehrfreiheitsdenkmal auf dem Theaterplatz wurden 1945 abgetragen.
Der Nordhausen-Hauptprozess wurde als Kriegsverbrecherprozess der United States Army im Jahr 1947 durchgeführt.
Nach Auflösung der Länder in der 1949 gegründeten DDR gehörte die Stadt von 1952 bis zur Neukonstituierung Thüringens als Bundesland 1990 zum Bezirk Erfurt. Dort war sie Kreisstadt des Kreises Nordhausen, der 1994 in den heutigen Landkreis Nordhausen umgewandelt wurde.

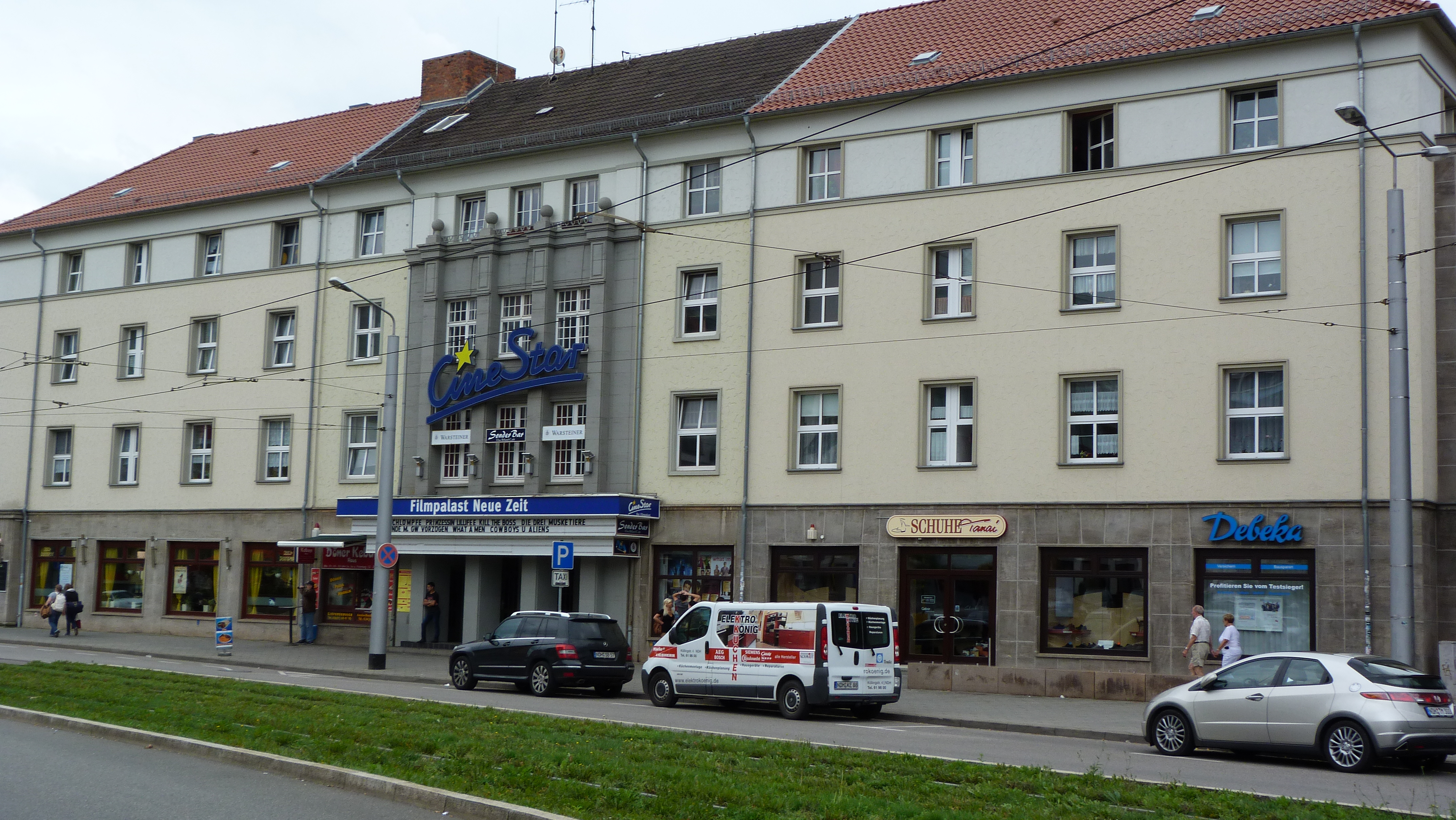
Das Nordhäuser Kino war das erste nach dem Zweiten Weltkrieg im Bezirk Erfurt erbaute Lichtspielhaus

Nordhausen war am und um den 17. Juni 1953 ein Zentrum der Unruhen im Bezirk Erfurt. Schon in den ersten Junitagen 1953 erfolgten Streikaktionen gegen die verfügten Arbeitsnormerhöhungen. Am 17. Juni gab es dann einen mächtigen Streik im VEB IFA-Schlepperwerk. Die Arbeiter konnten jedoch nicht zu Demonstrationen in die Stadt, da das Werk durch Volkspolizei und Kasernierte Volkspolizei umstellt worden war. Einen Streik gab es auch im Schachtbau- und Bohrbetrieb. Bald wurden die Losungen der Streikenden politisch: Hinweg mit der Regierung, freie Wahlen und Aufhebung des von der Sowjetarmee verhängten Ausnahmezustands. Streikführer wurde der Gewerkschaftsfunktionär Otto Reckstat (1898–1983), der als Hilfsschlosser bei der Nordhäuser VEB ABUS-Maschinenbau arbeitete. Streiks und Unruhen hielten auch noch am 18. Juni an, dann besetzten unter dem Schutz der Sowjetarmee Volkspolizei-Einheiten die Betriebe.
Am 22. August 1961 war Nordhausen Ziel der 5. Etappe (Jena – Nordhausen; 136 km) sowie am Folgetag Start der 1. Halbetappe (Nordhausen – Kyffhäuser; Einzelzeitfahren; 24 km) der 6. Etappe (Nordhausen – Dessau; 164 km) der 12. DDR-Rundfahrt; am 14. August 1962 Ziel der 1. Etappe (Magdeburg – Nordhausen; 147 km) sowie am Folgetag Start der 2. Etappe (Nordhausen – Bad Langensalza; 100 km) der 13. DDR-Rundfahrt; am 5. September 1974 Ziel der 6. Etappe (Dessau – Nordhausen; 143 km) sowie am Folgetag Start und Ziel der 7. Etappe („Quer durch den Harz“; 134 km) der 22. DDR-Rundfahrt; am 20. August 1976 Ziel der 7. Etappe (Jena – Nordhausen; 165 km) sowie am Folgetag Start und Ziel der 8. Etappe („Quer durch den Harz“; 119 km) der 24. DDR-Rundfahrt.
Am 29. Mai 1980 wurde bei einem Treffen von Vertretern des Kommandos der LSK/LV und der Grenztruppen der DDR aufgrund des gewachsenen Personal- und Technikbestandes die Verlegung der Hubschrauberstaffel 16 von Salzwedel an den neuen Standort Nordhausen beschlossen. In den folgenden Jahren wurde dieser Mitte der 1930er Jahre errichtete Luftwaffen-Fliegerhorst ausgebaut und mit betonierten Hubschrauber-Stellflächen, Rollwegen sowie einer Wartungshalle versehen. Am 14. Oktober 1986 verlegte die Staffel samt Stab. Zu diesem Zeitpunkt befanden sich 15 Mi-2 und drei Mi-8 im Bestand. Am 1. Dezember 1986 wurde anlässlich des 40. Jahrestages der Grenztruppen der DDR der Ehrenname „Albert Kuntz“ an die Hubschraubereinheit verliehen.
Am 22. September 1987 trat im Albert-Kuntz-Sportpark die Fußball-Olympiaauswahl der DDR in der Qualifikation zu den Olympischen Sommerspielen 1988 gegen die niederländische Olympiaauswahl an.
Mit 52.290 Einwohnern (1989) gehörte die Stadt zu den bevölkerungsreichsten im Bezirk Erfurt und war das zweitgrößte industrielle Zentrum. In den Betrieben, die zahlreiche Produkte für die gesamte DDR herstellten, waren um 1989 circa 25.000 Menschen beschäftigt. Zu den wichtigsten zählten unter anderem die IFA Motorenwerke, der VEB Schachtbau und das RFT Fernmeldewerk, in dem alle Telefone für die DDR produziert wurden. Der VEB Dreistreif galt als die „modernste Kaffeerösterei der Republik“, der VEB Nordbrand als der „größte und modernste Spirituosenproduzent der DDR“, der VEB Tabak als der „größte Zigarettenhersteller der Republik“; bis Ende der 1990er Jahre wurde hier unter anderem die Zigarettenmarke Cabinet hergestellt.
Am 31. Oktober 1989 trafen sich auf dem August-Bebel-Platz circa 25.000 Menschen zur ersten offenen Demonstration gegen das DDR-Regime, am 7. November 1989 versammeln sich circa 35.000 bis 40.000 Teilnehmer. Mitglieder des Neuen Forums besetzten am 4. Dezember 1989 das Kreisamt des AfNS – die vormalige Kreisdienststelle des MfS – in der Dr.-Kurt-Fischer-Straße 11 (heute Ludolfinger Straße 13) und verhinderten eine weitere Vernichtung von Akten. Nachdem im Februar 1990 Peter Heiter (SED) als Oberbürgermeister zurückgetreten war, hatte Olaf Dittmann (NDPD) das Amt inne. Am 6. Mai 1990 wurde der Arzt Manfred Schröter (CDU) erster frei gewählter Bürgermeister.

### Nordhausen im wiedervereinigten Deutschland
Seit dem 14. Oktober 1990 gehört Nordhausen als Kreisstadt dem Land Thüringen an. Bis Ende Juli 1991 verließen die letzten sowjetischen Soldaten ihre Garnison. Fast alle Großbetriebe der Stadt waren den neuen marktwirtschaftlichen Bedingungen nicht gewachsen und es kam zu einem enormen Verlust an Arbeitsplätzen, wodurch auch die Stadtbevölkerung schrumpfte.
Am 1. Juli 1994 erhielt Nordhausen im Zuge einiger Eingemeindungen den Status einer Großen kreisangehörigen Stadt.
1997 wurde die Fachhochschule Nordhausen gegründet und seit dem 1. Mai 2004 ist Nordhausen offiziell „Hochschulstadt“. Nach dem Anschluss an die Bundesautobahn 38 im Jahr 2002 kam es zu einer wirtschaftlichen Stabilisierung und Neuaufstellung der Nordhäuser Unternehmen.
Im Rahmen der Landesgartenschau Nordhausen 2004 wurden weite Teile der Innenstadt wie der Petersberg erneuert. Am 1. Dezember 2007 wurden Petersdorf, Rodishain und Stempeda eingemeindet.
Am 23. September 2008 erhielt die Stadt den von der Bundesregierung verliehenen Titel „Ort der Vielfalt“. Seit dem 5. Juni 2010 ist Nordhausen 17. Fair-Trade-Stadt. 2012 erfolgte die Aufnahme in den „Städtebund Die Hanse“. Nordhausen war die erste Stadt, die sich per Ratsbeschluss 1524 offiziell der Reformation angeschlossen hatte und ist Mitglied im Bund der Lutherstädte. Seit Februar 2015 gehört sie der Organisation „Mayors for Peace“ an.

## Bevölkerung

### Einwohnerentwicklung
Per Zensus am 9. Mai 2011 zählte Nordhausen 42.473 Einwohner. Der Anteil der Ausländer wurde mit 2,3 Prozent ermittelt, 970 Personen hatten einen Migrationshintergrund. Die Arbeitslosenquote bezifferte sich am 31. Dezember 2014 auf 11,7 Prozent.
| Jahr | Einwohner |
| ---- | --------- |
| 1360 | ≈ 3000    |
| 1550 | ≈ 6300    |
| 1626 | ≈ 8000    |
| 1750 | ≈ 7800    |
| 1802 | 8355      |
| 1821 | 9900      |
| 1824 | 9700      |
| 1840 | 12.000    |
| 1880 | 26.198    |
| 1890 | 26.847    |
| 1900 | 28.497    |
| 1905 | 29.497    |
| 1910 | 32.564    |
| 1914 | 33.159    |
| 1918 | 29.515    |
| 1919 | 34.093    |

| Jahr      | Einwohner |
| --------- | --------- |
| 1924      | 34.759    |
| 1925      | 35.056    |
| 1929      | 36.759    |
| 1932      | 37.772    |
| 1933      | 37.635    |
| 1937      | 38.500    |
| 1939      | 39.618    |
| 1944      | 41.575    |
| März 1945 | 42.207    |
| Dez. 1945 | 31.743    |
| 1946      | 32.848    |
| 1950      | 39.452    |
| 1960      | 39.768    |
| 1966      | 42.279    |
| 1970      | 42.018    |
| 1977      | 45.400    |

| Jahr | Einwohner |
| ---- | --------- |
| 1980 | 47.000    |
| 1981 | 47.121    |
| 1984 | 47.176    |
| 1985 | 47.000    |
| 1986 | 47.681    |
| 1994 | 48.028    |
| 1995 | 47.324    |
| 1996 | 46.750    |
| 1997 | 46.650    |
| 1999 | 46.057    |
| 2000 | 45.633    |
| 2001 | 45.196    |
| 2002 | 44.701    |
| 2003 | 44.311    |
| 2004 | 43.894    |
| 2005 | 43.594    |

| Jahr | Einwohner |
| ---- | --------- |
| 2006 | 43.344    |
| 2007 | 44.057    |
| 2008 | 44.189    |
| 2009 | 44.127    |
| 2010 | 44.296    |
| 2011 | 42.191    |
| 2012 | 41.926    |
| 2013 | 41.839    |
| 2014 | 41.800    |
| 2015 | 42.217    |
| 2016 | 42.129    |
| 2017 | 42.014    |
| 2018 | 41.791    |
| 2019 | 41.726    |
| 2020 | 40.969    |
| 2021 | 40.563    |

| Jahr | Einwohner |
| ---- | --------- |
| 2022 | 41.339    |

Datenquelle ab 1994: Thüringer Landesamt für Statistik
1. ↑  
Bevölkerung der Gemeinden, erfüllenden Gemeinden und Verwaltungsgemeinschaften nach Geschlecht zum 31. Dezember 2011 vor und nach dem Zensus 2011 im Vergleich in Thüringen bei tls.thueringen.de, abgerufen am 2. Juni 2013
2. ↑  
Statistischer Jahresbericht 2014
3. ↑  
1. März; 42.207 Einwohner, 23.467 Ortsfremde (659 Kriegsgefangene, 503 verwundete Soldaten in 5 Lazaretten, 420 Angehörige der Kriegsmarine, 6082 ausländische Arbeitskräfte in Massenquartieren)
4. ↑  
1. Dezember; 25.681 „ortsansässige“ Einwohner, 3582 „Umsiedler, die bereits ihren festen Wohnsitz in der Gemeinde haben“, 2480 „Umsiedler ohne festen Wohnsitz“
5. ↑  
mit Eingemeindungen (Salza, Krimderode)
6. ↑  
Nach Zensus 2011: Bevölkerung der Gemeinden, erfüllenden Gemeinden und Verwaltungsgemeinschaften nach Geschlecht zum 31. Dezember 2011 vor und nach dem Zensus 2011 im Vergleich in Thüringen (Seite nicht mehr abrufbar, festgestellt im Mai 2019. Suche in Webarchiven) bei tls.thueringen.de, abgerufen am 2. Juni 2013

### Bevölkerungsstruktur

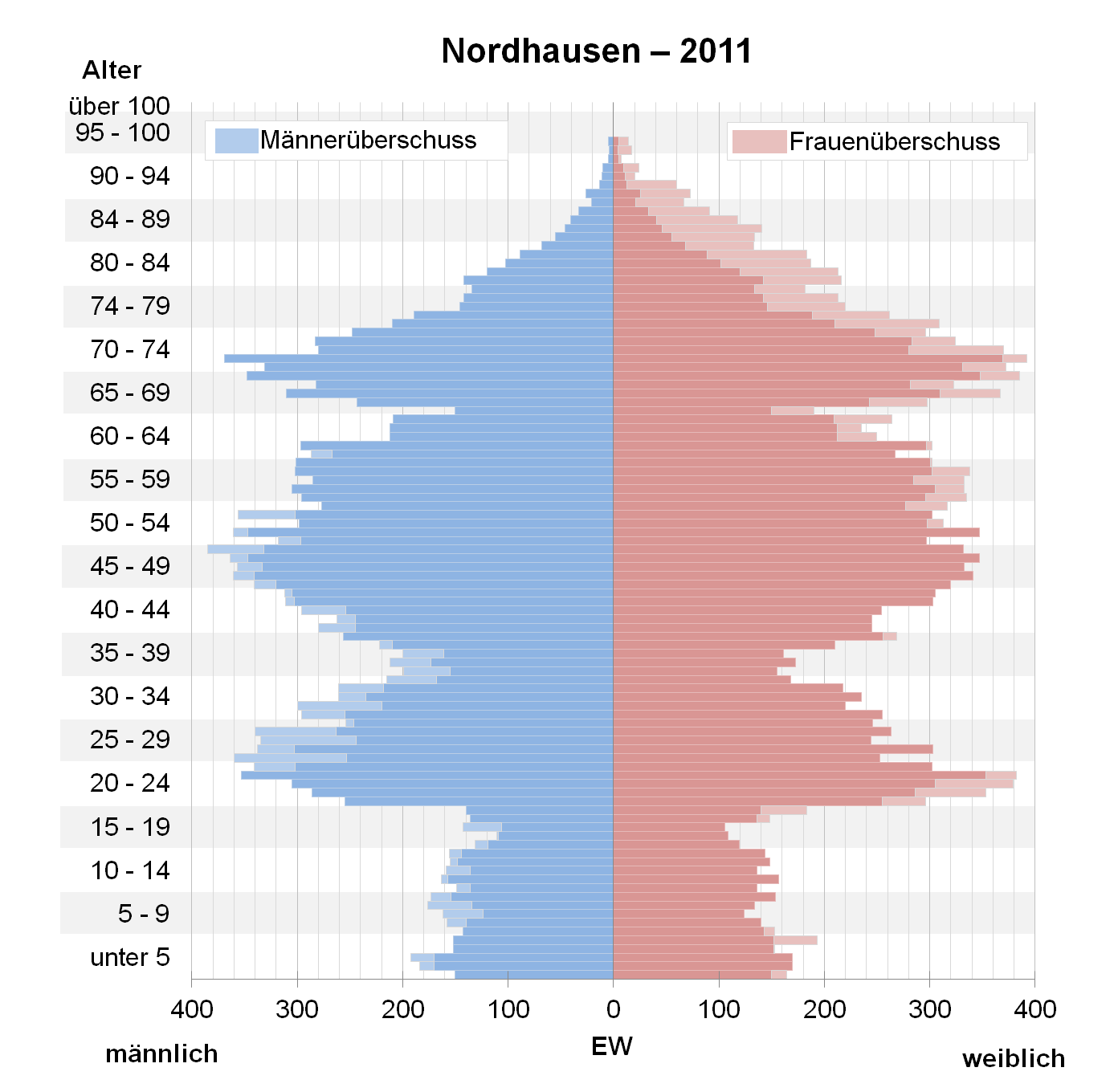
Bevölkerungspyramide für Nordhausen (Datenquelle: Zensus 2011)

Die folgende Übersicht zeigt die einzelnen Altersgruppen in Nordhausen. Alle Daten stammen vom 31. Dezember eines Jahres (Quelle: Thüringer Landesamt für Statistik).
| Jahr | Gesamtbevölkerung | Alter: unter 6 | Alter: 6 bis 15 | Alter: 15 bis 65 | Alter: ab 65 |
| ---- | ----------------- | -------------- | --------------- | ---------------- | ------------ |
| 2012 | 41.926            | 1983           | 2726            | 26.592           | 10.625       |
| 2013 | 41.839            | 1972           | 2755            | 26.514           | 10.598       |
| 2014 | 41.800            | 2031           | 2841            | 26.386           | 10.542       |
| 2016 | 42.217            | 2124           | 2914            | 26.534           | 10.645       |

### Sprache
In Nordhausen wird die nordthüringische Mundart gesprochen, die zu den thüringisch-obersächsischen Dialekten zählt. Der Name der Stadt Nordhausen in dieser Mundart lautet Nordhusen. Bis Anfang des 14. Jahrhunderts herrschte in Nordhausen überwiegend der nordthüringisch-harzer Sprachgebrauch mit starkem niedersächsischen Einschlag.

## Religion

### Konfessionsstatistik
Laut Zensus 2011 gehörten 80,3 % der Bevölkerung Nordhausens keiner Glaubensgemeinschaft an. Die protestantischen Gemeinden umfassten rund 15,1 % der Stadtbevölkerung, 4,6 % gehörten zur katholischen Gemeinde. Der Anteil der Protestanten und Katholiken an der Gesamtbevölkerung ist seitdem gesunken: Gemäß Zensus 2022 waren 12,2 % der Einwohner evangelisch, 3,9 % katholisch und 83,9 % konfessionslos, gehörten einer anderen Glaubensgemeinschaft an oder machten keine Angabe.
Im Jahr 2024 gab es 158 Kirchenaustritte.
Weitere christliche Gemeinden gehören zu den Siebenten-Tags-Adventisten (Kapelle der Adventgemeinde), der Evangelisch-Freikirchlichen Gemeinde (Baptisten) sowie zur Neuapostolischen Kirche.

### Judentum
Die Geschichte der Juden in Nordhausen beginnt im 13. Jahrhundert. Nach einer Pestepidemie  in Thüringen wurden 1349 die Angehörigen der jüdischen Gemeinde von Nordhausen auf einem Scheiterhaufen verbrannt. Die Nordhäuser Synagoge am Pferdemarkt wurde zwischen 1843 und 1845 errichtet. Die Zahl der Gemeindemitglieder erreichte 1910 mit 452 Juden ihren Höhepunkt. Bei den Novemberpogromen wurde die Synagoge von SA und SS-Angehörigen in der Nacht zum 10. November 1938 in Brand gesteckt und brannte aus. Schlägertrupps zogen durch die Stadt und vandalierten bei Geschäften von jüdischen Eigentümern. In der Nacht wurden 150 jüdische Menschen in „Schutzhaft“ genommen. Am Morgen verschleppte die SA etwa 75 männliche Personen in das KZ Buchenwald. Ab 1939 musste die verbliebenen Juden in 13 Judenhäusern leben. Ab 1942 wurden die Personen in Ghettos und Lager deportiert. Etwa 200 Menschen aus Nordhausen wurden Opfer des Holocaust.
Die Jüdische Landesgemeinde Thüringen hat heute mit einem Begegnungszentrum im Thomas-Mann-Haus wieder eine Zweigstelle in Nordhausen.

## Politik

### Verwaltungsgeschichte

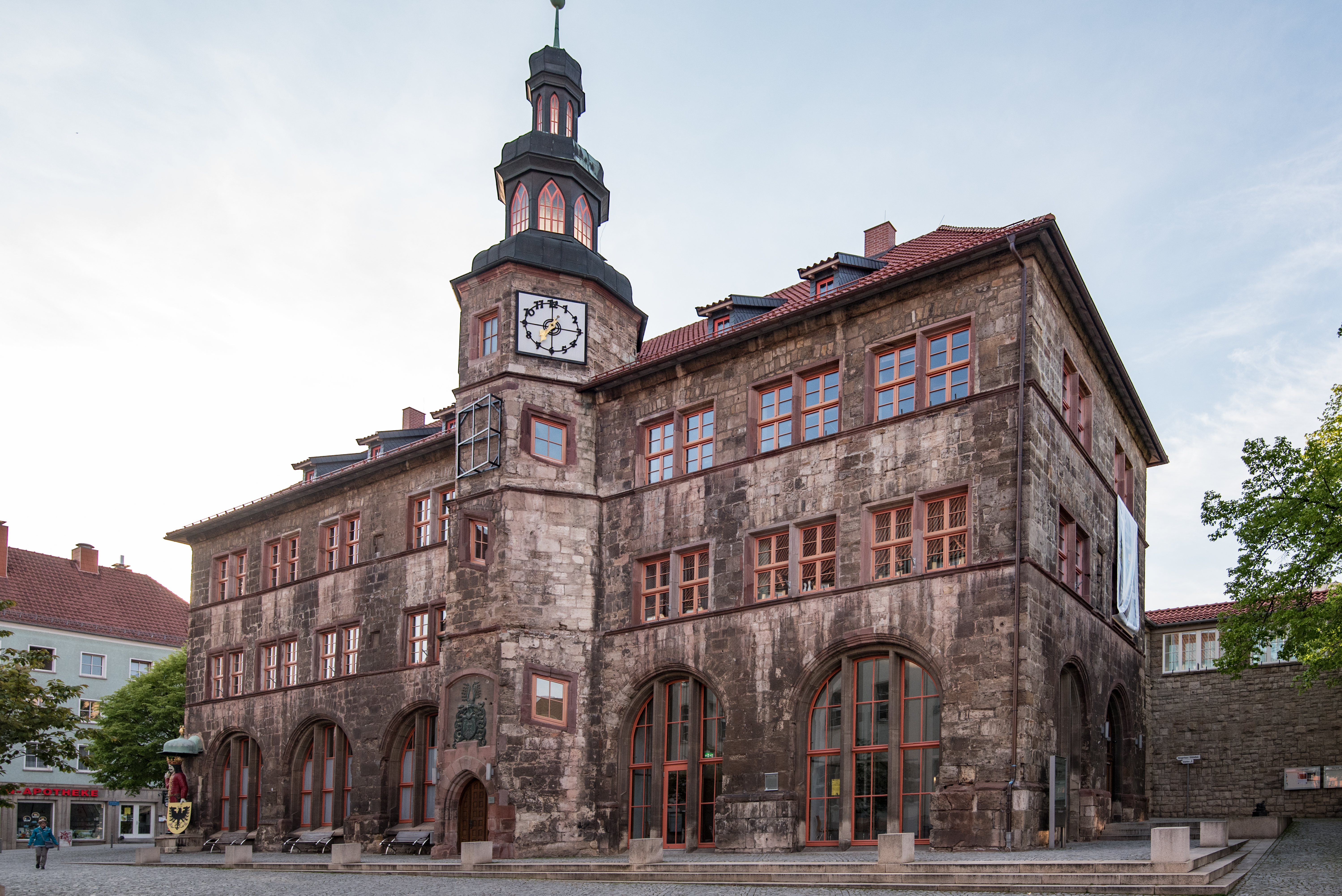
Altes Rathaus

Bis zum Jahr 1220 stand an der Spitze der Stadt der Reichsvogt (Advocatus), der dreimal im Jahr den Vogtthing einberief. Unter ihm gab es den Schultheiß als Verwalter der inneren Angelegenheiten, des Marktgerichtes usw., dem auch sogenannte Marktschöppen zur Seite standen. Aus diesen und den Thingberatern des Vogtes erwuchs die Gemeinschaft der „Consules“.
Nach 1220 war der Consules konstituiert und erlangte gegenüber Vogt und Schultheiß Selbständigkeit (Nennung 1266). Aus ihrer Mitte wählten die Consules zwei „Magistri“ (Nennung 1290). Die Mitglieder des so geschaffenen Rates entstammten den Geschlechtern, es wählte der alte Rat jeweils am 6. Januar einen neuen. Auf diese Weise entstanden ein „sitzender“ Rat und zwei „gemeine“ Räte, die in dreijähriger Folge wechselten. Hinzugezogen wurden seit Anfang des 14. Jahrhunderts vier Vertreter der damaligen Stadtteile und sechs Handwerksmeister, außerdem seit etwa 1320 ein aus 24, dann 42 Männern bestehender Bürgerausschuss.

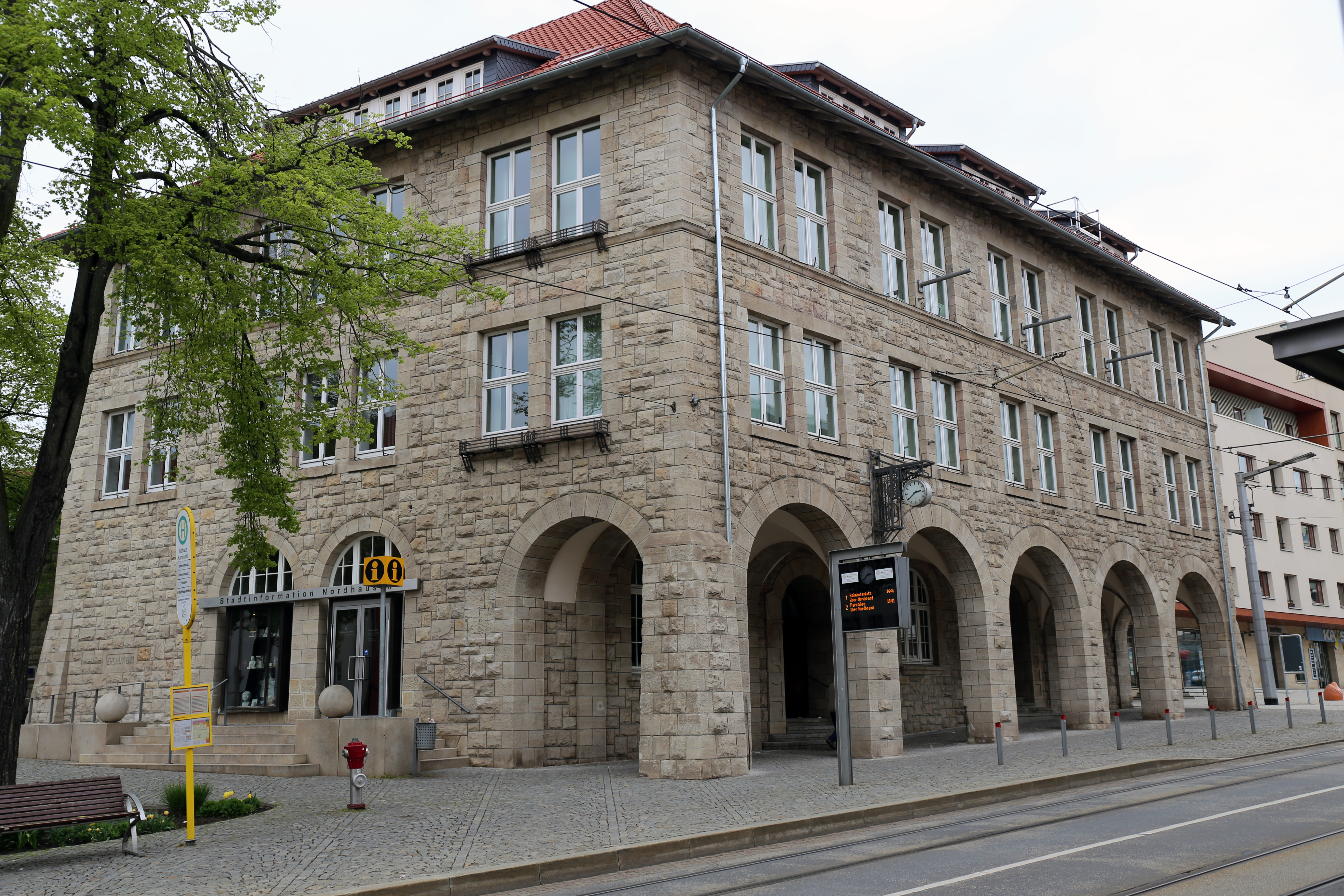
Das Stadthaus ist unter anderem Sitz des Oberbürgermeisters

Nach 1375 wurde die Geschlechterherrschaft durch einen gewaltsamen Sturz beseitigt und die Ratssitze durch die Zünfte besetzt (bis 1802). Die Ratseinteilung blieb im Wesentlichen bestehen (ein „sitzender“ Rat und zwei „gemeine“ Räte). Aus dem sitzenden Rat wurden vier Bürgermeister gewählt und dazu 14 „Viermänner“, die eine Aufsichtsinstanz über den ganzen Rat bildeten. Nach 1626 wurde die Zahl der Ratspersonen eingeschränkt (jährlich nur zwei Bürgermeister, 14 Stadträte und aus denselben drei Vierherren).
Die Rechtsprechung über Leib und Leben lag zunächst in den Händen des Reichsvogtes, der auch später noch als Vorsitzender erscheint. Die Rechtsprechung erfolgte nach den Statuten (ab 1219), ab 1567 nach den Constitutio Criminalis Carolina. Ab 1546 oblag die Rechtsprechung ausschließlich in der Hand des Rates. Die Teilnahme des Vogtes erfolgte nur noch bei der öffentlichen Urteilsverkündung.
Die Bürgerschaft setzte sich zunächst aus zugezogenen Bauern und Handwerkern zusammen. Eine Oberschicht entstand durch zugezogene Ministerialen und reich gewordenen Handelsleuten, die die „Consules“ stellten und ab 1290 in wachsende Unabhängigkeit von Reichsvogt und Schultheiß gelangten. Im beginnenden 14. Jahrhundert versuchten die Kleinbürger und Handwerker, sich in den Ratsregimentern Geltung und Sitze zu verschaffen und erzielten zunächst geringe Erfolge bis zum gewaltsamen Sturz der Geschlechterherrschaft 1375. Seitdem herrschten ausschließlich die Zünfte bis zum Erlöschen der Reichsfreiheit 1802.

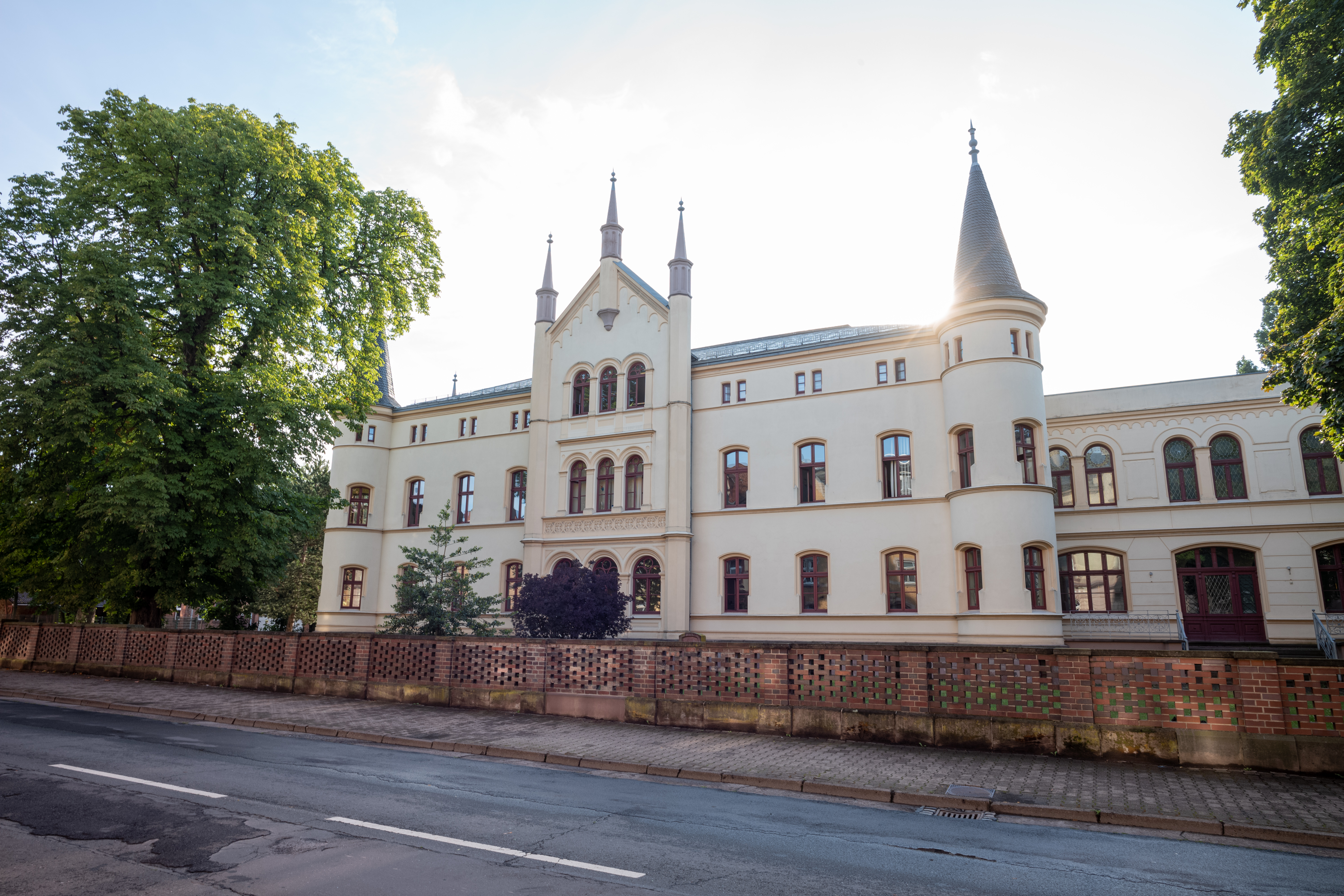
Historisches Landratsamt

Von 1802 bis 1808 stand ein Königlich Preußischer Stadtdirektor an der Spitze, unter ihm ein Bürgermeister und der Magistrat. Unter der französischen Herrschaft des Königreich Westphalen bis 1813 gab es einen Präfekten mit Bürgermeister, Magistrat und Munizipalrat.
Nach 1814 erfolgte dann die endgültige Eingliederung in die preußische Verwaltung mit einem Oberbürgermeister an der Spitze sowie mit einer Stadtverordnetenversammlung als gewähltem Gremium. In der Zeit des Nationalsozialismus wurde dieses System mit der Deutschen Gemeindeordnung 1935 im Sinne des Führerprinzips aufgelöst. Wichtige Neubauten der Stadtverwaltung waren das Stadthaus (1909) und das Neue Rathaus (1937).
Nach dem Ende des Zweiten Weltkrieges bildete die sowjetische Besatzungsmacht den Rat der Stadt mit einem Oberbürgermeister neu. Der Rat wurde durch eine Einheitsliste der Nationalen Front in unfreien Wahlen bestimmt.
Nach dem Beitritt der DDR zur Bundesrepublik Deutschland 1990 wurde das zunächst als Stadtverordnetenversammlung, nunmehr als Stadtrat bezeichnete Gremium wieder frei gewählt. Der Oberbürgermeister wird seit 1994 direkt von den Bürgern für sechs Jahre gewählt. Er ist sowohl Vorsitzender des Stadtrats sowie auch oberster Dienstvorgesetzter aller städtischen Beamten, Angestellten und Arbeiter. Die Stadt hat zudem einen hauptamtlichen und zwei ehrenamtliche Beigeordnete, wobei der Erstgenannte gleichzeitig Stellvertreter des Oberbürgermeisters ist.

### Städtischer Haushalt
Der Schuldenstand der Stadt war von 2012 bis 2018 kontinuierlich rückläufig, stieg dann bis 2021 sprunghaft an und stabilisierte sich anschließend bei etwa 35 Millionen Euro (entspricht ca. 850 Euro pro Einwohner).
Für 2024 wird aufgrund gesunkener Gewerbesteuereinnahmen mit einem Defizit von 4,7 Millionen Euro geplant. Auch für die Jahre 2025 bis 2027 wird mit einem Fehlbetrag gerechnet. Das Gesamtvolumen des Haushalts liegt 2024 bei 123,4 Millionen Euro, wovon 16,2 Millionen durch Landeszuweisungen gedeckt werden.[veraltet]

### Stadtrat
Der Stadtrat zählt 36 Mitglieder; zudem ist der Oberbürgermeister kraft Amtes stimmberechtigtes Mitglied. Stärkste Fraktion ist seit der Gemeinderatswahl am 26. Mai 2024 die AfD.
- Linke: 4
- SPD: 5
- Grüne: 2
- CDU: 8
- BLS: 3
- FDP: 1
- AfD: 13

Die Kommunalwahlen von 2004 bis 2024 hatten folgende Ergebnisse:
| Parteien                                    | Parteien        | 2024   | 2024   | 2019   | 2019   | 2014   | 2014   | 2009   | 2009   | 2004   | 2004   |
| Parteien                                    | Parteien        | Anteil | Sitze  | Anteil | Sitze  | Anteil | Sitze  | Anteil | Sitze  | Anteil | Sitze  |
| ------------------------------------------- | --------------- | ------ | ------ | ------ | ------ | ------ | ------ | ------ | ------ | ------ | ------ |
| Christlich Demokratische Union Deutschlands | CDU             | 21,8 % | 08     | 22,2 % | 8      | 31,5 % | 110    | 25,9 % | 9      | 36,0 % | 140    |
| Sozialdemokratische Partei Deutschlands     | SPD             | 14,7 % | 05     | 17,4 % | 6      | 29,2 % | 110    | 35,3 % | 130    | 28,7 % | 110    |
| Die Linke a                                 | LINKE           | 10,8 % | 04     | 21,8 % | 8      | 23,2 % | 8      | 22,0 % | 8      | 25,4 % | 9      |
| Freie Demokratische Partei                  | FDP             | 03,2 % | 01     | 07,2 % | 3      | 05,2 % | 2      | 07,3 % | 3      | 05,0 % | 2      |
| Alternative für Deutschland                 | AfD             | 35,4 % | 13     | 21,0 % | 8      | —      | —      | —      | —      | —      | —      |
| Bündnis 90/Die Grünen                       | GRÜNE           | 05,1 % | 02     | 09,1 % | 3      | 06,9 % | 3      | 06,3 % | 2      | 04,8 % | 0      |
| Die Heimat b                                | HEIMAT          | 00,6 % | 0      | 01,3 % | 0      | 03,9 % | 1      | 03,1 % | 1      | —      | —      |
| Bürgerliste Südharz                         | BLS             | 08,3 % | 03     | —      | —      | —      | —      | —      | —      | —      | —      |
| Sitze gesamt                                | Sitze gesamt    | 36     | 36     | 36     | 36     | 36     | 36     | 36     | 36     | 36     | 36     |
| Wahlbeteiligung                             | Wahlbeteiligung | 55,8 % | 55,8 % | 53,4 % | 53,4 % | 42,1 % | 42,1 % | 48,6 % | 48,6 % | 40,8 % | 40,8 % |

### Oberbürgermeister
Der Oberbürgermeister wird seit 1994 direkt für eine regelmäßige Amtszeit von sechs Jahren gewählt.
Seit Oktober 2017 ist der parteilose Kai Buchmann Oberbürgermeister der Stadt Nordhausen. Bei der Oberbürgermeisterwahl am 10. September 2023 erreichte der Kandidat der AfD, Jörg Prophet, im ersten Wahlgang mit 42,1 % die meisten Stimmen vor dem zweitplatzierten Amtsinhaber Kai Buchmann mit 23,7 %. Da die erforderliche absolute Mehrheit nicht erreicht wurde, kam es am 24. September zur Stichwahl, bei der Buchmann sich mit 54,9 % durchsetzte.
Auch 2017 hatte er die Stichwahl gewonnen. Er setzte sich am 24. September 2017 mit 66,2 % der abgegebenen gültigen Stimmen gegenüber 33,8 % für Inge Klaan (CDU) durch.
Die Liste umfasst die Bürgermeister der Stadt seit dem Jahr 1899:
- 1899–1924: Carl Contag
- 1924–1933: Curt Baller
- 1933–1935: Heinz Sting (NSDAP)
- 1935–1942: Johannes Meister (NSDAP)
- 1943–1945: Herbert Meyer (NSDAP)
- 1945: Otto Flagmeyer (SPD)[71]
- 1945: Richard Senger (parteilos)[112]
- 1945–1946: Karl Schultes (KPD/SED)
- 1946–1952: Hans Himmler (SED)
- 1952–1953: Alfred Meyer (SED)
- 1953–1957: Heinz Andree (SED)
- 1957–1963: Friedrich Giessner (SED)
- 1963–1973: Kurt Juch (SED)
- 1973–1981: Fritz Lande (SED)
- 1981–1985: Herbert Otto (SED)[113]
- 1985–1990: Peter Heiter (SED)
- 1990: Olaf Dittmann (NDPD)
- 1990–1994: Manfred Schröter (CDU)
- 1994–2012: Barbara Rinke (SPD)
- 2012–2017: Klaus Zeh (CDU)
- 2017: (kommissarisch) Jutta Krauth (SPD)[114]
- seit 2017: Kai Buchmann (parteilos)

### Andere Wahlen
Nordhausen ist seit 2025 Teil des Bundestagswahlkreises 188 und wird seit 2025 durch den Direktabgeordneten Christopher Drößler (AfD) vertreten, der zur letzten Bundestagswahl 2025 in der Stadt Nordhausen 39,0 Prozent der Stimmen erhielt. Weitere Bundestagsabgeordnete für Nordhausen sind David Gregosz (CDU) und Donata Vogtschmidt (Linke), die über die Listenplätze gewählt wurden.
Im 2024 gewählten Thüringer Landtag vertritt die Abgeordnete Kerstin Düben-Schaumann (AfD) die Stadt Nordhausen (siehe Wahlkreis Nordhausen II).
|                                   |  |
|                                   |  |
| Banner, Vollwappen und Hissflagge |  |

### Wappen, Flagge und Logo
Blasonierung: „Die Stadt Nordhausen besitzt ein Vollwappen, das aus Schild, Helm und Helmzier/Helmdecke besteht.
Schild: In Gold ein gekrönter, nach rechts blickender, schwarzer Adler mit roter Zunge und roter Bewehrung.
Oberwappen: Stechhelm mit schwarz-goldenen Helmdecken, darauf zwei goldene, mit je sechs goldenen dreiblättrigen Lindenstängeln besteckte Büffelhörner.
Fakultativ kann auch nur der Wappenschild mit dem Adler ohne Oberwappen verwendet werden.“
Beschreibung: Das Wappen von Nordhausen zeigt den Reichsadler und einen schräg stehenden Schild mit reich verziertem Helm. Die Helmzier besteht aus zwei Büffelhörnern, die aus der Krone hervorstreben; beide sind nach außen mit sechs Lindenzweigen besteckt. Die Helmdecken sind schwarz-golden.
Nach der Sage soll der Helm dem Burgherr der Schnabelsburg am Kohnstein gehört haben. Dieser überfiel nach dem Bau der Burg 1366 immer wieder Reisende, Fuhrleute und Bürger. Der Nordhäuser Rat beschloss daher, ihn in die Stadt zu locken, unter dem Vorwand, man wolle ihm die Schnabelsburg für einen stattlichen Preis abkaufen. Als sich der Ritter in der Stadt einfand, stürmte ein Trupp seine Burg und brannte sie nieder. Wutentbrannt versuchte er aus der Stadt zu gelangen, wurde aber an der Stadtmauer aufgehalten. Mit einem Hieb wurde ihm der Kopf abgeschlagen und sein Helm flog in weitem Bogen an das Tor der Mauer.

PR-Logo Nordhausen

Seit dem Jahr 2003 führt die Stadt Nordhausen ein Logo, mit dem sie sich öffentlich präsentiert und welches für die städtische Korrespondenz genutzt wird. Zum Logo gehört ein Slogan: „Nordhausen am Harz | die neue Mitte |“.

### Partnerstädte
Nordhausen unterhält mit folgenden Städten Städtepartnerschaften:
- Bet Schemesch, Israel (seit 1992)

Bet Schemesch bei Jerusalem ist die einzige außereuropäische und zugleich jüngste Städtepartnerschaft von Nordhausen. Bet Schemesch war die erste israelische Stadt, die eine Partnerkommune in den Neuen Ländern hatte. Die Partnerschaft wurde am 19. September 1992 unterzeichnet und im November gleichen Jahres traf die erste Delegation aus Israel in Nordhausen ein. Seit 1993 finden im jährlichen Rhythmus Begegnungen zwischen Bürgern beider Städte statt. Veranstaltet werden unter anderem Jugendaustausch, Studien- und Freundschaftsreisen und Begegnungen der Lokalpolitiker.
- Bochum, Deutschland (seit 1990)

Bochum ist die größte Stadt, mit der Nordhausen eine Partnerschaft unterhält. Nach der politischen Wende zeigten sich rund 30 deutsche Städte an einer Städtepartnerschaft mit Nordhausen interessiert. Am 17. Juni 1990 wurde die Städtebeziehung besiegelt und es entwickelten sich seitdem zahlreiche Aktivitäten, unter anderem Verwaltungshilfe, Schüleraustausch und die Gründung von Vereinen zur Förderung der Partnerschaft. Durch die Hilfe der Stadt Bochum wurde 1993 das zweitälteste Nordhäuser Haus in der Rosengasse 55 restauriert, welches seither den Namen „Bochum-Haus“ trägt.
- Charleville-Mézières, Frankreich (seit 1978)

2018 wurde das 40-jährige Jubiläum der Städtepartnerschaft begangen.
- Ostrów Wielkopolski (Ostrowo), Polen (seit 1995)

Seit dem 21. Januar 2004 besteht ein Städtebund mit dem benachbarten Sondershausen (Kyffhäuserkreis) sowie seit dem 11. Dezember 2008 eine Städtekooperation mit dem benachbarten Sangerhausen (Landkreis Mansfeld-Südharz).

## Kultur und Sehenswürdigkeiten

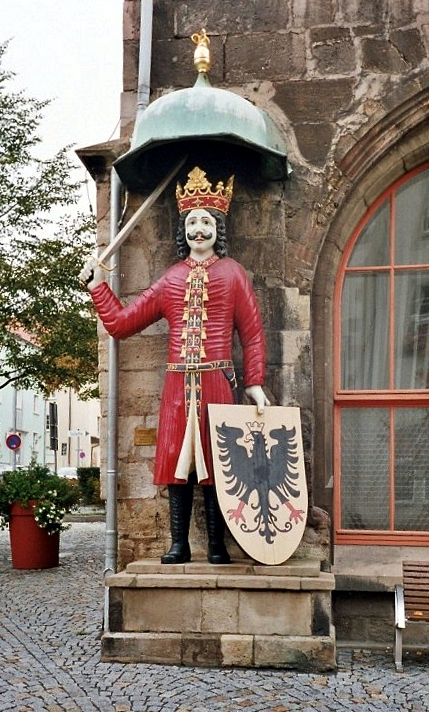
Nordhäuser Roland (2012)

Die Figur des Nordhäuser Roland am Alten Rathaus erinnert an den Sturz des Rates von 1375. Sie ist das Wahrzeichen der Stadt. Das Rathaus selbst erhielt sein heutiges Aussehen um 1610. Um den Stadtkern herum finden sich Teile der alten Stadtmauer. Der am Alten Rathaus stehende Roland ist eine Kopie aus Gips, das hölzerne Original ist im Neuen Rathaus, direkt gegenüber, zu sehen.

### Stadtbild
Das Gefüge des spätmittelalterlichen Nordhausen zeigte vier Teile, die in einer Durchdringung von allmählichen Wachstum und einiger Anpassung an Terrassen und Hang entstanden. Es waren:
1. Die Altstadt mit unregelmäßigem Grundriss. Zwei Hauptstraßen nach Geländeabfall in flachem Boden verlaufend (Rautenstraße, Kranich-Barfüßerstraße). Diese Altstadt im engeren Sinne bildet ein Oval von 500 × 750 Metern, dessen größere Achse nordwärts zieht. Sie enthält Burg (Domstift) und Petersberg, in der Mitte den Markt, das Rathaus und die 1945 zerstörte Hauptkirche St. Nikolai.
2. Der Frauenberg auf dem Bergsporn südlich des Petersbergs.
3. Die Neustadt zwischen Mühlgraben beziehungsweise Zorge und dem Hang der Oberstadt.
4. Altendorf zwischen Geiersberg und Mühlgraben.

Diese vier Elemente wurden 1365 durch eine Stadtbefestigung vereinigt und Teile der Altstadt und Altendorf bilden die erhaltenen 25 % der Altstadt.
Der Charakter der Häuser in Nordhausen war durch überwiegende Fachwerkkonstruktion gegeben. Als Agrarstadt zeigte die Stadt überwiegend mitteldeutsche Formen, nahm jedoch mit zunehmenden Handelsbeziehungen immer mehr niedersächsische Bauweise an, wobei Goslar und Hildesheim als Vorbild dienten (Nordhausen steht dabei im Gegenspiel zum Nachbarort Heiligenstadt, das in seinen Häusern fränkische Formen zeigt). Dieses architektonische Gepräge und die räumliche Gliederung erhielten sich im Gebiet der alten Ober- wie Unterstadt durch die mannigfaltigen Stadtbrände hindurch im Wesentlichen bis zur Zerstörung Nordhausens im April 1945.
Die nachmittelalterlichen Erweiterungen, vorwiegend aus dem 19. und 20. Jahrhundert, haben sich weitläufiger ausgebreitet und folgten dem Muster des Schachbretts. Als Bauformen kamen nicht mehr niedersächsische, sondern zeitgebundene zur Anwendung, wie sie im ganzen Reich zu sehen waren. Diese durchdrangen gleichzeitig die Altstadt im erheblichen Maße, gefördert durch die im ganzen sehr positive wirtschaftliche Entwicklung. Als Beispiel sei hier das 2017 abgerissene „Altendorf 30“ zu nennen, das erste Massivhaus in Nordhausen. Die gründerzeitlichen Straßenzüge sind noch größtenteils erhalten.
Die 1930er Jahre waren mit der Bebauung der Stadtrandsiedlungen geprägt. So wurde 1932 mit den ersten Eigenheimen der Siedlung Niedersalza begonnen und im Nationalsozialismus folgte die Hans-Maikowsi-Siedlung (heute Erich-Weinert-Siedlung) mit NSKK- und Weddigen-Siedlung (heute Blumensiedlung).
Im Jahr 1940 veröffentlichte das Reichsheimstättenamt einen Erweiterungsplan, der eine Bebauung für den Geiersberg und seine Hänge vorsah; der Berg sollte locker eingeschossig bebaut werden, die Höhe durch einen zweigeschossigen Kern betonen und eine Sportanlage im Stadtpark anfügen. In einem 1941 für die Stadt aufgestellten Wirtschaftsplan rechnete man für die Jahre 1960–70 mit 70.000 Einwohnern. Dementsprechend wurde mit zusätzlichen 5100 Wohnungen gerechnet und 220 ha Land ausgewiesen. Vor allem wurde das Projekt Geiersberg von 1940 übernommen.
Nach dem Zweiten Weltkrieg wurde die weitere Entwicklung der Stadt durch die staatlichen Wohnungsbauprogramme in der DDR bestimmt. Die völlig zerstörte Stadtmitte wurde in den 1950er und 1960er Jahren wieder aufgebaut, wobei die historische Siedlungsstruktur keine Beachtung fand; es wurden breite Magistralen wie die Rautenstraße (1958/59) und Töpferstraße angelegt. Besonders prägend für das Stadtbild waren die Bauten des Stadtplaners Friedrich Stabe (1912–2000).
1949 wurde der erste Wohnblock am Weinberg errichtet, es folgten 1950 drei Wohnblocks an der Hohekreuzstraße. Von 1950 bis 1954 wurde das Wohnviertel Jüdenstraße-Predigerstraße-Königshof-Lutherplatz errichtet. 1954–56 wurden Blödau-, Körner-, Lindenstraße und Morgenröte bebaut.
Bis in die 1980er Jahre blieben jedoch weite Flächen des Stadtzentrums unbebaut. Viele Bauten, die die Luftangriffe 1945 überstanden hatten, mussten zu DDR-Zeiten wegen Baufälligkeit abgebrochen werden.
1966 bis 1968 wurden Wohnscheiben in Großplattenweise in der Töpferstraße errichtet. Später entstanden die beiden Großsiedlungen Nordhausen-Nord (1978 bis 1982) und Nordhausen-Ost (ab 1984) mit Wohnblöcken in Plattenbauweise.
Zu Ortserweiterungen kam es Anfang des 21. Jahrhunderts mit der Bebauung am Rössingsbach in Nordhausen-Ost sowie im Gumpetal im Norden der Stadt.

### Theater

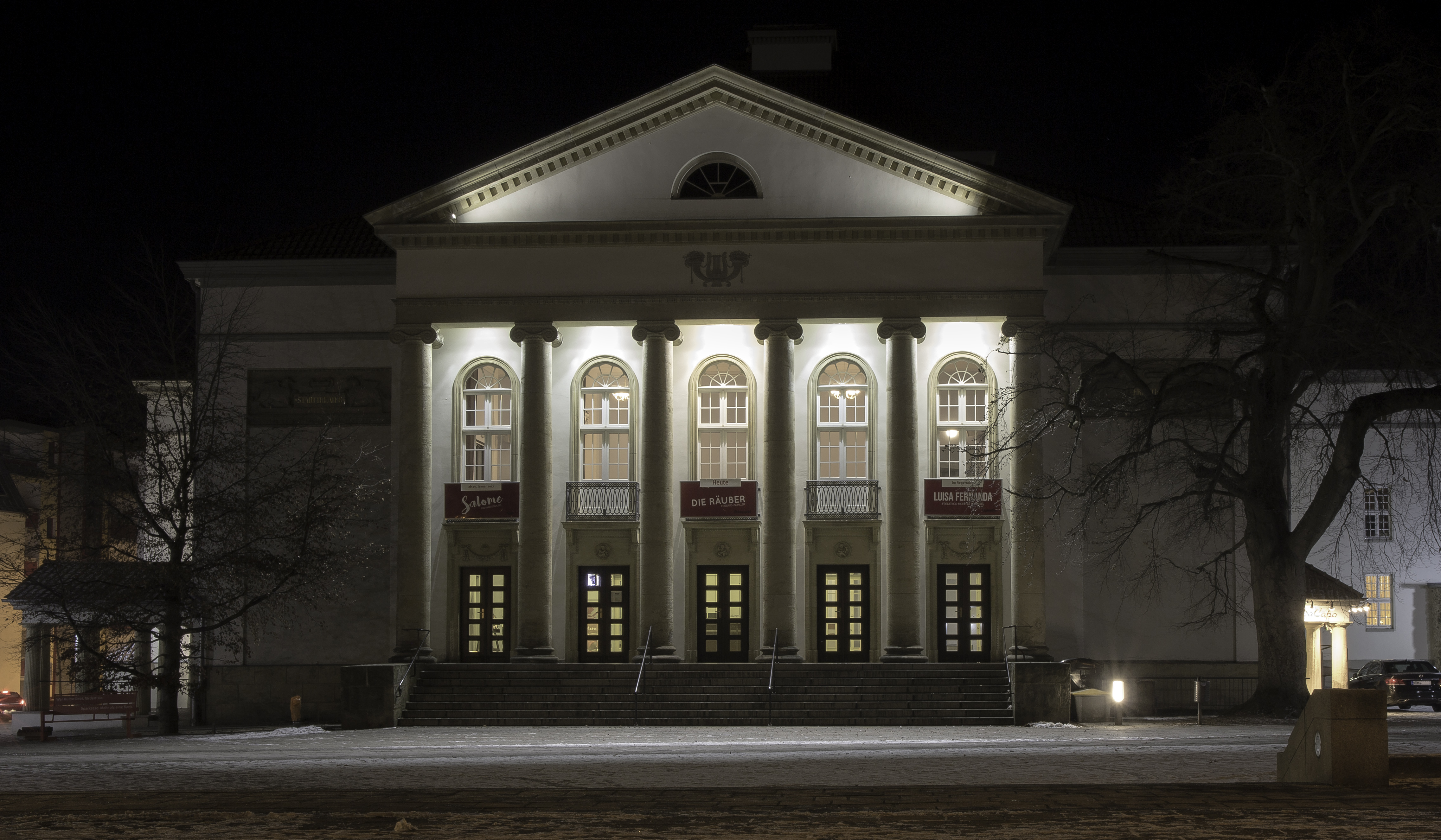
Theater

Das Theaterleben blickt in Nordhausen auf eine über 400-jährige Tradition zurück.
Im Frühjahr 1913 wurde an der Promenade mit dem Bau des neuen neoklassizistischen Theatergebäudes nach den Plänen des in Nordhausen lebenden Architekten Gustav Ricken und unter der Leitung des Ingenieurs Nerlich an seinem heutigen Standort begonnen. Nördlich des Baus existierte von 1882 bis 1913 das „Neue Tivolitheater“ an der Stadtmauer der Promenade. Trotz erschwerter Rahmenbedingungen im Zuge des Ersten Weltkrieges konnte mit knapp drei Jahren Verzögerung das neu fertiggestellte Stadttheater am 29. September 1917 eröffnet werden. Der ursprüngliche Plan wurde jedoch nicht vollständig realisiert: Ein geplanter nördlicher Anbau, in welchem unter anderem die Werkstätten des Theaters untergebracht werden sollten, wurde nicht gebaut. Das Theater wurde bei den Bombenangriffen im April 1945 zerstört und wieder aufgebaut. Die Fusion im Jahre 1991 mit dem Loh-Orchester Sondershausen zur Theater Nordhausen/Loh-Orchester Sondershausen GmbH leitete die Bildung eines Drei-Sparten-Theaters ein (Musiktheater, Schauspiel und Ballett). 2004 musste aus Kostengründen die eigene Schauspielsparte abgewickelt werden. Seitdem tauschen die Theater Nordhausen (Musiktheater, Ballett) und Rudolstadt (Schauspiel) gegenseitig ihre Produktionen aus. 2006 kämpfte das Theater erneut ums Überleben. Orchester, Musiktheater und Ballett blieben trotz notwendiger Personalreduzierungen zunächst bis 2016 weiterhin erhalten.

### Kirchen und Klöster

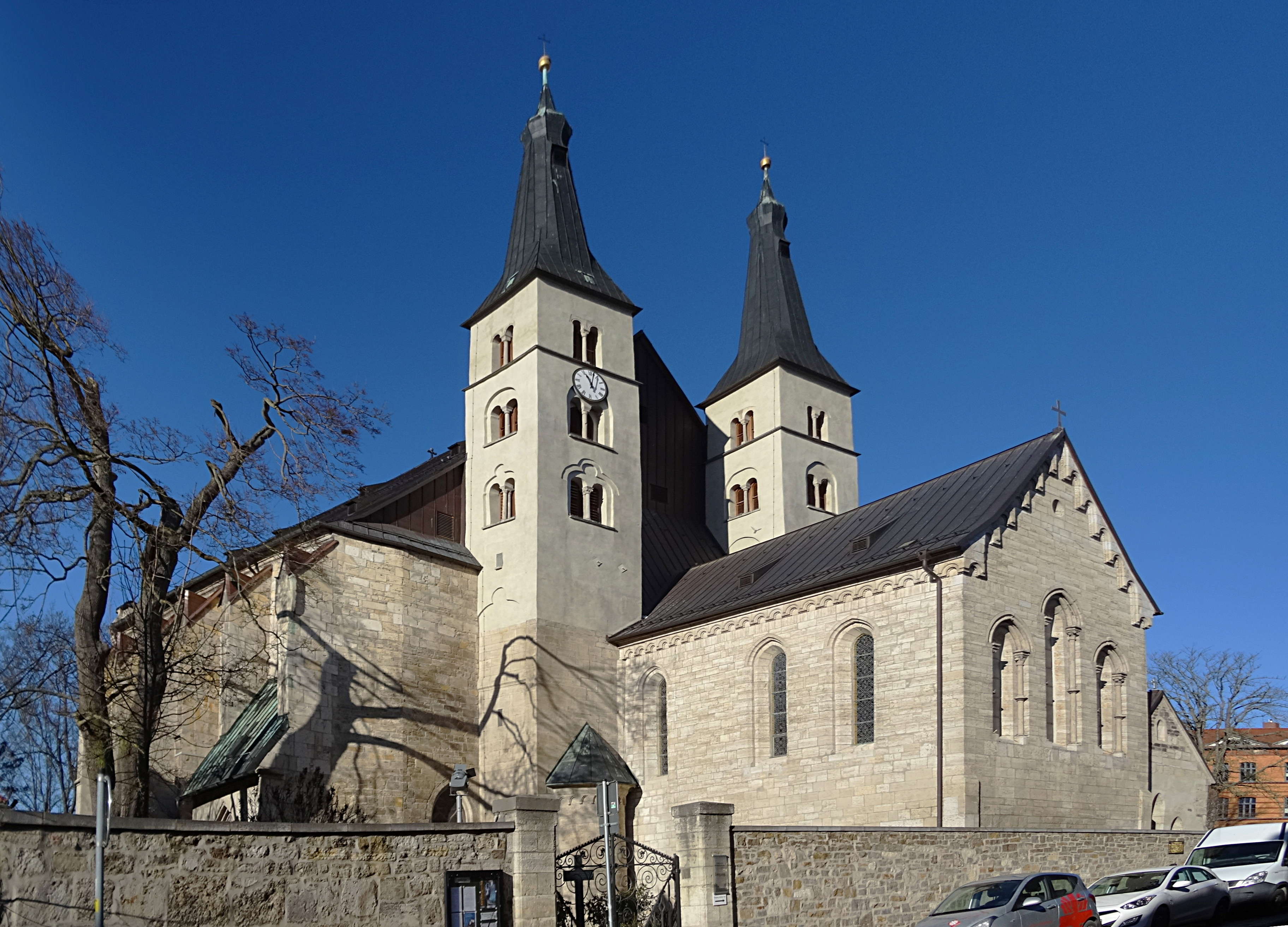
Nordhäuser Dom von Nordwesten (2019)

Nahezu alle Kirchen im Stadtgebiet von Nordhausen entstanden in der romanischen Epoche, wobei kein Bau im Stil rein erhalten geblieben ist.
Die Stadtpfarrkirche St. Blasii wird heute als evangelisches Gotteshaus genutzt. Ein 1234 in einer Urkunde Heinrichs (VII.) erwähnter Vorgängerbau, von dem sich im Unterbau der Kirchtürme noch Reste finden, wurde 1487–1490 größtenteils ersetzt. Die Schäden durch die Luftangriffe von 1945 wurden 1949 beseitigt. Im Jahr 2004 wurde das Gebäude außen rekonstruiert, 2014 und 2015 im Innenraum saniert.
Von den Vorgängerbauten des Doms zum Heiligen Kreuz Nordhausen, die ab der 2. Hälfte des 10. Jahrhunderts errichtet worden waren, sind kaum Spuren vorhanden. Der heutige Bau geht auf Um- und Neubaumaßnahmen ab dem 13. Jahrhundert zurück. Während der frühgotische Chorraum zwischen 1230 und 1267 (Weihedatum) entstand, wurde das spätgotische Langhaus um 1450 errichtet. In den 1970er-Jahren wurde der Kircheninnenraum saniert und in den 2000er-Jahren (2008 abgeschlossen) das Bauwerk instand gesetzt.
Die Kirche St. Maria im Tale („Altendorfer Kirche“) geht auf einen Vorgängerbau des ausgehenden 13. Jahrhunderts zurück. Im Jahr 1353 wurde sie als dreischiffige Hallenkirche mit hochgotischem Chor neu erbaut. Aufgrund von unterschätzten Schwierigkeiten mit dem Bauuntergrund mussten in den folgenden Jahrhunderten wiederholt Teile der Kirche erneuert werden. 2017 endete der mehrjährige Umbau zur „Herzschlag Jugendkirche“. Als einzige Kirche in Nordhausen blieb der Bau von den Luftangriffen 1945 verschont.
Vier Kirchen wurden in den schweren Luftangriffen am 3. und 4. April 1945 größtenteils zerstört. So wurde die Frauenbergkirche St. Maria auf dem Berg durch Bomben am 4. April 1945 schwer zerstört. In den Jahren 1953 bis 1955 wurde die Ruine enttrümmert und nachfolgend das noch erhaltenen Mauerwerk gesichert, indem Dächer aufgebracht und Gewölbe eingezogen wurden. Im Jahr 1968 wurde der Innenausbau begonnen. Im Vorfeld der Landesgartenschau 2004 wurde der Außenbereich der Kirche restauriert und neu gestaltet.
Auch die Kirche St. Petri wurde bei dem Bombenangriff am 3. April 1945 vollständig zerstört. Erhalten blieb der Turm, er erhielt 1954 ein Notdach, am 4. April 1987 wieder ein Dach beziehungsweise einen Turmhelm und wurde als Petri-Turm zur Landesgartenschau 2004 restauriert. Seit die Kirche St. Jacobi am 3. April 1945 bei einem Luftangriff zerstört wurde, sind nur noch (wieder freigelegte) Grundmauern vorhanden. Nach dem Krieg wurden die Reste des Kirchenschiffs abgetragen und später die Turmruine beseitigt. Auch die sogenannte Marktkirche St. Nikolai wurde bei den Luftangriffen am 3. April 1945 zerstört.
Vom ehemaligen Barfüßerkloster ist als einziger Überrest das 1667 erbaute Torhaus des Spendekirchhofes erhalten. Das im Jahr 1287 gestiftete Dominikanerkloster in der Predigerstraße wurde 1525 aufgelöst, als seine Insassen abwanderten. Die fortan zu Schulzwecken bestimmt Gebäude hielten infolge einiger Ausbesserungen bis zum Jahr 1866. nach ihrem Abriss wurden die Gebäude des heutigen Humboldt-Gymnasiums errichtet.
Das Augustinerkloster ist um 1300 errichtet worden. Der reiche Kirchenschatz fiel im Laufe der Reformation an die Stadt und wurde 1532 zur Finanzierung der Türkensteuer verkauft. Die Kirche des Klosters brannte 1612 aufgrund von Blitzschlag nieder. Auch der in der Mitte des 12. Jahrhunderts gegründete Walkenrieder Hof ist seit der Reformation allmählich zugrunde gegangen. Ab Mitte des 19. Jahrhunderts diente es als Hauptzollamt, Hauptsteueramt und Stadtarchiv. Heute als Museumsdepot und Sitz von Teilen der Stadtverwaltung Nordhausen genutzt.
Von den vier ehemaligen Hospitälern der Stadt wird nur das Hospital mit der Cyriaci-Kapelle von der Kreismusikschule genutzt. Die Reste des Hospitals der 1828 abgebrochenen Kirche St. Elisabeth wurden Anfang der 1980er Jahre abgerissen. Vom Hospital und der Kirche St. Martini wurde 1808 der Turm niedergelegt und 1835 die Kirche abgebrochen. Das Hospital und die Kapelle St. Georg wurden bereits während eines Stadtbrandes im Jahr 1612 zerstört.

### Museen und Gedenkstätten

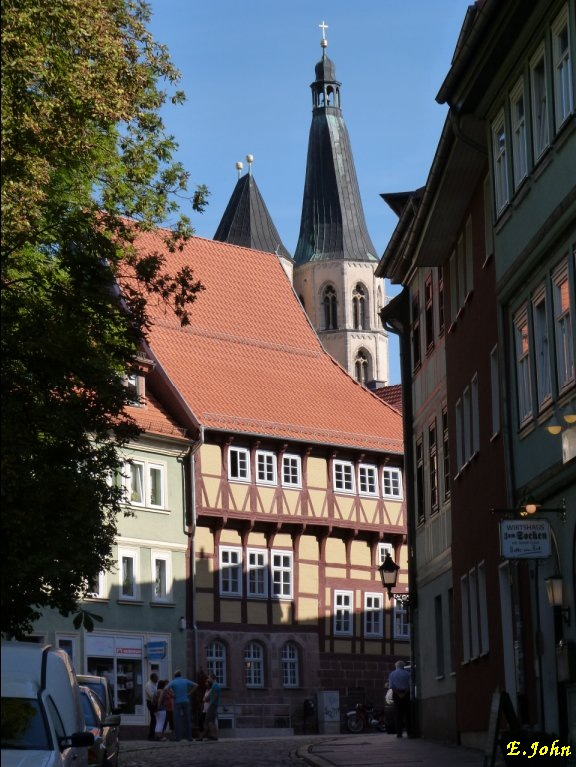
Flohburg und St. Blasii-Kirche (2011)

Das Städtische Altertumsmuseum wurde 1876 in den Räumlichkeiten der ehemaligen Höheren Töchterschule in der Blasiistraße eröffnet. Drei Jahre später erfolgte der Umzug in die Volksschule am Taschenberg. 1890 zählte das Museum 17 Ausstellungsräume. Weitere Standorte waren die städtische Volksschule in der Predigerstraße (1892–1906) und die Töpfertorschule am damaligen Friedrich-Wilhelm-Platz (1907–1934). In der Töpfertorschule befanden sich zu dieser Zeit auch das Archiv und die Bibliothek. 1926 erwarb die Stadt die Villa Becker in der Oberstadt, wo bis 1938 zehn Stilzimmer präsentiert wurden. 1934 siedelte das Städtische Museum in die Villa Lindenhof um. Gleichzeitig erfolgte die Umbenennung des Stilzimmermuseums in Meyenburg-Museum. 1938 zog das Stadtmuseum in das Meyenburg-Museum ein, da der Lindenhof fortan dem Heeresbauamt als Sitz diente. Die Stilmöbel mussten dabei weichen. Der Zweite Weltkrieg verursachte große Verluste in der Sammlung. 1951 wurde das Meyenburg-Museum wieder eröffnet. Am 30. Juni 2012 öffnete das stadtgeschichtliche Museum in der Flohburg.
- Flohburg
- KZ-Gedenkstätte Mittelbau-Dora
- Kunsthaus Meyenburg
- Museum Tabakspeicher
- Südharzer Fachwerkzentrum Nordhausen e. V. (Sanierungsobjekt Altendorf 48)
- Traditionsbrennerei
- Todesmarsch-Stele Stolberger Straße
- Gedenkstein am ehemaligen Standort der Synagoge am Pferdemarkt
- Stele vor dem Rathaus zur Erinnerung an die 8800 Opfer der Luftangriffe auf Nordhausen am 3. und 4. April 1945
- Mahnstein, seit 1993 im Garten des Meyenburg-Kunsthauses, mit der Inschrift: „Gedenkstein der Nordhäuser und Südharzer, errichtet 1955 in Bad Sachsa als Mahnmal gegen die Teilung Deutschlands 1945–1989. Die Heimat gefunden 1993 in Nordhausen“
- IFA-Museum Nordhausen, Exponate zur Industriegeschichte (Lokomotiven, Schlepper und Motoren)[127]

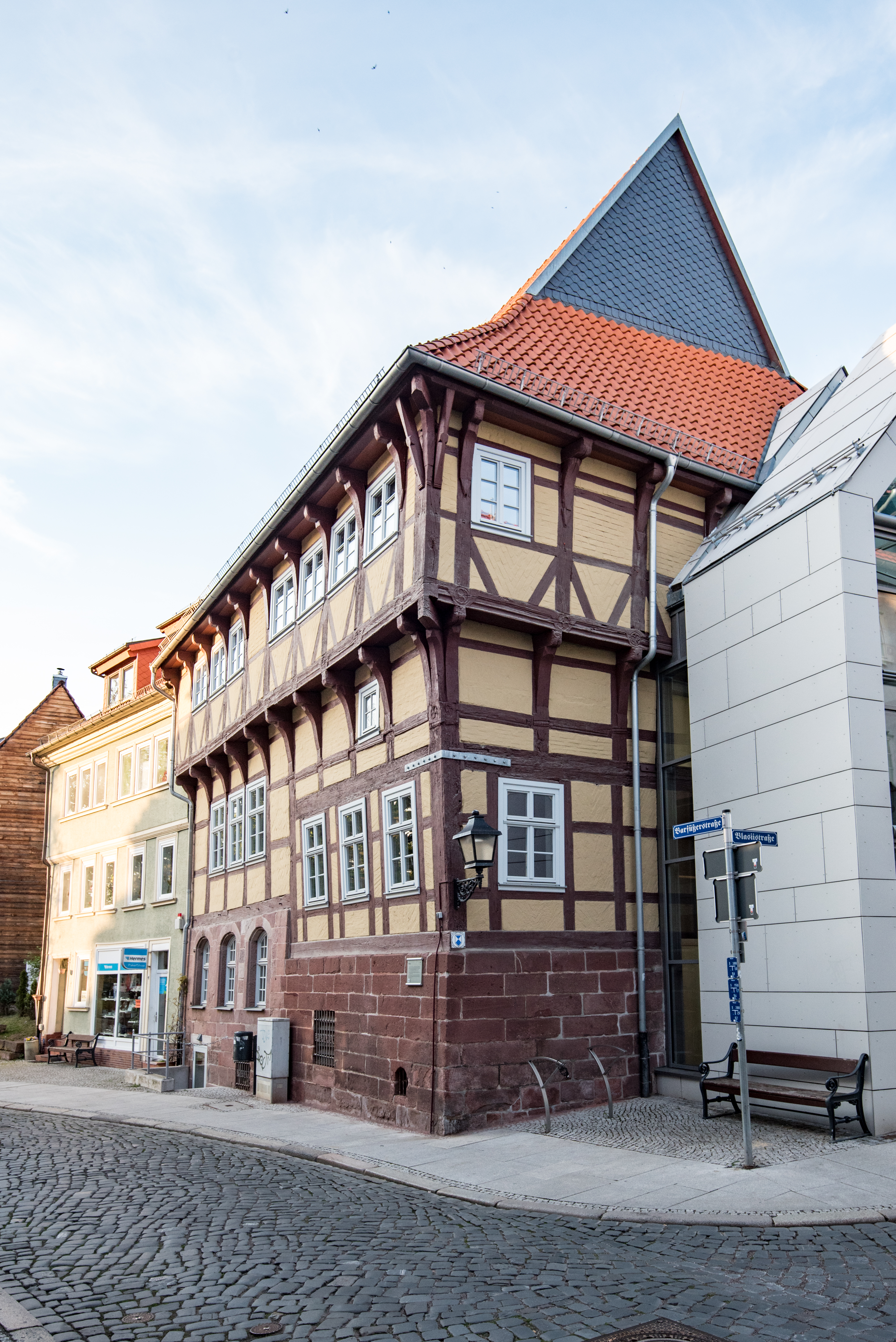
Stadtmuseum Flohburg
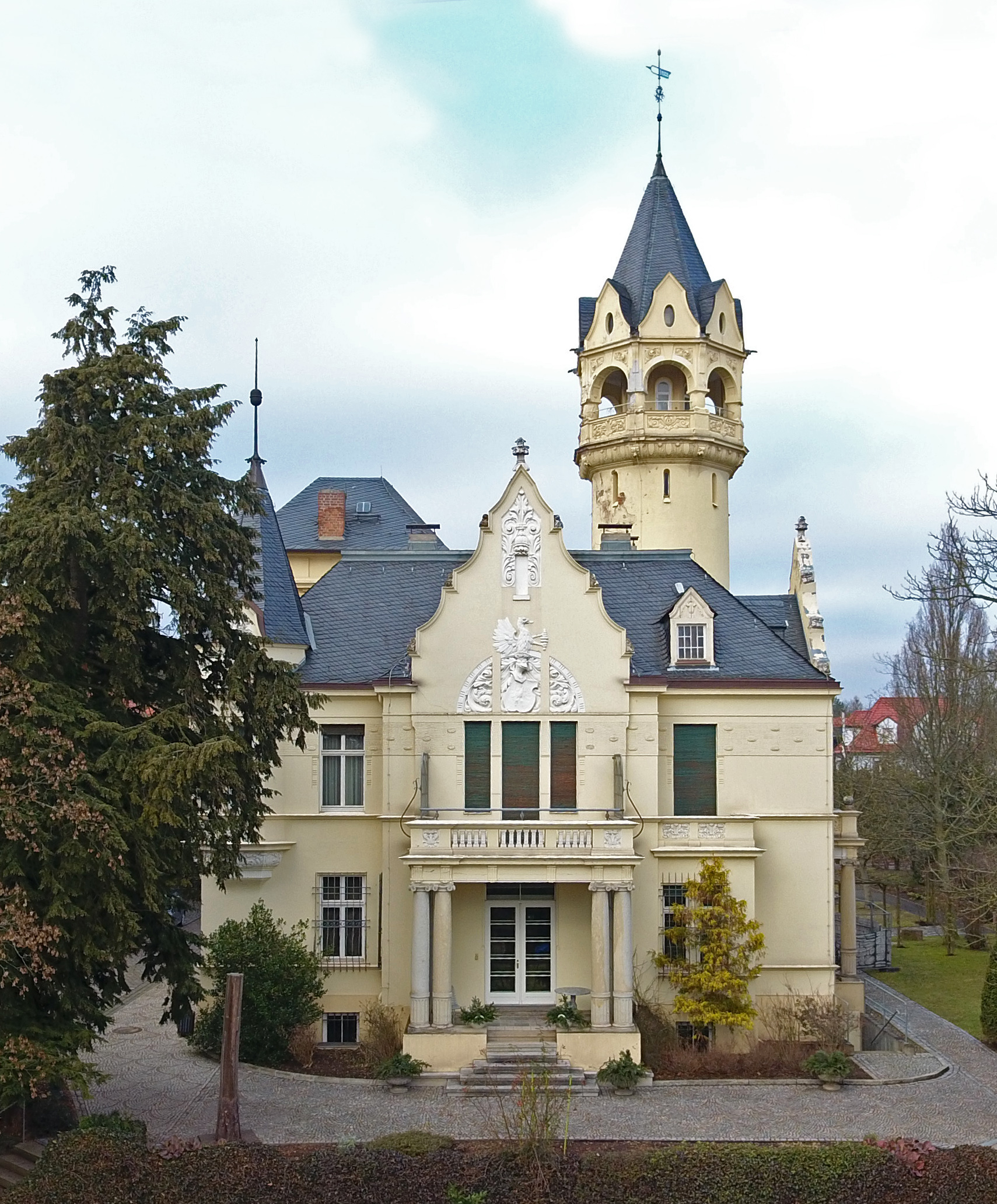
Kunsthaus Meyenburg
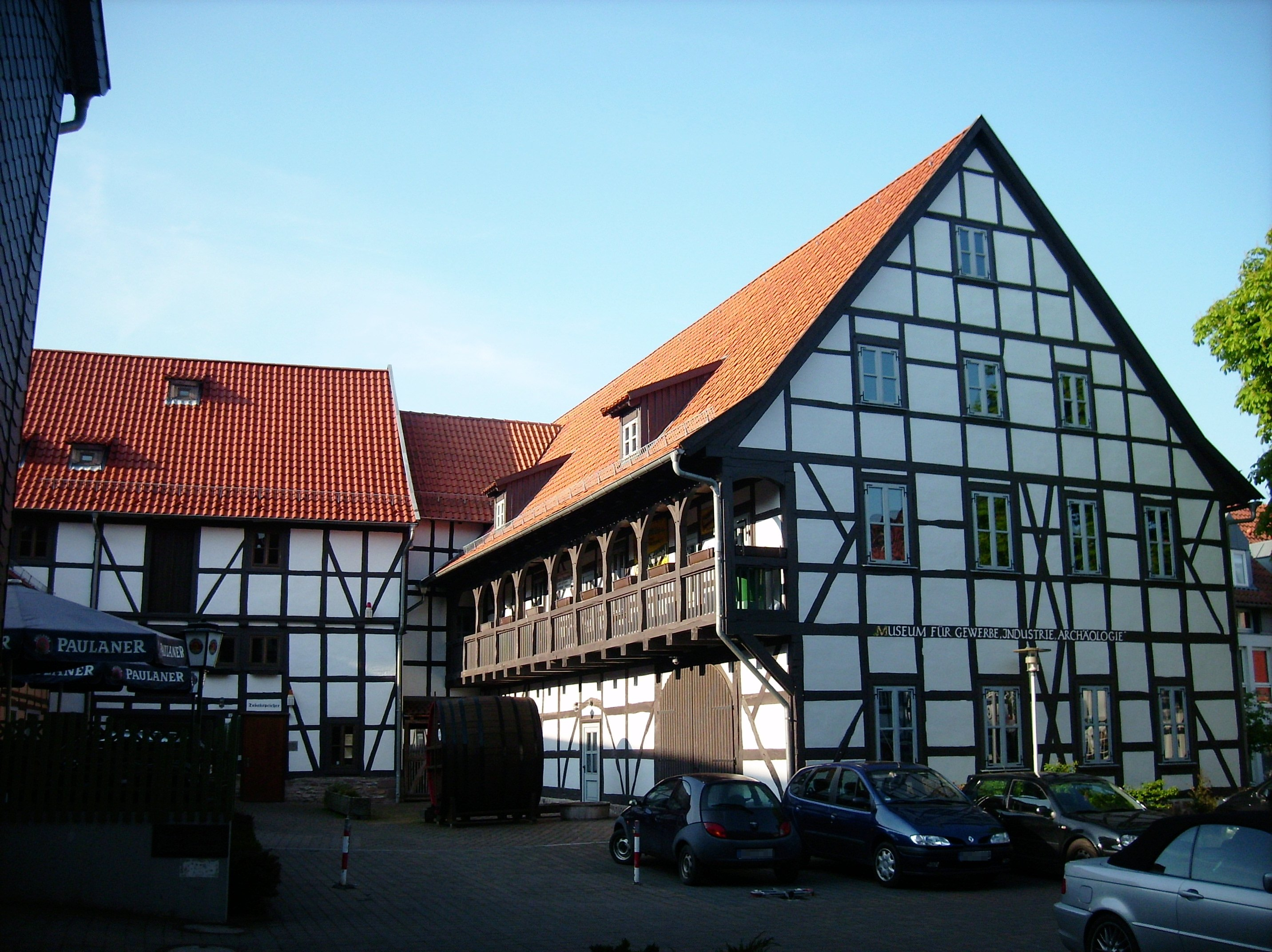
Museum Tabakspeicher
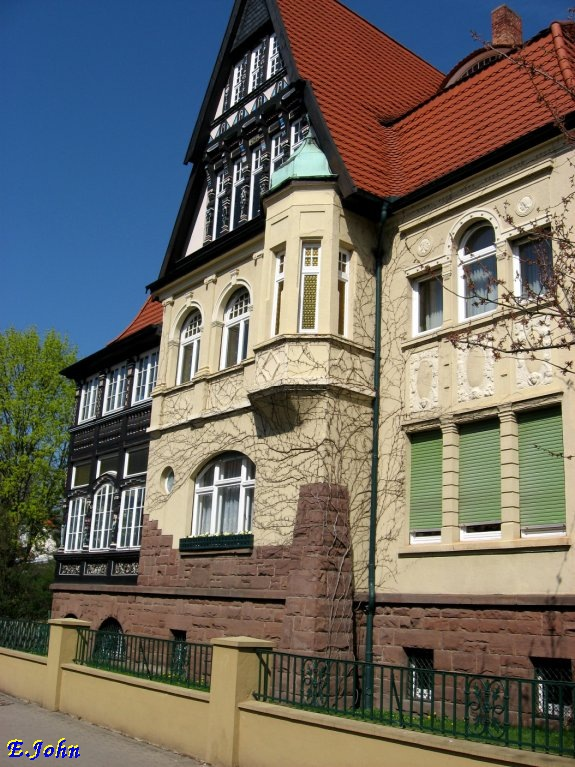
Traditionsbrennerei

### Parks, Naturdenkmäler und Schutzgebiete

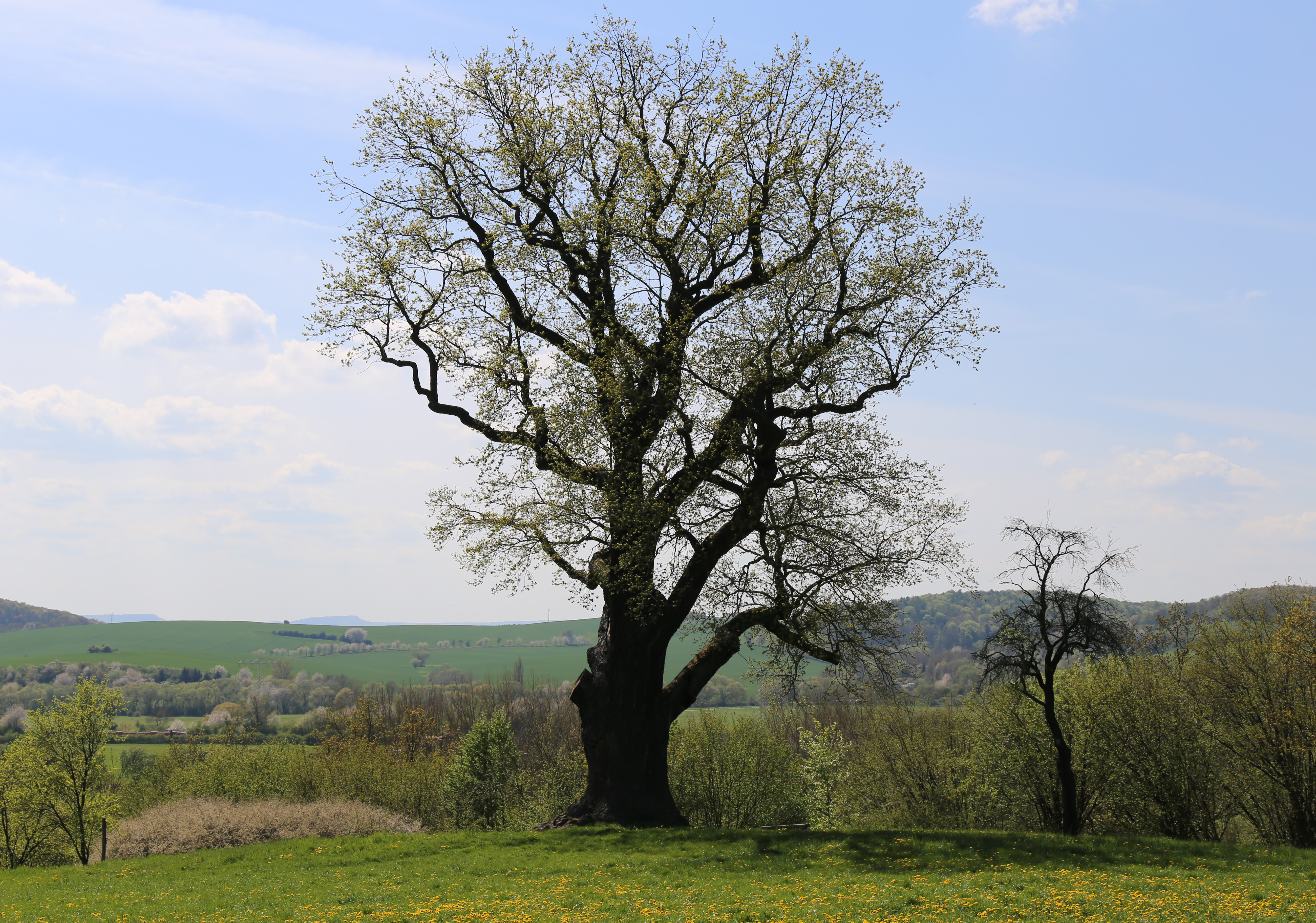
Flehmuellers Eiche im Stadtteil Krimderode

Nordhausen besitzt zahlreiche Parkanlagen und Grünflächen (insgesamt 80 Hektar) und ist eine bis ins Zentrum durchgrünte Stadt. Etwa 18.000 Bäume säumen die Straßen im Stadtgebiet. 1874 entstand der Park Hohenrode, eine durch Heinrich Siesmayer und Philipp Siesmayer geplante zehn Hektar große Anlage, die sich der Fabrikant Carl Kneiff als privaten Villenpark errichten ließ. Dieser heute frei zugängliche Park gilt als bedeutendster und dendrologisch wertvollster der Stadt. Der älteste Naturpark von Nordhausen ist das 18 Hektar große Gehege am Geiersberg. Das Gebiet war ursprünglich kahl und wurde ab Mitte des 18. Jahrhunderts aufgeforstet. Es entstand im Laufe der Jahrzehnte ein Hochwaldpark mit einem großen Eichen- und Buchenbestand. 1817 legte Carl Friedrich Salomon, Schüler von Turnvater Friedrich Ludwig Jahn, im Gehege einen der ersten Turnplätze Deutschlands an. Ein Gedenkstein am Eingang zum Gehege erinnert an den ersten Turnplatz in Nordhausen. Ab 1830 fanden hier regelmäßig Konzerte statt, es wurden Springbrunnen und Tonhallen errichtet, seit 1861 gab es Gasbeleuchtung. 1892 wurde der Gehegeplatz in seiner jetzigen Form angelegt und rundum entstanden die ersten Lokale. Anfang des 20. Jahrhunderts wurde das Gehege dann ein „Lustwäldchen“ und bis heute finden hier Veranstaltungen statt.
Nördlich vom Stadttheater befindet sich die Promenade. Das Gelände war ursprünglich ein Wallgraben, der von der inneren und äußeren Stadtmauer eingefasst wurde. Anfang des 19. Jahrhunderts diente der Graben als Bauschuttdeponie, ab 1835 begann man mit der Einebnung und Bepflanzung des Areals. Im Juni 1900 wurde im nördlichen Bereich das Bismarckdenkmal enthüllt und im Oktober 1901 auf dem Friedrich-Wilhelm-Platz (heute Theaterplatz) das Kaiser-Friedrich-Denkmal. Ab 1902 erfolgte eine umfassende Umgestaltung des Geländes zu einer Parkanlage, so wurden unter anderem mehrere Blutbuchen gepflanzt. 1917 erfolgte die Einweihung des Stadttheaters am Fuße des Parks. 1935 wurde der Neptunbrunnen aufgestellt. Im gleichen Jahr erfolgte eine weitere Umgestaltung.
Der am Rande von Nordhausen gelegene Stadtpark mit der Kastanienallee wurde 1880 errichtet und war ursprünglich ein sumpfiges Überflutungsgebiet der Zorge. Tausende Bäume und Sträucher wurden gepflanzt, Rundwege und zwei Teiche angelegt, die durch einen künstlich geschaffenen Wasserlauf miteinander verbunden sind. Seit den 1950er Jahren befindet sich im Park auch ein Tiergehege.
1927 wurde der Rosengarten im Norden der Stadt eingeweiht, unweit des heutigen Südharz-Klinikums.
Im Zuge der Eingemeindungen befinden sich drei ausgewiesene Naturschutzgebiete im heutigen Stadtgebiet von Nordhausen: die Rüdigsdorfer Schweiz (Rüdigsdorf), die Sattelköpfe (Hörningen) und die Pfaffenköpfe (Petersdorf).
Das bekannteste Nordhäuser Naturdenkmal war die Merwigslinde, die sich oberhalb des Geheges auf dem Geiersberg befand. Die Linde soll bereits vor der Reformationszeit ein stattlicher Baum gewesen sein. Die Merwigslinden-Sage erinnert an einen thüringischen Stammesfürsten oder -könig mit Namen „Merwig“, der sich vor seiner Königswahl auch als kunstfertiger Schuhmacher einen Namen gemacht hatte. Ihm zu Ehren pilgerten die Nordhäuser Schuhmacher alle sieben Jahre zu der Linde, wo einst ein Bote Merwig über das Ergebnis der Königswahl unterrichtet haben soll. Seit Dezember 1833 war die obere Hälfte der Linde durch einen Sturm abgebrochen. 1896 wurde ihr Stamm mit Steinen ausgemauert und die Äste mit Eisenstangen gehalten. 1972 musste die Merwigslinde schließlich gefällt werden. Eine zuletzt angebrachte Tafel wies die Linde mit 9 Meter Umfang aus und einem Alter von über 700 Jahren. Die heutige Merwigslinde wurde 1972 nachgepflanzt und ist umzäunt.
Ein weiteres Naturdenkmal ist die im Stadtteil Krimderode stehende Eiche, die mit etwa 600 bis 1000 Jahren eines der ältesten Naturdenkmale im Südharz ist. 2015 hat der Brusthöhenumfang 7,25 Meter betragen, bei einer Höhe von 21 Meter. Die als Flehmüllers Eiche bekannte Stieleiche stand in einem Wald, der seit 1829 allmählich gefällt wurde. 1840 beantragte der damalige Krimderöder Rittergutsbesitzer Drechsler beim Hochgräflichen Stolberg-Hohnsteinischen Consisorium den Erhalt der Eiche. Seit 1992 wird unter dem Baum im Juni das „Eichenfest“ veranstaltet.
Mit der „Antiquar-Eiche“ befindet sich eine weitere Stieleiche im Stadtgebiet; sie ist über 300 Jahre alt, hat eine Höhe von 20 Metern mit einem Stammumfang von 5,50 Metern.

### Bibliotheken und Archive

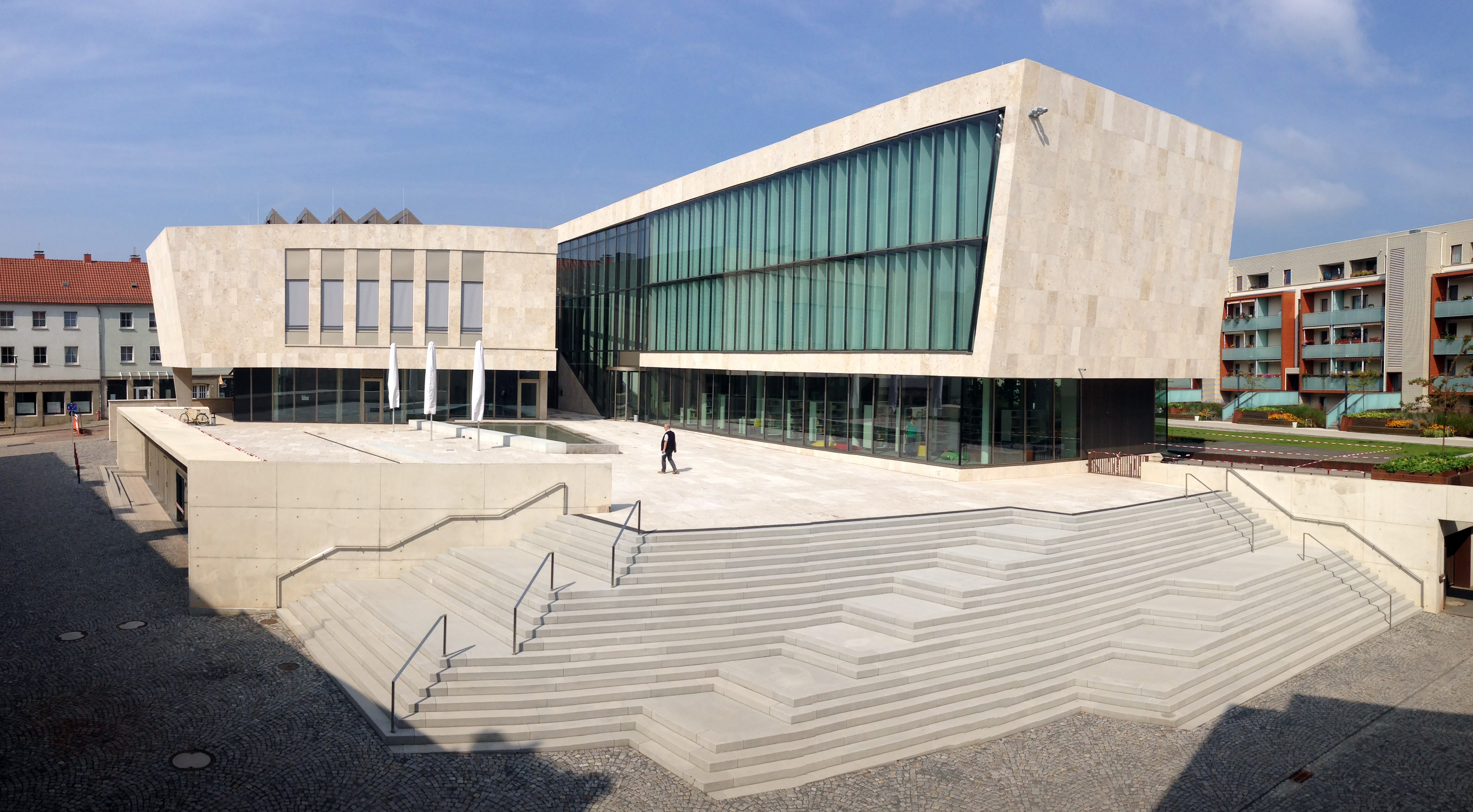
Bürgerhaus mit Stadtbibliothek „Rudolf Hagelstange“

Anfang des 16. Jahrhunderts begann der Prior Johannes Pilearius mit dem Aufbau der Klosterbibliothek Himmelgarten, die durch die Wirren des Bauernkrieges 1525 in die St.-Blasii-Kirche gelangt war. Nach dem Zweiten Weltkrieg wurde die Bibliothek zunächst im Kalischacht Wolkramshausen zwischengelagert und fand anschließend im Pfarrhaus von St. Blasii ihr Domizil. Danach wurde sie nach Naumburg überführt und von dort gelangte sie 1989 in das Evangelische Predigerseminar in der Lutherstadt Wittenberg. 2014 kehrte die Bibliothek nach Nordhausen zurück und ist im Museum Flohburg aufgestellt.
Im 19. Jahrhundert entstanden erste privat betriebene Leihbibliotheken, die fast ausschließlich Trivialliteratur anboten. Unter Mitwirkung des Städtischen Vereins und der 1871 ins Leben gerufenen Gesellschaft zur Förderung der Volksbildung wurde 1877 die Volksbibliothek gegründet, die heutige Stadtbibliothek „Rudolf Hagelstange“.
Mit Gründung der Hochschule Nordhausen entstand 1997 die Hochschulbibliothek mit etwa 112.000 Medien (2020).
Die Anfänge des Stadtarchivs in Nordhausen lassen sich aufgrund fehlender Quellen nicht zweifelsfrei rekonstruieren und reichen vermutlich bis in das 13. Jahrhundert zurück. Wahrscheinlich ging die Archivbücherei aus der einstigen „Ratsbücherei“ (16. Jahrhundert) hervor.
Der Gymnasiallehrer und Heimatforscher Ernst Günther Förstemann (1788–1859) betreute nebenamtlich das Archiv sowie die Bibliothek und trug dazu bei, dass der Bestand ab 1834 erstmals systematisch geordnet wurde. Im Jahr der Jahrtausendfeier 1927 zogen das Archiv und die Historische Bücherei in das einstige Stadtgefängnis in der Mauerstraße 15. Unter dem Studienrat und Heimatforscher Hans Silberborth wurde die Archivbücherei 1939 neu geordnet, den modernen Grundsätzen angepasst und katalogisiert. Die Luftangriffe auf Nordhausen am 3. und 4. April 1945 zerstörten das Archivgebäude und die Bibliothek. Anfang Mai 1945 wurden Akten, Chroniken und andere Handschriften, die in den Kellerräumen der Sparkasse ausgelagert wurden, größtenteils durch ehemalige polnische Zwangsarbeiter geplündert und vernichtet. Bestände der wissenschaftlichen Bibliothek und Zeitungsbände wurden im Waisenhaus ausgelagert und von Nordhäusern vor den Plünderern im Keller der Heinrich-Mittelschule verborgen. Hans Silberborth stellte 1947 den „bescheidenen Rest der einst stattlichen Archivbücherei“ wieder geordnet zur Verfügung. Nahezu alle Urkunden überstanden den Krieg, Verluste waren bei den Akten, sehr große Verluste bei den Amtsbüchern und sonstigen gebundenen Handschriften, Innungsakten und Chroniken zu verzeichnen.
Im Februar 1952 zog das Archiv in zunächst drei Zimmer des neu entstandenen Altes Rathaus um, 1975 in das Obergeschoss des Walkenrieder Hofes in der Waisenstraße, im Sommer 1997 dann in das Neue Rathaus. Der Bestand des Stadtarchivs beläuft sich auf 1305 lfm.
Das Kreisarchiv mit circa 3000 lfm (2012) befindet sich in der Grimmelallee 20 beim Historischen Landratsamt.

### Friedhöfe

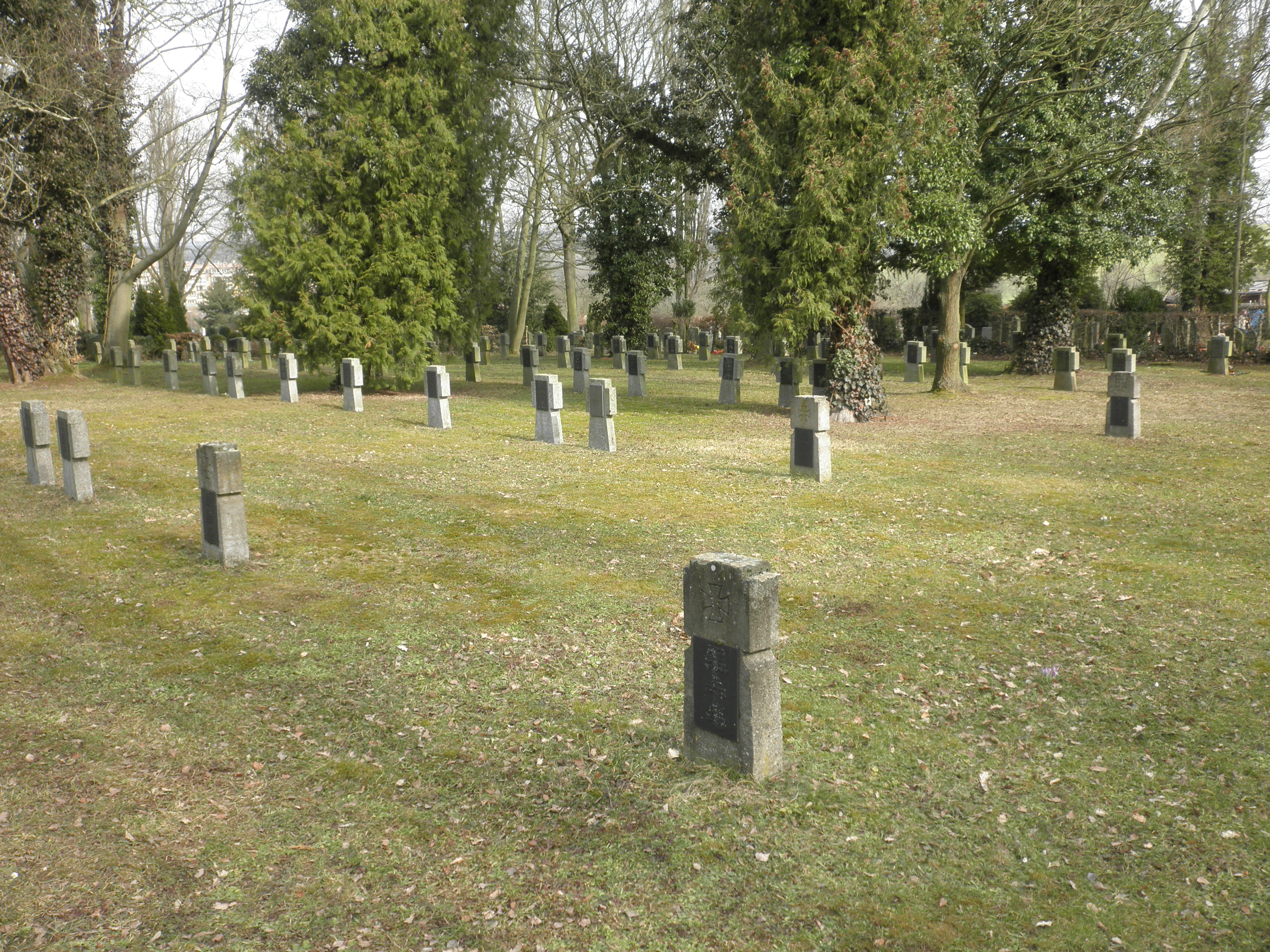
Zivile und Soldaten-Kriegsgräber auf dem Nordhäuser Friedhof

1876 wurde an der Straße nach Leimbach der erste kommunale Friedhof der Stadt in Benutzung genommen.
Der Hauptfriedhof am Stresemannring entstand 1921 als parkähnlicher Waldfriedhof und wurde 1927 mit Krematorium fertiggestellt. Die Friedhofsanlage ist mit ihrer funktionalen architektonischen Gestaltung Ausdruck der Friedhofsreformbewegung des frühen 20. Jahrhunderts und gehört zu den bedeutendsten Vertretern Thüringens aus dieser Zeit. Ein 1997 angelegter Ehrenhain im südöstlichen Teil des Hauptfriedhofs erinnert an 565 namentlich genannte Opfer der Luftangriffe auf Nordhausen und etwa Tausend gefallene deutsche Soldaten im Zweiten Weltkrieg.
Gegenüber vom Hauptfriedhof fanden Mitte April 1945 insgesamt 2259 Häftlinge verschiedener Nationen, vornehmlich aus der Boelcke-Kaserne ihre letzte Ruhestätte. 1946 entstand im südlichen Bereich ein Ehrenmal mit 215 Grabstätten für Sowjetbürger.
Am Ammerberg befindet sich der Jüdische Friedhof Nordhausen mit 320 Grabsteinen.

### Treppen
Die zahlreichen Treppen in Nordhausen sind ein charakteristisches Merkmal des Stadtbildes. Die folgende Liste führt bedeutende Freitreppen auf, die im Stadtgebiet Nordhausens liegen. Auf einigen dieser Treppen finden sich Kunstwerke im öffentlichen Raum, die sogenannten Treppenkäfer.
| Name                | Geschichte | Stufen             | Koordinaten               | Straßen                                    |
| ------------------- | --- | ------------------ | ------------------------- | ------------------------------------------ |
| Wassertreppe        | Wahrscheinlich die älteste Treppe in Nordhausen und existiert wohl bereits seit dem 9. Jahrhundert. Für das 15. Jahrhundert ist sie nachweislich bezeugt. | 74                 | 51°30'11.4"N 10°47'22.8"E | Grimmel/Neuer Weg → Domstraße              |
| Johannistreppe      | Wurde nach der Trockenlegung des Sumpfgebietes Grimmel angelegt. Die Treppe in ihrer heutigen Form entstand 1872. | 85                 | 51°30'07.0"N 10°47'24.1"E | Unter den Weiden → Neuer Weg               |
| Kutteltreppe        | Gehört mit der Wassertreppe zu den ältesten Stiegen in Nordhausen. Die Kuttelpforte wurde 1206 sowie 1304 erstmals erwähnt. Sie besitzt als einzige Treppe eine noch erhaltene Maueröffnung der alten Stadtbefestigung. Der Name stammt von den Kutteln (Eingeweiden), welche die Fleischer zum Reinigen zum Mühlgraben schafften. | 74                 | 51°30'01.1"N 10°47'28.9"E | Lohmarkt/Neuer Weg → Predigerstraße        |
| Schlunztreppe       | Ist seit dem Jahr 1411 nachweisbar. Die Treppe wurde 1899 umgebaut und durch die Luftangriffe auf Nordhausen 1945 schwer beschädigt; 1951 wurde der obere Teil zugeschüttet. | 114 (bis 1945), 65 | 51°29'58.1"N 10°47'43.4"E | untere Rautenstraße → Petrikirchplatz      |
| Altendorfer Stiege  | Führt von der Altstadt hinauf zum Geiersberg. | 86                 | 51°30'22.9"N 10°47'28.1"E | Altendorf/Kreuzen → Wallrothstraße         |
| Bingerhoftreppe     | Name der Straße und Treppe geht auf Louis Binger zurück. Sie sollte im Zusammenhang mit der „Liebestunneltreppe“ im Gehege gesehen werden. | 86                 | 51°30'31.5"N 10°47'21.6"E | Bingerhof → untere Wallrothstraße          |
| Petersbergtreppe    | Wurde zur Landesgartenschau 2004 rekonstruiert. | 33 (1945)          | 51°30'04.1"N 10°47'47.6"E | Weberstraße → Petrikirchplatz              |
| Frauenberger Stiege | Bis 1945 war die Stiege eine schmale Straße ähnlichen Verlaufs. Der untere Teil an der Kirche war eine schmale Gasse. | 162                | 51°29'49.7"N 10°47'48.4"E | Martinstraße → Am Frauenberg               |
| Jacob-Plaut-Treppe  | Benannt nach Jacob Plaut. | 65                 | 51°29'47.9"N 10°48'22.6"E | Plautstraße → Bergstraße                   |
| Liebestunneltreppe  | Vier Treppenstufen bestehen aus Steinen vom Geiersbergfriedhof. | 145                | 51°30'32.5"N 10°47'29.0"E | Wallrothstraße → Alexander-Puschkin-Straße |
| Neue Lesserstiege   | In unmittelbarer Nähe der Stadtterrasse. |                    | 51°29'58.1"N 10°47'35.7"E | Rautenstraße → Jüdenstraße                 |

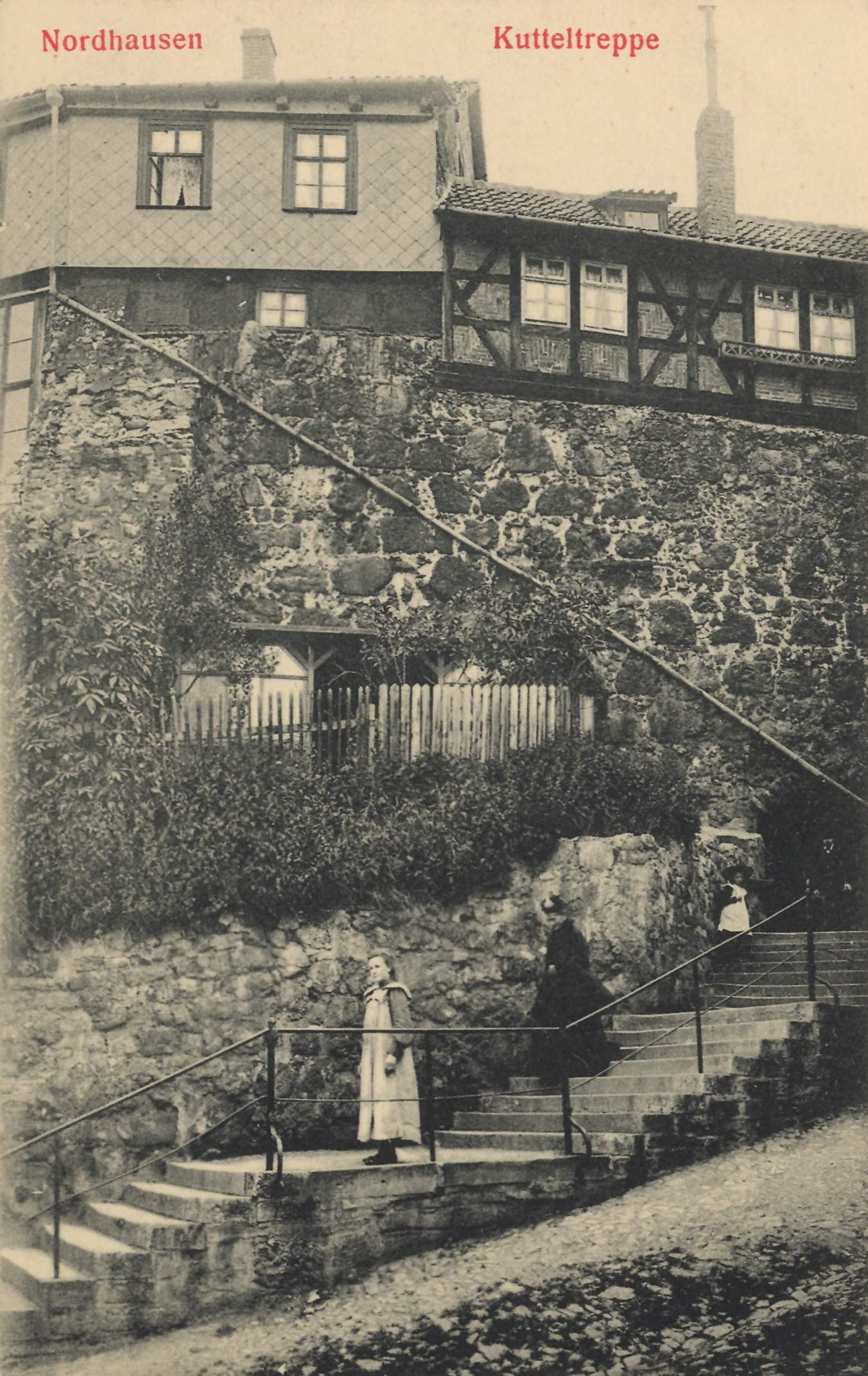
Kutteltreppe (um 1910)
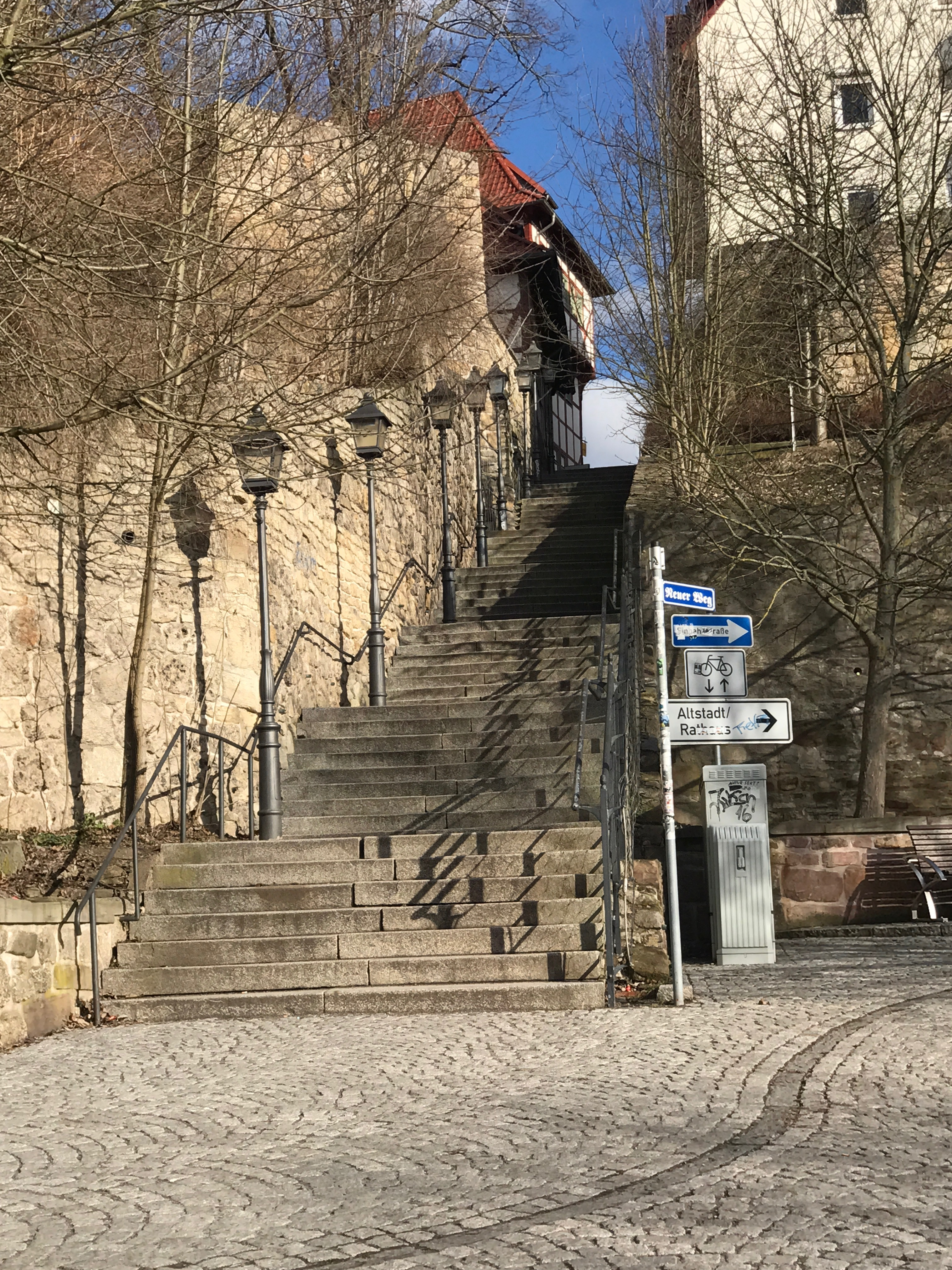
Wassertreppe
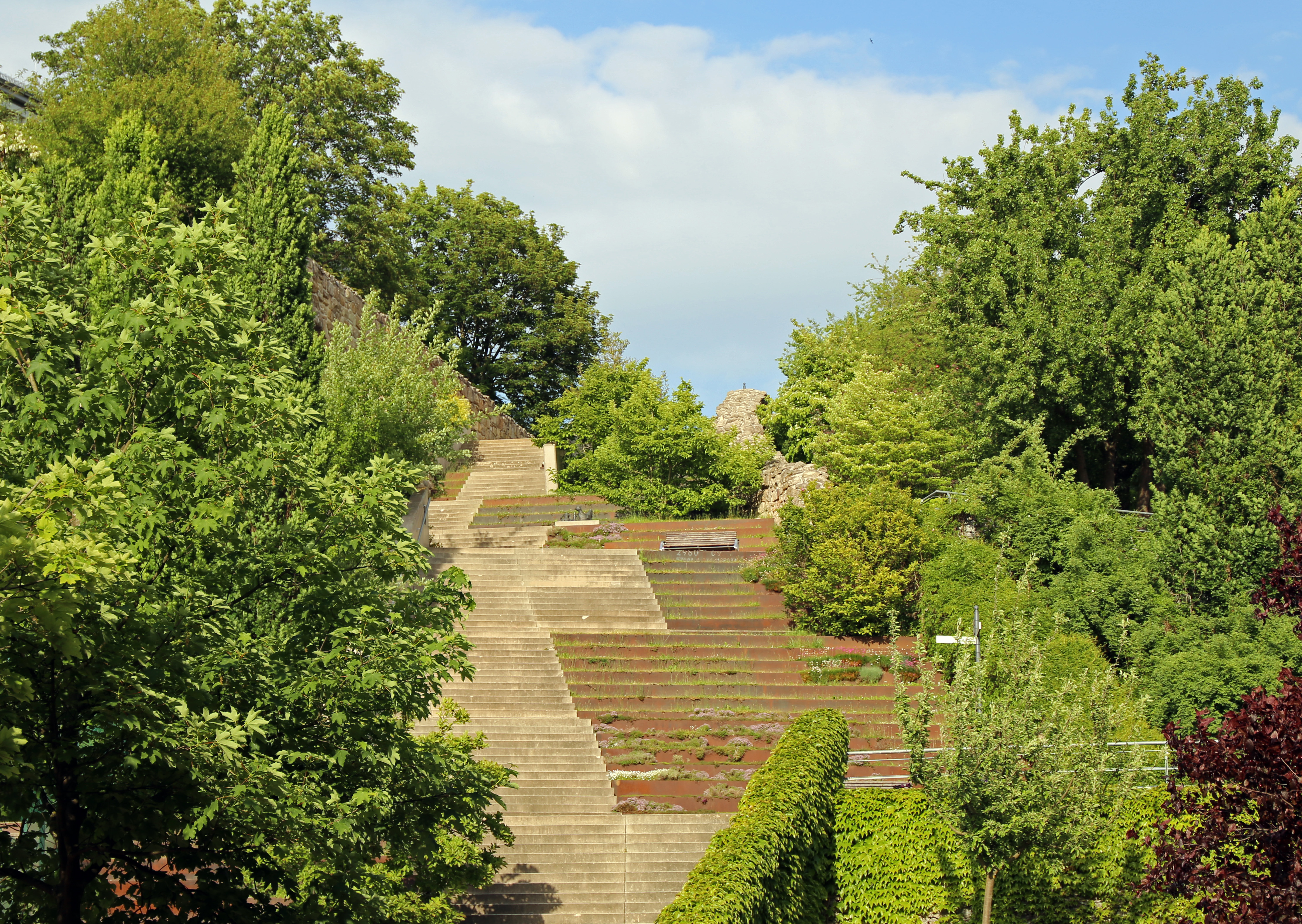
Die Schlunztreppe auf dem Gelände der Landesgartenschau

### Sehenswürdigkeiten und Kulturdenkmale
- Alte Kautabakfabrik
- Altes Postamt
- Altes städtisches Wasserwerk
- Eichamt
- Harzquerbahnhof
- Judenturm auf dem Petersberg
- Lindenhof

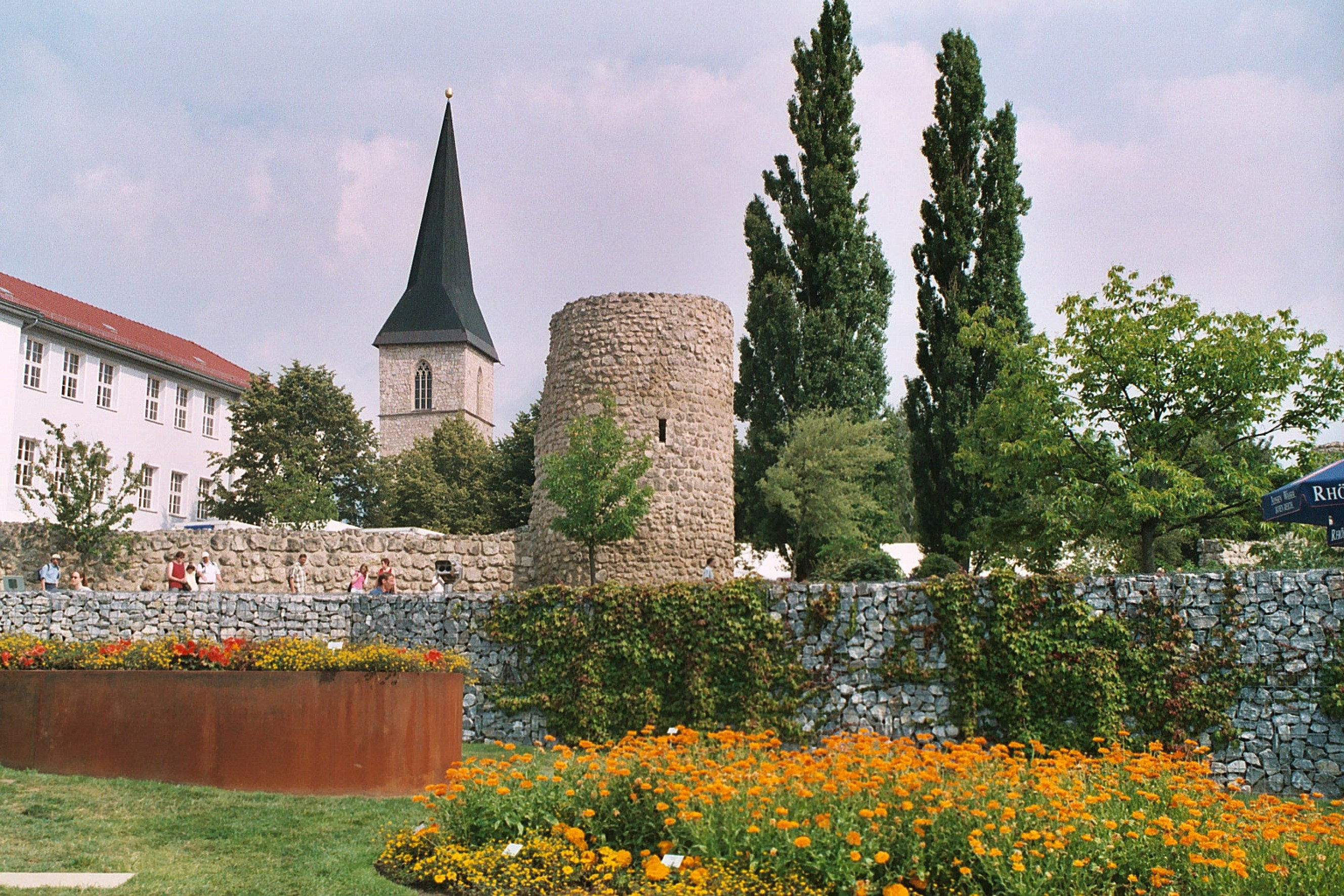
Petersberg-Gelände zur Landesgartenschau 2004

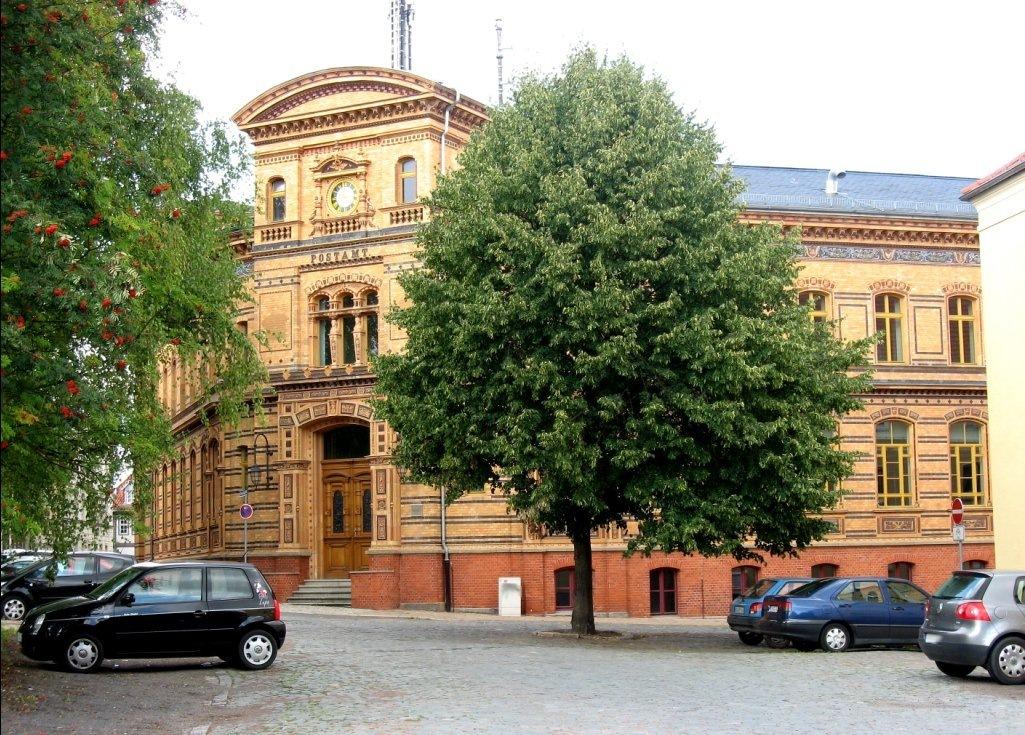
Ehemalige Alte Post, 2011

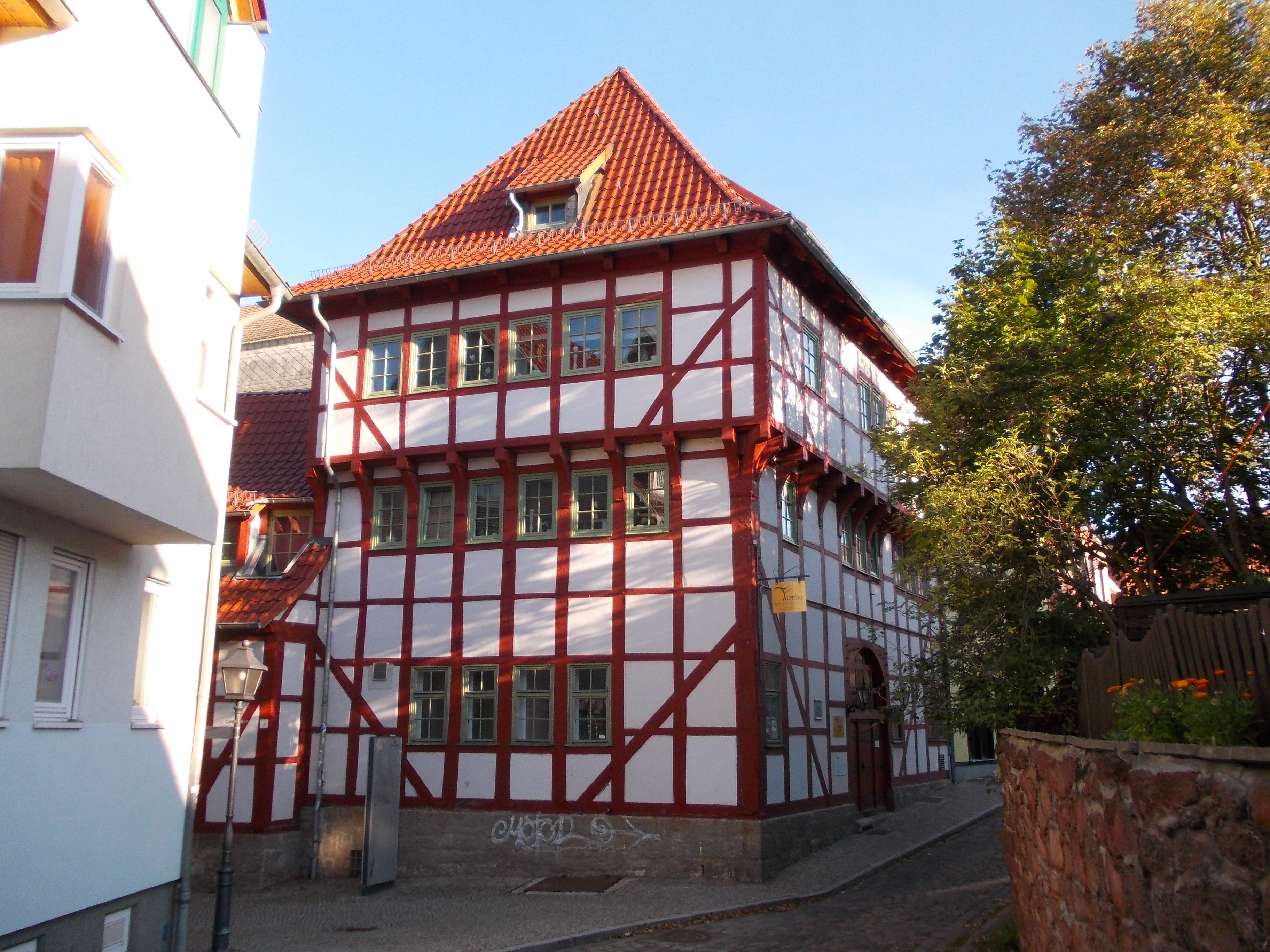
Finkenburg, erbaut um 1444

- Der alte Roland von 1717 im Neuen Rathaus
- Der neue Roland von 1993 (Replik des Rolands von 1717)
- Der Riese am Lutherplatz (urkundlich erwähnt seit 1375)[140]
- Altstadt mit Fachwerkbauten
- Domstraße 12, erbaut 1327 (d) und 1555 (d)
- Altendorfer Kirchgasse 3, erbaut um 1370.
- Finkenburg, erbaut um 1444 (d)
- Altendorf 55, Haus Bochum, erbaut um 1450.
- Gumpertstraße 1, erbaut circa 1712 (älter Kernbau von 1643)
- Torhäuschen, erbaut 1667.
- Altendorf 48, erbaut 1668 (d) (zwei Bohlenstuben, Bäckereibackofen von 1900 vorhanden, Hausbrunnen im Keller)
- Altendorf 49, erbaut um 1680.
- Waisenhaus, erbaut 1715 bis 1717 (u)
- Pfaffengasse 2, erbaut 1719.
- Altendorf 50, Rokokofachwerk um 1770.
- Altendorf 30, erbaut um 1850, spätklassizistischer Putzbau im Palazzo-Stil[141], 2017 abgerissen
- Altendorf 24, Brennereigebäude, Historismus, erbaut 1842 (i) und 1849 (u)
- Altendorf 27, Brennereigebäude, Historismus, erbaut 1873 (u)
- Tankbahnhof der Rhenania-Ossag AG, errichtet 1930/31 im Stil des Neuen Bauens[142]
- Kutteltreppe, mit Pforte durch die Stadtmauer[143]
- Primariusgraben, mit Resten der Stadtbefestigung, um 1415 erbaut, Zwinger mit alten Bollwerken, darunter Ruine des Marterturmes[144]
- Neuer Weg, alte Auffahrtsstraße zum Walkenrieder Hof am Rand der Stadtbefestigung[145]

### Brauchtum

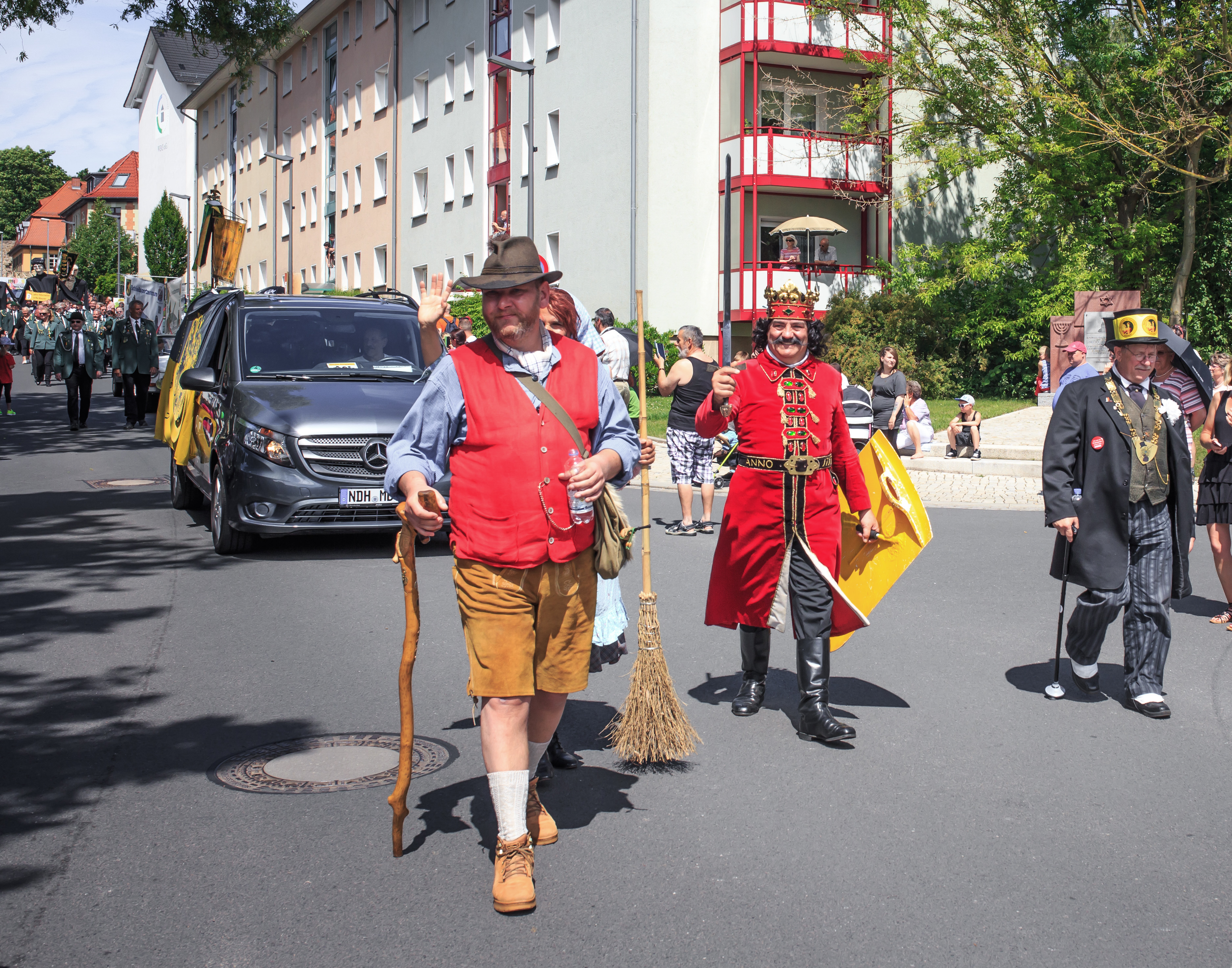
Rolandgruppe (2017)

Zum Brauchtum der Stadt Nordhausen entwickelte sich die von Brautpaaren begangene Tradition, am nördlichen Stadtrand Im Gehege – dem Stadtwald von Nordhausen – einen Gedenkbaum zu pflanzen. Der so in den letzten zwei Jahrhunderten entstandene Waldpark bietet besonders im Sommer und Herbst Gelegenheit zu Spaziergängen. An der höchsten Stelle des Geheges befindet sich der Ort der sagenhaften Merwigslinde, der heutige Baum wurde 1972 nachgepflanzt. Die wohl schon in vorreformatorischer Zeit stattliche Merwigslinde wurde von der Nordhäuser Bevölkerung als Hutebaum betrachtet und war der verehrungswürdige Mittelpunkt des oft ausschweifend begangenen Nordhäuser Lindenfestes. Die Merwigslinde erinnert an einen thüringischen Stammesfürsten oder -könig mit Namen Merwig, der sich vor seiner Königswahl auch als kunstfertiger Schuhmacher einen Namen gemacht hatte. Ihm zu Ehren pilgerten die Nordhäuser Schuhmacher alle sieben Jahre zu der Linde, wo einst ein Bote Merwig über das Ergebnis der Königswahl unterrichtet haben soll.
Zur jahrhundertealten Festkultur von Nordhausen gehört Martini. Die Martinsfeier (oder das Martinsfest) begehen die Nordhäuser am 10. November – dem Geburtstag Martin Luthers – um 17 Uhr mit einem ökumenischen Gottesdienst vor der Blasiikirche. Danach ziehen Kinder singend mit einer Laterne von Haus zu Haus. Gebet, Predigt und das Absingen des Lutherliedes „Ein feste Burg ist unser Gott“ auf dem Lutherplatz am Rathaus gehören zum Brauchtum dieses Abends. In traditionsbewussten Familien wird als Festessen Gänsebraten mit Klößen und Rotkohl oder Karpfen aufgetischt. Das Fest hatte bis 1846 einen rein familiären Charakter und wird seitdem mit einem öffentlichen Aufzug verbunden.
Das dreitägige und jedes Jahr im Juni stattfindende Rolandsfest verfügt über die höchste öffentliche Resonanz. Das seit 1955 bestehende Volksfest mit Musikveranstaltungen, historischen Umzügen und zahlreichen anderen Darbietungen zieht etwa 100.000 Besucher an. Die dabei auftretende Rolandgruppe besteht aus vier Figuren („Originale“): Nordhäuser Roland, Brockenhexe, Professor Zwanziger und dem Alten Ebersberg.
Ein weiteres, 1994 entstandenes Stadtfest ist das jährlich im August begangene Altstadtfest mit mittelalterlichen und neuzeitlichen Handwerkständen, Musik- und Kinderprogrammen. Auch hier treten mit „Altstadt-Manne“, „Hannichen Vogelstange“, und das „Rote Arschloch von Salza“ Originale auf.

### Musik und Veranstaltungen

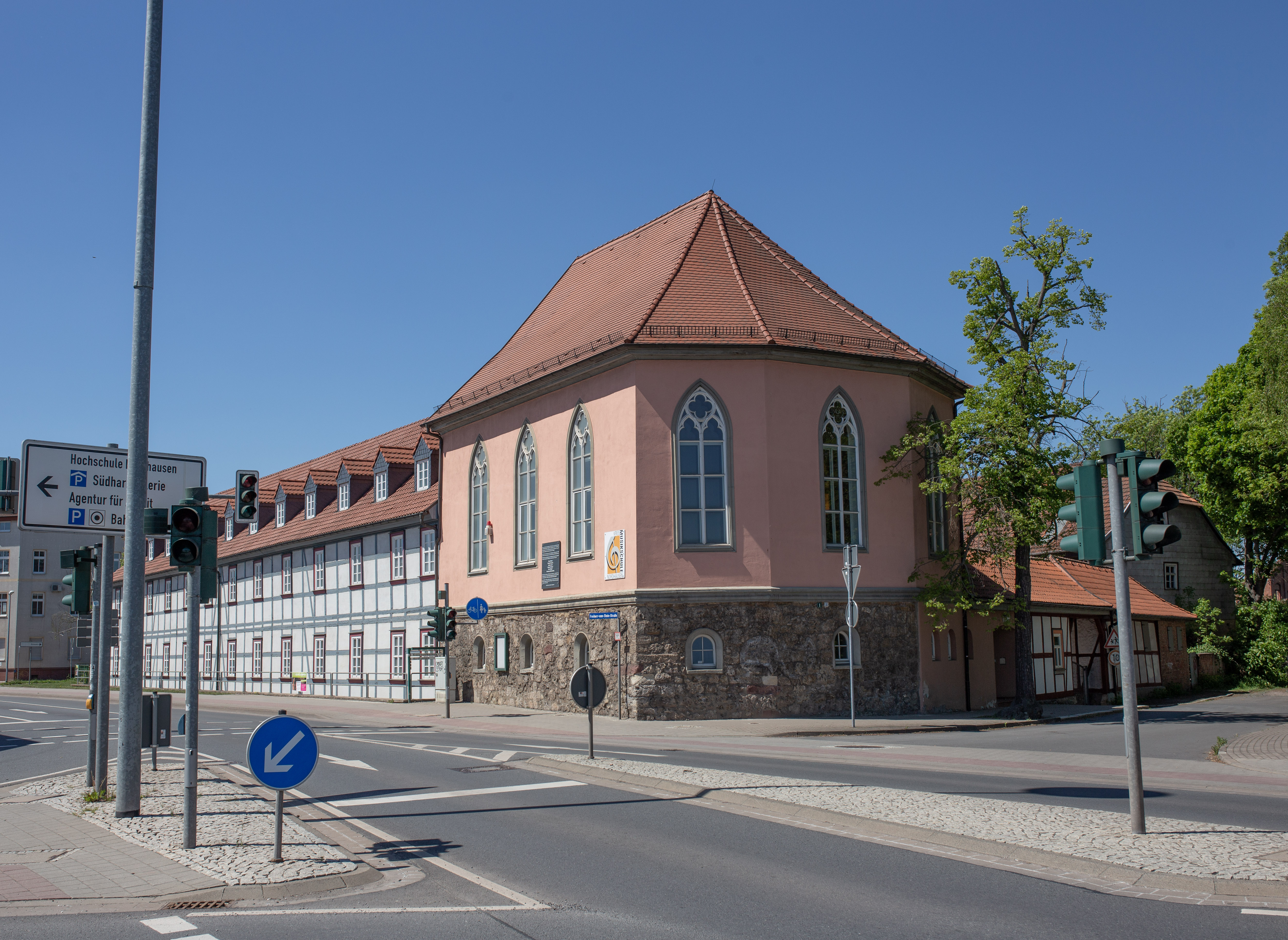
Cyriaci-Kapelle

Seit 1995 befindet sich die Kreismusikschule Nordhausen in der Cyriaci-Kapelle.
Mitte der 1980er Jahre entstand im späteren Nordhäuser Ortsteil Steinbrücken ein zunächst privates Musikfestival, dass binnen kürzester Zeit als feste Größe in der Blues- und Alternative-Szene der DDR galt. Bands wie Freygang, Engerling und Monokel spielten hier genauso wie Die Firma und Feeling B, aber auch westdeutsche Gruppen wie Normahl, Rausch und Abwärts traten auf. Darüber hinaus gab in ihrem Gründungsjahr auch die damals noch unbekannte Gruppe Rammstein am 1. Mai 1994 in Steinbrücken eines ihrer frühen Konzerte.
Zwischen 2000 und 2004 fand im Stadtgebiet die Rolandparade, eine Technoparade nach dem Vorbild der Loveparade in Berlin, statt.
Im historischen Gesellschaftshaus Harmonie an der Promenade befindet sich das Jugendclubhaus Nordhausen, das sich an alle Mainstream-Genres und Altersklassen richtet. Auf dem Campus beziehungsweise Gelände der Hochschule Nordhausen befindet sich der Studentenclub KARZER. Eine klassische Großraumdiskothek war die 1995 gegründete Alte Weberei im Stadtteil Salza mit Schwerpunkt auf House- und Electro-Musik. Nach Umbaumaßnahmen, unterschiedlichen Namen und wechselnden Eigentümern, eröffnete die Diskothek 2018 als Salt-Club.
Nordhausen ist die Heimat verschiedener Sänger und Bands, etwa von der Auld Corn Brigade und Maroon.
Veranstaltungsorte für Großveranstaltungen: Wiedigsburghalle am Herder-Gymnasium sowie die Freilichtbühne im Gehege. Für städtische Veranstaltungen wird der Ratssaal im Bürgerhaus genutzt.

### Vereinsleben

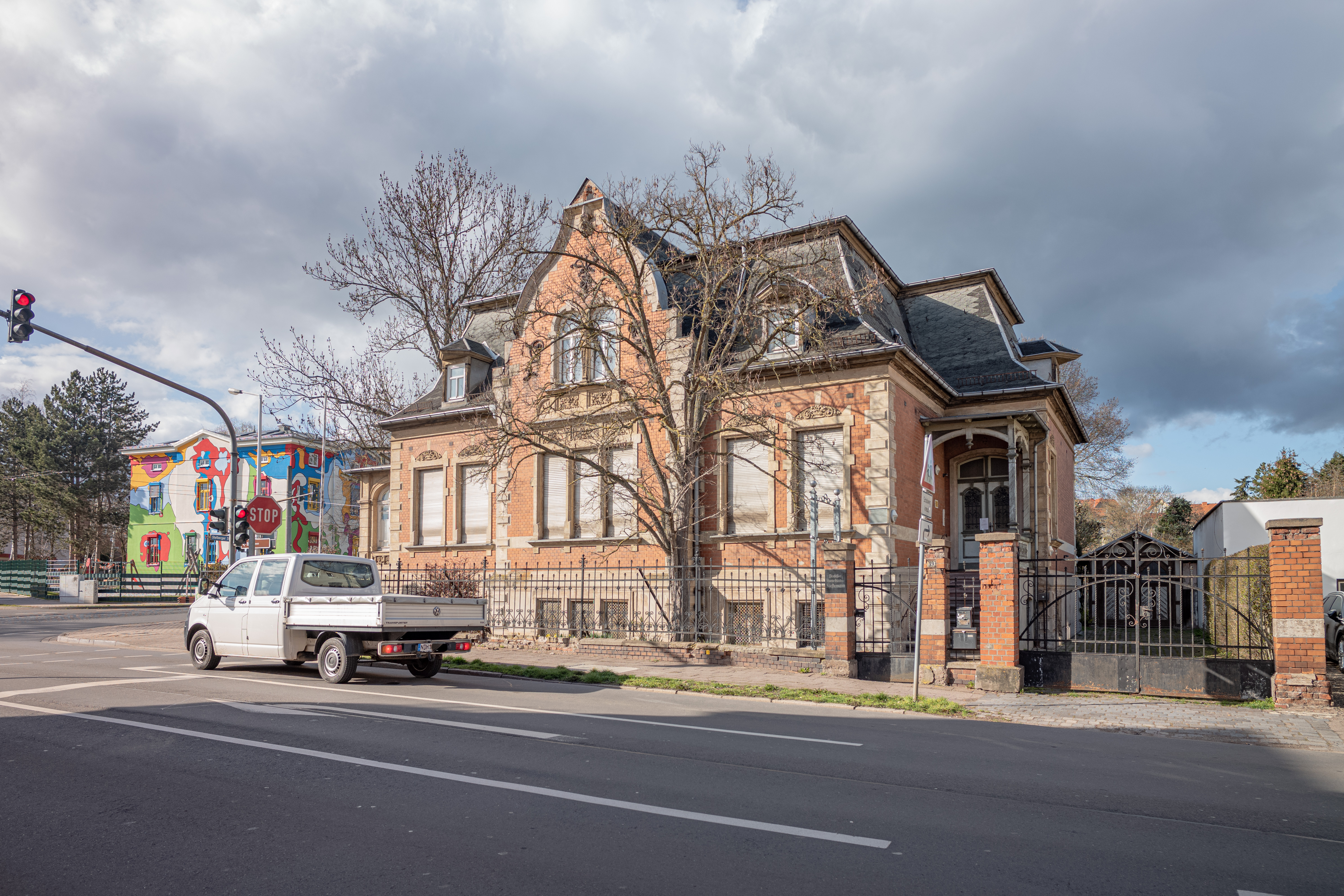
Vereinshaus „Thomas Mann“

Für Vereine steht das Vereinshaus „Thomas Mann“ in der Wilhelm-Nebelung-Straße zur Verfügung. Mit Mitte des 19. Jahrhunderts begann sich in Nordhausen ein reges Vereinsleben zu entwickeln. Bereits 1790 wurde die Freimaurerloge „Zur gekrönten Unschuld“ (Johannisloge) gegründet. 1853 wurde der Kunstverein ins Leben gerufen, 1855 entstand der Wissenschaftliche Verein. Der Nordhäuser Geschichts- und Altertumsverein gründete sich 1870. Der älteste in Nordhausen existierende Verein ist die Nordhäuser Schützenkompanie von 1420 e. V. Im Jahr 1897 existierten circa 175 Vereine, 1914 waren es über 240.

### Sport

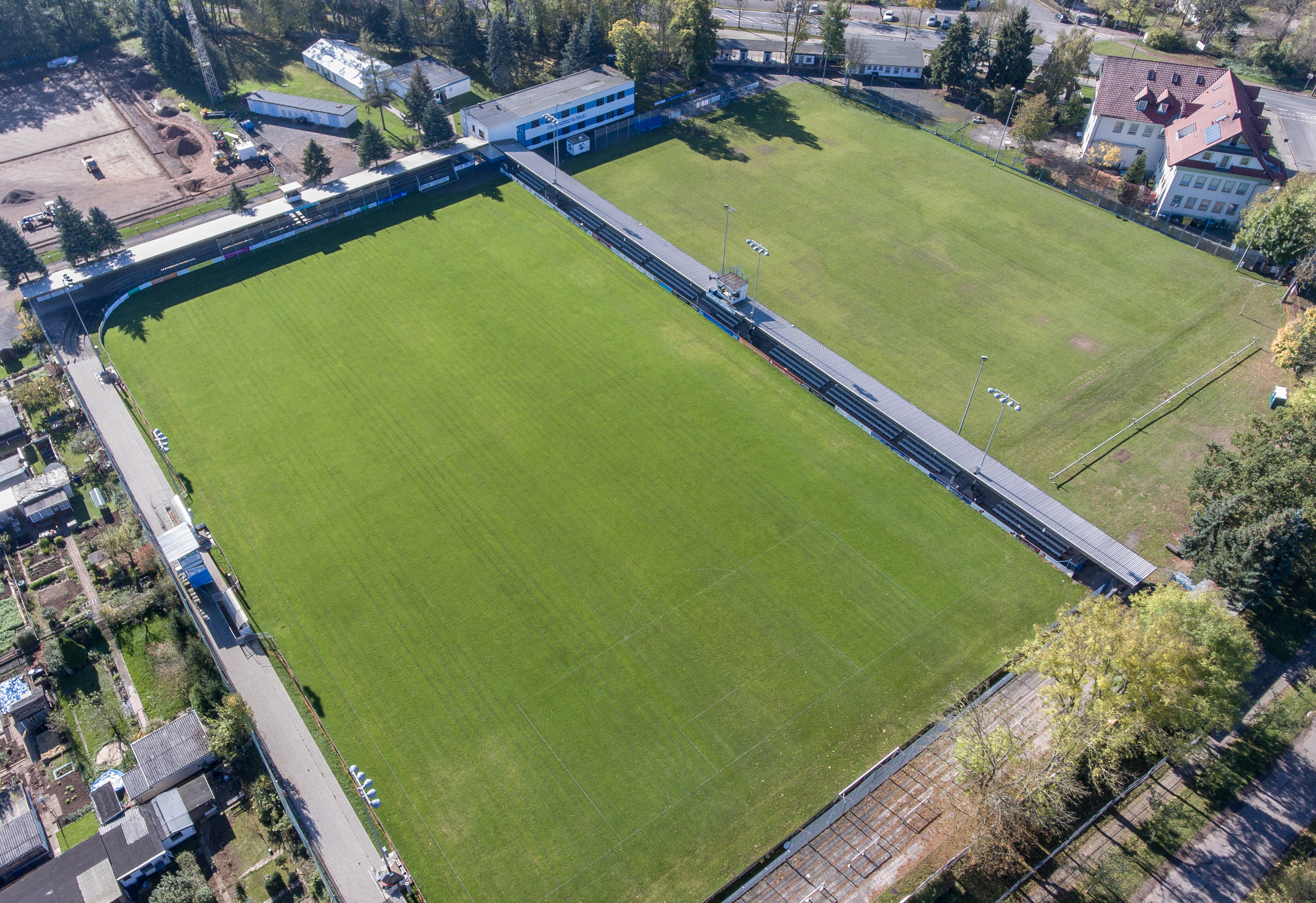
Hauptplatz im Albert-Kuntz-Sportpark (AKS)

Der erfolgreichste Fußballverein der Stadt ist Wacker Nordhausen, der seit 2013 in der Fußball-Regionalliga Nordost spielt. Überregional trat der Verein durch mehrere DFB-Pokalteilnahmen in Erscheinung. Seine Heimspiele trägt der Verein im Albert-Kuntz-Sportpark aus, der Platz für 8000 Zuschauer bietet. Weiterhin gibt es den in der Kreisoberliga Nordthüringen spielenden Fußballverein FSG '99 Salza-Nordhausen. Zu den historischen Vereinen zählen SpVgg Preußen Nordhausen und BSG Motor Süd Nordhausen.
Im Dezember 2014 wurden die Bundesliga-Boxer des Nordhäuser SV erstmals deutscher Mannschafts-Meister.
Auch vom Nordhäuser SV ist die Handballmannschaft der Damen zu erwähnen, welche seit einigen Jahren an der Thüringenliga erfolgreich teilnimmt.
In der Volleyball-Regionalliga Ost ist die Männermannschaft des SVC Nordhausen vertreten.
Seit 1971 findet in und um Nordhausen die Roland-Rallye statt. Sie zählt heute zu den Rallye 200 und ist Bestandteil des Schottercups. Ausgetragen wird die Veranstaltung durch den Nordhäuser MSC e. V. im ADAC Hessen-Thüringen.
Nordhausen besitzt eine ebenfalls langjährige Triathlon-Tradition. Seit 2013 wird mit Ziel am Nordhäuser Theater der internationale ICAN Nordhausen Germany ausgetragen. Die vorherigen zehn Jahre sorgte bereits der Scheunenhof-Triathlon für Bekanntheit über die Landesgrenzen hinaus. Organisiert wird das Event durch den Nordhäuser Triathlon-Verein.
Am Südrand Nordhausens befinden sich der Sundhäuser See und weitere Baggerseen, die heute unter anderem als Tauchgewässer genutzt werden, erschlossen durch zwei Tauchbasen. So kann von Tauchern neben mehreren Wracks unter anderem die Unterwasserstadt Nordhusia mit Deutschlands erster Unterwasserkirche besucht werden.

## Wirtschaft

### Allgemeine Wirtschaftsgeschichte
Die Stadt hat seit dem Jahr 962 das Marktrecht. Die wirtschaftliche Entwicklung Nordhausens gründete sich zunächst auf Landwirtschaft und auf den Austausch eigener Handwerkserzeugnisse im Marktverkehr mit Umgebung und Hinterland. Erste Keime einer Industrie brachte das Bierbrauereigewerbe, das 1308 geregelt und 1386 privilegiert zum Ausfuhrfaktor wurde. Versuche, den Weinbau heimisch zu machen, scheiterten Anfang des 16. Jahrhunderts, stattdessen erwuchs ab 1507 mit der Branntweinbrennerei (Roggen) ein Wirtschaftszweig höchster Bedeutung.
Bis zum Dreißigjährigen Krieg blieben die Brennereien und Brauereien Hausindustrien (1612 gab es über 100 Nordhäuser Brauhäuser), danach beherrschte Getreidehandel das städtische Wirtschaftsleben bis Ende des 18. Jahrhunderts. 1750 wurde an Markttagen 400 bis 600 mit Frucht beladene Wagen gezählt, die Verfrachtung allein von Thüringen her betrug jährlich 700.000 Scheffel. Gleichlaufend entwickelte sich die Branntweinbrennerei zur selbstständigen Industrie. Seit 1721 war die Tabakverarbeitung in Nordhausen nachweisbar, insbesondere die Kautabakfabrikation, die nach 1945 einging.
Nach den schweren Luftangriffen auf Nordhausen 1945 und der Zerstörung zahlreiche Betriebe lag die Wirtschaft der Stadt am Boden. Unter der sowjetischen Besatzung wurden die erhalten gebliebenen Unternehmen, Einrichtungen und Institutionen, der Wiederaufbau der Infrastruktur sowie lebenswichtige Objekte und Anlagen forciert. Die Produktion war dabei auf wenige Industriezweige konzentriert (Maschinen- und Fahrzeugbau, elektronische Industrie, Bergbau und Baustoffindustrie). In den folgenden Jahren erfolgte eine schrittweise Verstaatlichung der Betriebe. Einige Unternehmen gingen mit einem Teil ihrer Mitarbeiter in die westlichen Besatzungszonen und begannen einen Neuanfang. Der relativ schnelle Wiederaufbau und Gesundungsprozess der Nordhäuser Industrie führte dazu, dass die Stadt für die gesamte Südharzregion und Anfang der 1960er Jahre auch für den Bezirk Erfurt von hoher Bedeutung war und seine vor 1945 innegehabte Stellung als wirtschaftliches Zentrum von Nordthüringen wiedererlangte. Mit rund 25.000 Beschäftigten war Nordhausen Mitte der 1980er Jahre der zweitgrößte Wirtschaftsstandort im Bezirk Erfurt. Die Wirtschaft war dabei von einer Konzentration landeswichtiger Produktion gekennzeichnet, wie Telefone, Motoren für LKW, Bagger, Alkohol und Zigarettenproduktion.
Nach der Wiedervereinigung setzte in der Nordhäuser Wirtschaft ein Umprofilierungsprozess und Strukturwandel ein. Der Großteil der Unternehmen wurden privatisiert beziehungsweise reprivatisiert; durch Umstrukturierung erfolgte vor allem bei den führenden Betrieben ein radikaler Stellenabbau. Nach der Sanierung des IFA-Industrieparks siedelten sich auf dem Areal des ehemaligen IFA-Motorenwerkes rund 45 neue Unternehmen an. Es entstanden neue Gewerbegebiete vor allem im Süden der Stadt. Die Branchenstruktur ist weit gefächert und ausschließlich mittelständisch geprägt.

### Die Branntwein-Herstellung

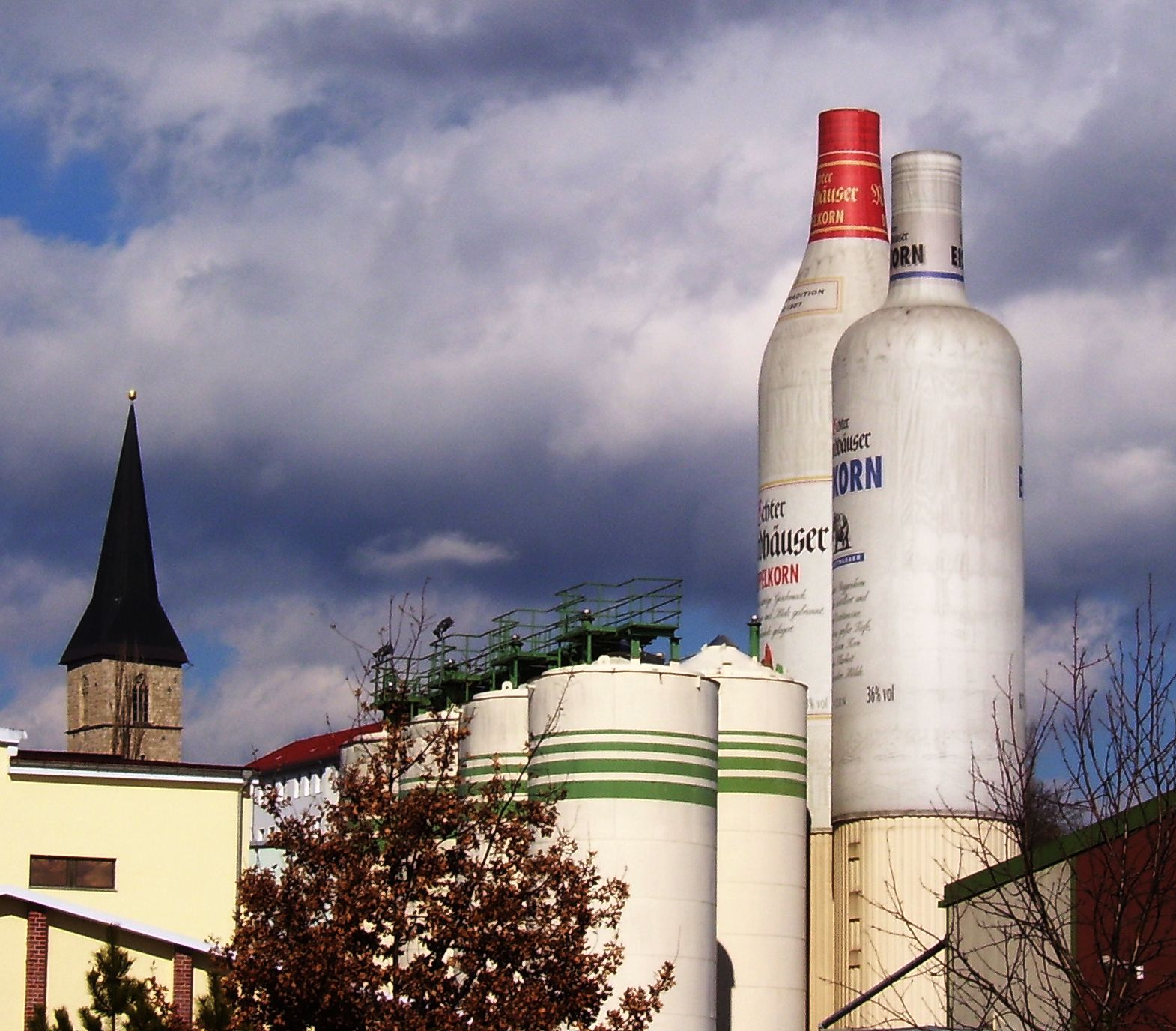
Heute prägen zwei riesige Kornflaschen einen Teil des Stadtbildes von Nordhausen

Die Branntwein-Herstellung hat in Nordhausen eine lange Tradition. 1507 wurde sie erstmals urkundlich erwähnt, als die Stadt begann, die Branntweinproduktion zu besteuern und somit die erste Branntweinsteuer Deutschlands einführte. 1545 wurde die Kornbrennerei in Nordhausen wegen Fehlernten und drohender Hungersnot verboten; 1570 erlaubte die Stadt das Kornbrennen wieder. Ähnliches geschah in den nächsten Jahrhunderten (unter anderem auch während der Weltkriege) noch einige Male. Nach dem Dreißigjährigen Krieg erreichte die Schnapsbrennerei überregionale Bedeutung; der so genannte Nordhäuser Korn brachte die Stadt wieder zu Reichtum. 1726 wurden jährlich 1,3 Millionen Liter Branntwein in 69 Brennereien erzeugt. Wenig später, in der Mitte des 18. Jahrhunderts, erreichte die Zahl der Branntweinbrennereien mit 100 ihr Maximum. 1775 erließ der Rat ein Auswanderungsverbot für Brenner.
1789 wurde ein Reinheitsgebot für die Zutaten des Nordhäuser Korns festgelegt: mindestens zwei Drittel Roggen und maximal ein Drittel Gerstenmalz. 1795 wurde das gesamte Gebiet zwischen Rhein und Elbe mit Nordhäuser Doppelkorn beliefert. Als jedoch 1819 der preußische Staat die Branntweinherstellung aus Kartoffeln zu fördern begann, mischten viele Nordhäuser Brennereien dem Korn Kartoffelsprit bei.
Im April 1945 wurden bei der Bombardierung der Stadt alle Brennereien zerstört oder beschädigt. Bereits 1948 wurden wieder 200.000 Liter Branntwein produziert. 1949 wurden mit Gründung der DDR landesweit Vereinigungen Volkseigener Betriebe (VVB) gebildet. Der VEB Nordbrand verdrängte in den folgenden Jahren die verbleibenden Brennereien. Ab 1961 wurde der Nordhäuser Korn auch nach Westdeutschland exportiert.
Ende der 1960er Jahre wurden in dem Betrieb über 10 Millionen Liter Spirituosen jährlich hergestellt. Dies entsprach 15 % der DDR-Spirituosenproduktion.
1986 erreichte die Kornproduktion in Nordhausen ihren Höhepunkt, als jährlich 60 Millionen Liter Branntwein hergestellt wurden. Nach der politischen Wende 1989/90 halbierte sich die Korn-Produktion. 1991 wurde der Betrieb von der Eckes AG übernommen, woraufhin das Produkt deutschlandweit besser vermarktet werden konnte.
Im Februar 1994 wurde begonnen, das ehemalige Museum der Nordhäuser Brennereigeschichte in ein arbeitendes technisches Denkmal mit eigenem Brennrecht von 103.500 Litern reinem Alkohol umzuwandeln. Die dort erzeugten Spirituosen sind so rar, dass sie nicht flächendeckend im Supermarkt verkauft werden können, sondern nur in wenigen Spirituosenläden zu erhalten sind.

### Ansässige Unternehmen

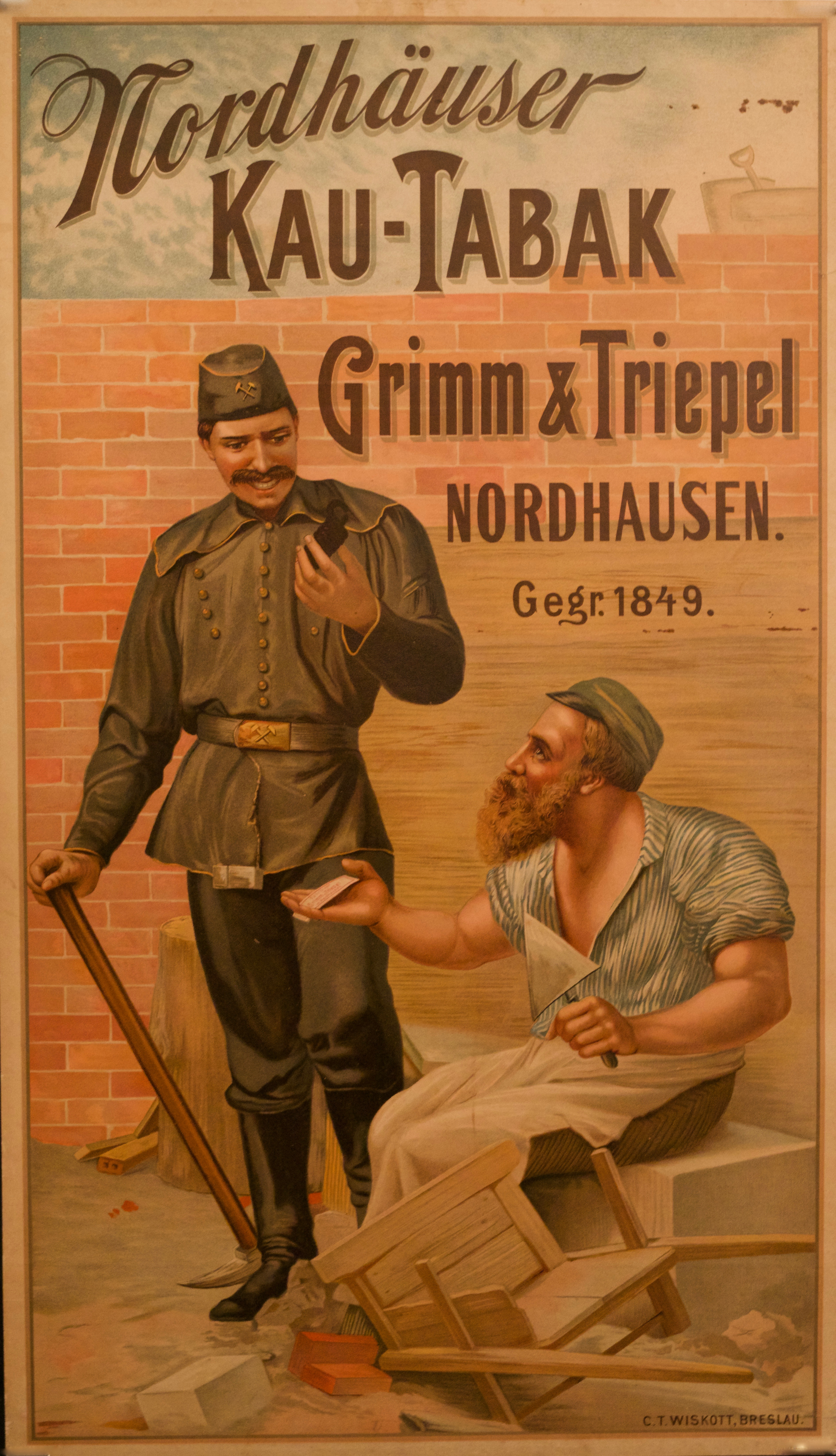
Historische Kautabak-Werbung von Grimm & Triepel Kruse-Kautabak (1895)

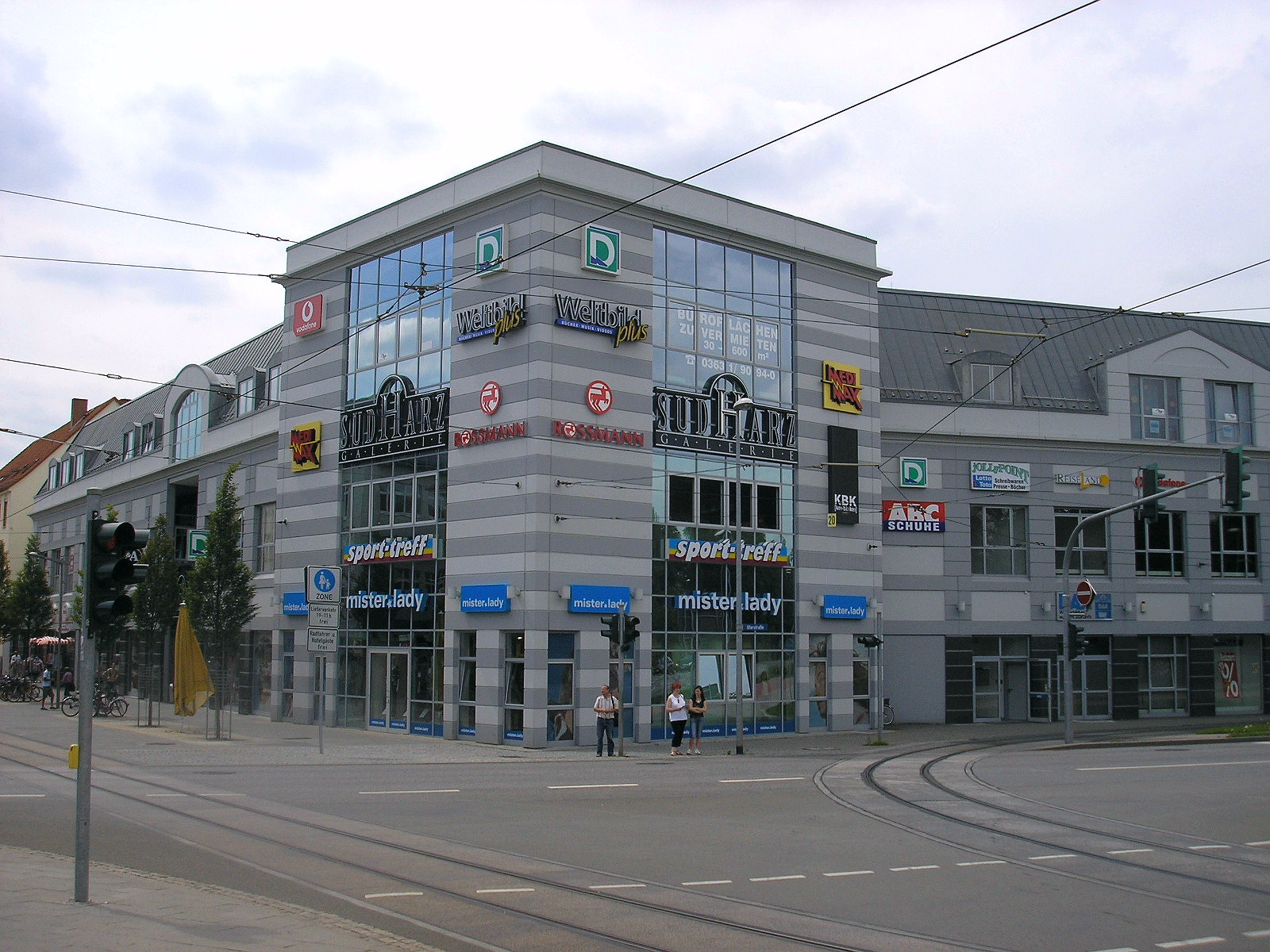
Die Südharzgalerie war das erste Einkaufszentrum in Nordhausen

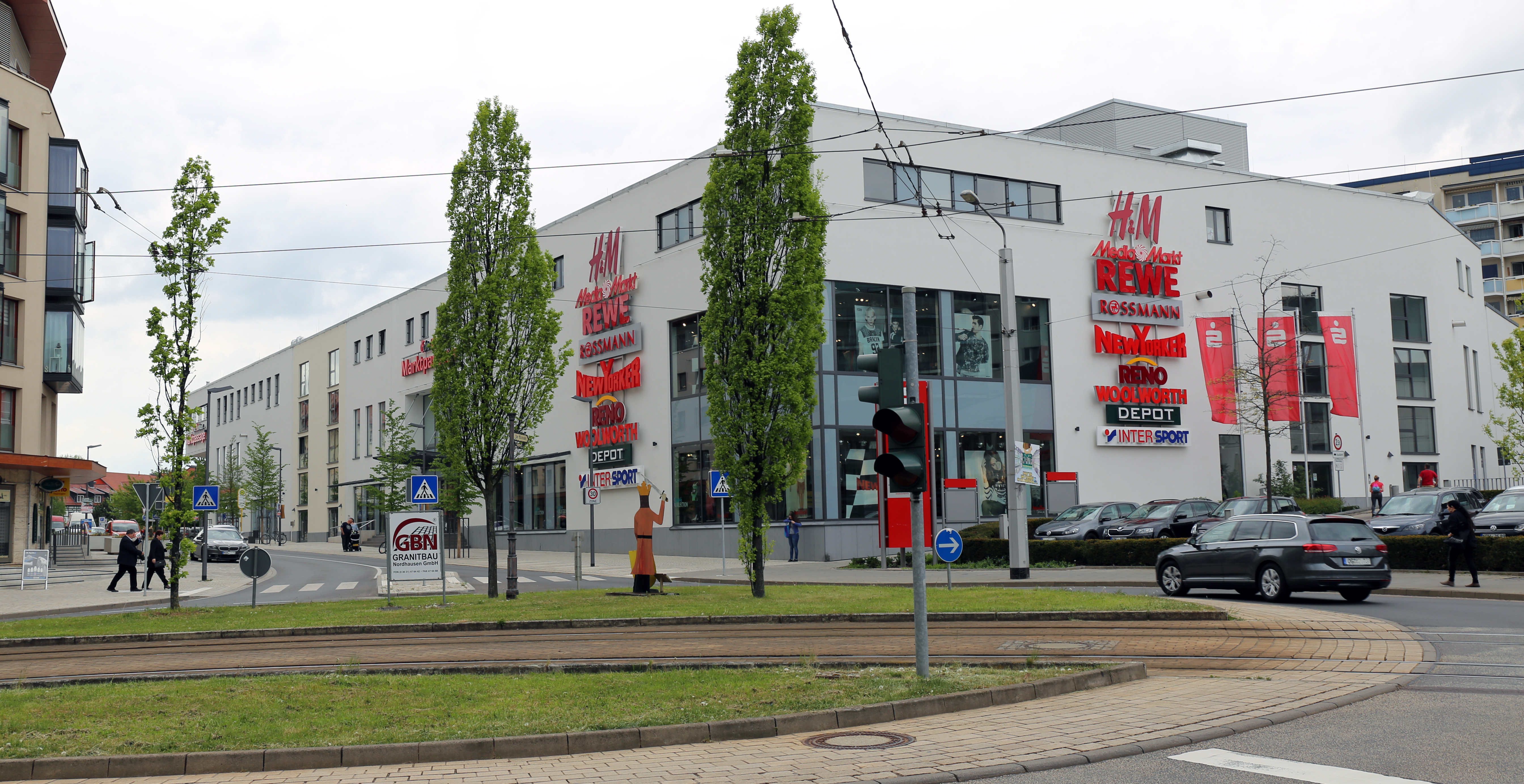
Echte Nordhäuser Marktpassage, eröffnet 2014

Wegen seiner Kautabakfabrik G. A. Hanewacker (gegründet 1817) galt Nordhausen als Zentrum der Kautabakproduktion in Deutschland. Die 1849 in Nordhausen gegründete Firma Grimm & Triepel Kruse-Kautabak war bis zu ihrer Auflösung im Dezember 2016 landesweit der letzte Hersteller von Kautabak.
Von der „Montania AG vormals Gerlach & König“ werden seit 1907 Lokomotiven mit Verbrennungsmotor gebaut. Im Jahr 1912 wird die Montania von der Maschinenbau-Firma Orenstein & Koppel übernommen und in „Orenstein & Koppel AG – Nordhausen“ umbenannt. Bis 1935 wurden 5299 Lokomotiven hergestellt, bis zur letzten Lieferung 1942 insgesamt 9371 Stück, darunter vermutlich auch die Baureihe 50 der Deutschen Reichsbahn und die Kriegslokomotive BR 52. Im Januar 1942 wurde der Lokomotivbau einschließlich 421 bereits begonnener Lokomotiven nach Prag verlagert. Nach Kriegsende wurde der Lokomotivbau in Nordhausen nicht wieder aufgenommen.
Von 1925 bis 1935 wurden in der Fahrzeugfabrik Rudolf Weide Kleinwagen gebaut.
Zu Zeiten der DDR wurden im VEB Schwermaschinenbau NOBAS Nordhausen unter anderem Seil- und Hydraulikbagger hergestellt. Der Betrieb wurde in den 1990er Jahren von der GP Günter Papenburg AG übernommen und firmiert als deren Betriebsteil GP Papenburg Maschinenbau GmbH (zuvor (1998–2015): HBM-Nobas). Es werden hauptsächlich Motorgrader, Komponenten für Baumaschinen sowie Seilbagger hergestellt. Ebenfalls wurden zu DDR-Zeiten im Motorenwerk Nordhausen Motoren für die LKW W 50 und L 60 gebaut. Nach der Privatisierung konnte sich der Betrieb bis 1996 halten und ist seitdem insolvent. Das Firmengelände wurde durch die LEG-Thüringen saniert und beherbergt heute die Firma BBM Laseranwendungstechnik GmbH. Das seinerzeit größte Bohrunternehmen Deutschlands, die Firma H. Anger’s Söhne, siedelte 1952 nach Hessisch Lichtenau um. Auf dem Betriebsgelände entstand der VEB Hydrogeologie.
International tätig ist die Schachtbau Nordhausen GmbH, in großem Maße im Brückenbau. 1898 als Gebhardt & Koenig gegründet, durchlebte sie etliche Umbenennungen und Umfirmierungen, teilweise auf Grund der historischen Begebenheiten, bis sie 1992 in die Bauer AG eingegliedert wurde.
Bekannt ist die Nordbrand Nordhausen GmbH, die sich aus dem ehemaligen DDR-Betrieb VEB Nordbrand Nordhausen (bis 1990 im Kombinat Spirituosen, Wein und Sekt) entwickelt hat und seit 2007 zu den Rotkäppchen-Mumm Sektkellereien gehört.
Die Stadt Nordhausen ist nicht nur ein Zentrum für die Industrie, sondern auch des Einzelhandels, und die vielen kleinen Handwerks- und Gewerbebetriebe spielen in der Stadt eine große Rolle. Seit Februar 2014 verfügt die Stadt über zwei Einkaufszentren, so gibt es neben der Südharzgalerie in der Bahnhofstraße auch in der Oberstadt ein weiteres Einkaufszentrum mit dem Namen Echte Nordhäuser Marktpassage.
Das Spektrum im Einzelhandel reicht von großen Warenhäusern und Discountketten bis zu kleinen Fachhändlern. In Nordhausen ist unter anderem auch der Sitz der Nordthüringer Volksbank eG und der Kreissparkasse Nordhausen. Auch durch die Ansiedlung der Fachhochschule sind in Nordhausen innovative neue Unternehmen entstanden, teilweise als Ausgründungen aus der Hochschule.

### Arbeitsmarkt
Zum 30. Juni 2018 gab es in Nordhausen 22.106 sozialversicherungspflichtige Arbeitsplätze und 15.586 Einwohner der Stadt waren sozialversicherungspflichtig beschäftigt. Dabei standen 11.683 Einpendlern 5180 Auspendler gegenüber. Die Arbeitslosenquote betrug im Jahresdurchschnitt 2017 9,4 Prozent (1925 Personen). Auf Leistungen zur Ergänzung des Lebensunterhalts nach SGB II („Hartz IV“) waren im September 2018 3427 Personen angewiesen.

## Infrastruktur

### Schienenverkehr und Öffentlicher Personennahverkehr

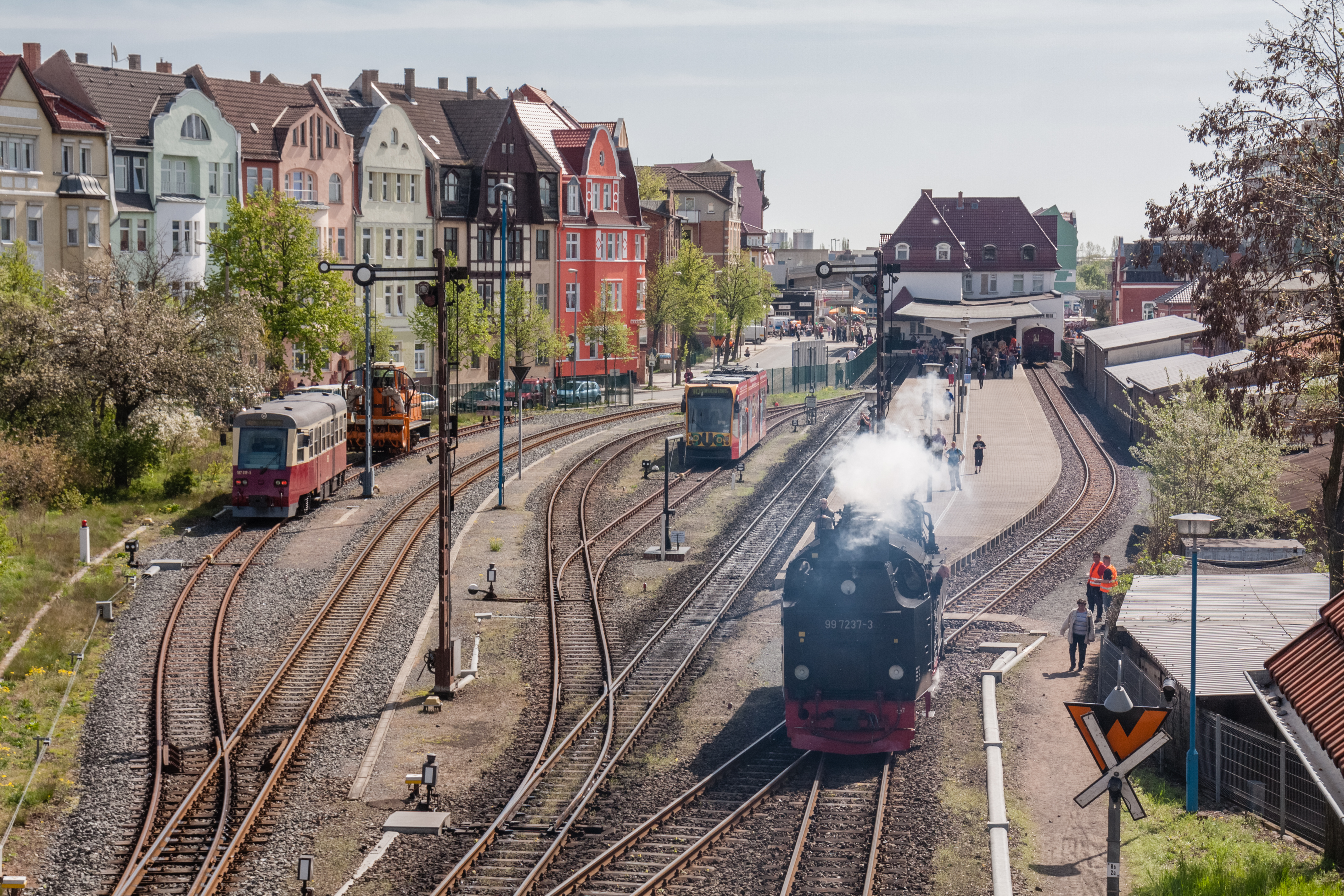
Bahnhof Nord, Anfang der Harzquerbahn

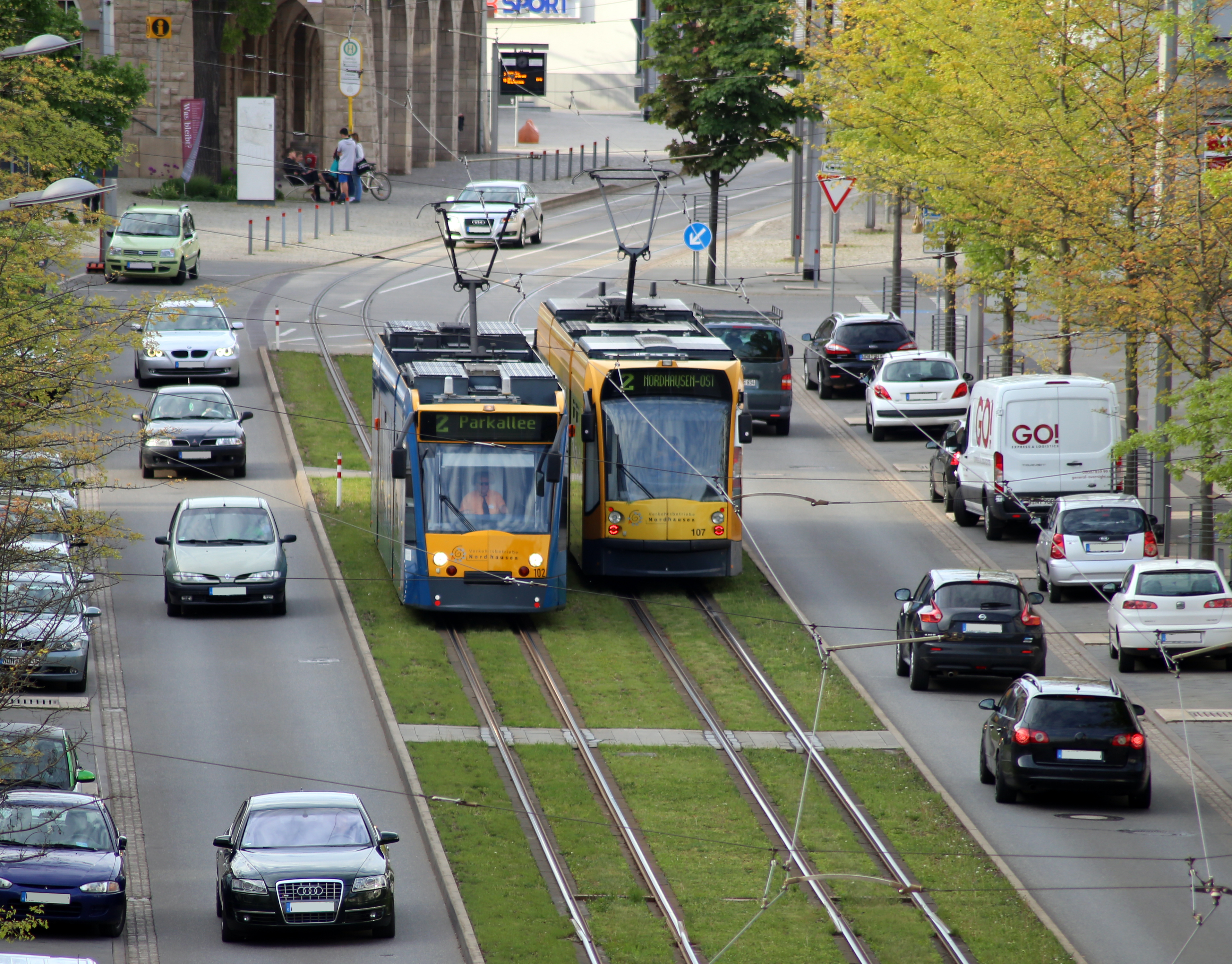
Straßenbahn in der Rautenstraße

Am Verkehrsknoten Nordhausen treffen die Bahnstrecke Halle–Hann. Münden, die Bahnstrecke Northeim–Nordhausen und die Bahnstrecke Wolkramshausen–Erfurt aufeinander. Neben mehreren Regionalbahnlinien verkehren im Stundentakt Regionalexpresszüge nach Halle Hauptbahnhof und Leinefelde sowie zweistündlich nach Kassel-Wilhelmshöhe. Der Anschluss nach Westen über die Südharzbahn erfolgt im Stundentakt. Es halten keine Fernverkehrszüge in Nordhausen.
In direkter Nachbarschaft befindet sich mit dem Bahnhof Nordhausen Nord seit 1898 zudem der südliche Endpunkt der meterspurigen Harzquerbahn (HSB) von Wernigerode. Für den ÖPNV in Nordhausen ist die Stadtwerke-Tochter Verkehrsbetriebe Nordhausen verantwortlich. Diese betreibt drei Straßenbahn- und acht Stadtbuslinien. Seit 2004 sind die Gleise von Nordhäuser Straßenbahn und Harzquerbahn am Bahnhof Nordhausen Nord verbunden. Straßenbahnen mit Hybridantrieb verkehren seitdem als Linie 10 durchgehend vom Krankenhaus in der Nordhäuser Innenstadt bis in den Nachbarort Ilfeld.

### Straßenanbindung
Die Stadt liegt an der Autobahn A 38, die von der A 7 bei Göttingen nach Leipzig führt. Die Abfahrten verlaufen über die Anschlussstellen 10 „Werther“ (aus Richtung Westen), 11 „Nordhausen“, 12 „Heringen“ (aus Richtung Osten).
Mehrere Bundesstraßen führen durch Nordhausen. So verbindet die B 4 (A 36/A 369) die Orte Bad Harzburg mit Erfurt. Die frühere B 80 wurde zur Landesstraße 3080 hinabgestuft. Ebenso ist aus der früheren B 243 die Kreisstraße 28 geworden.

### Luftverkehr
Zwischen Nordhausen und dem Ortsteil Bielen liegt der Flugplatz Nordhausen, der für Segelflugzeuge und kleine Motorflugzeuge mit einem Start- und Landegewicht bis 7,5 t geeignet ist. Die nächsten internationalen Verkehrsflughäfen sind der etwa 60 km entfernte Flughafen Erfurt-Weimar, der 100 km entfernte Flughafen Leipzig/Halle und der 130 km entfernte Flughafen Hannover.

### Wanderwege
Zwei Fernwanderwege führen durch das Stadtgebiet. Der Kaiserweg ist ein thematischer Fernwanderweg mit einer Länge von 110 km, der von Goslar und Bad Harzburg am Nordharzrand über Walkenried und Nordhausen nach Tilleda am Kyffhäuser führt. Der Karstwanderweg ist 233,2 km lang und verläuft an der Südseite des Harzes entlang der mitteldeutschen Karstlandschaft durch die drei Landkreise Mansfeld-Südharz, Nordhausen und Göttingen.

### Bildung

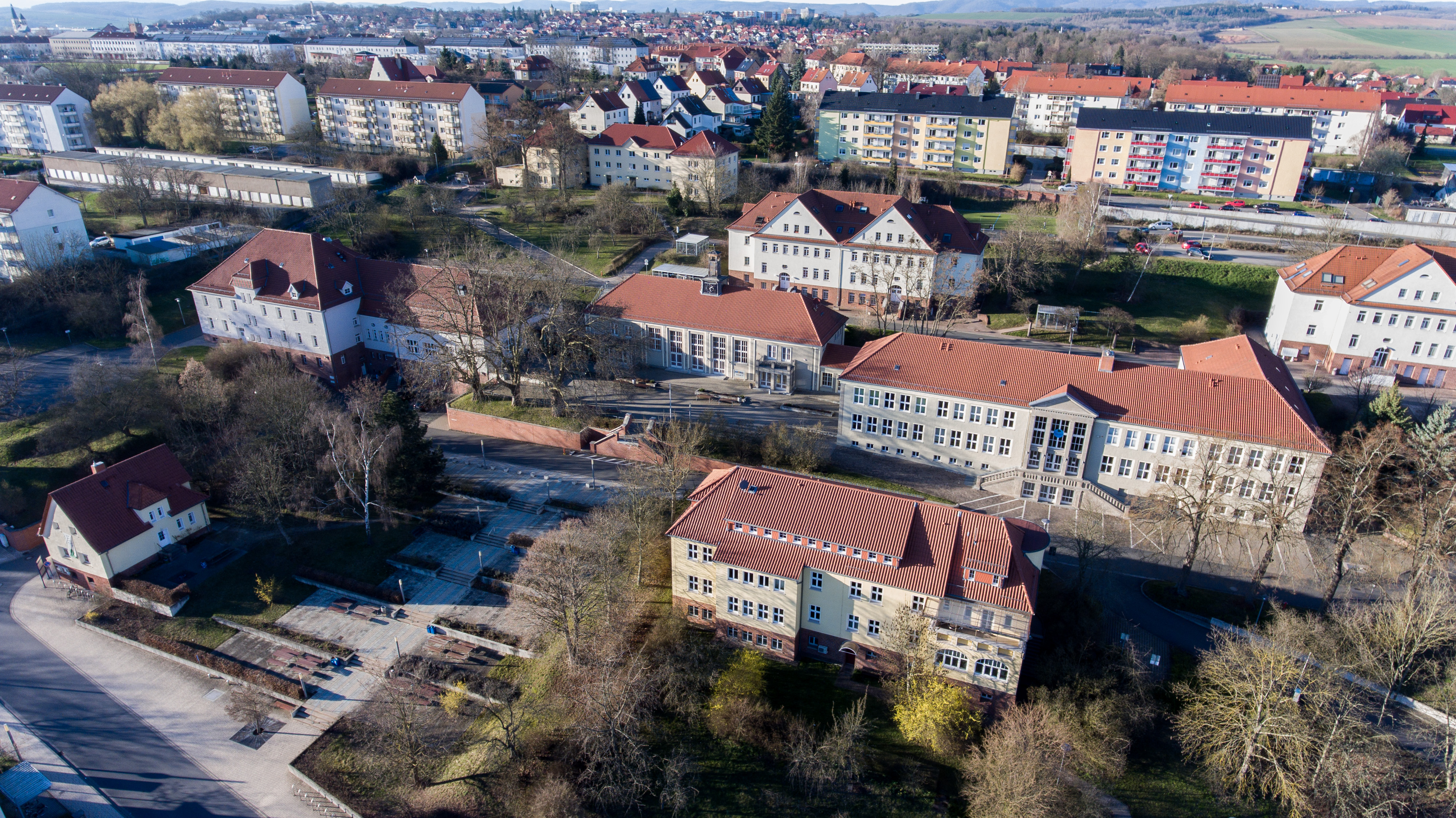
Oberer Campus der Hochschule Nordhausen

Die erste schriftliche Erwähnung einer Schule stammt aus dem Jahr 1220. Nordhausen war in den 1880er Jahren neben Halle die einzige Stadt der Provinz Sachsen, die zwei städtische höhere Knabenschulen besaß. Als große kreisangehörige Stadt besitzt Nordhausen eine eigene Schulträgerschaft für die Grund- und Regelschulen. Die in der Stadt gelegenen Gymnasien (Humboldt- und Herdergymnasium sowie das zum berufsbildenden Zentrum gehörende berufliche Gymnasium) befinden sich in der Trägerschaft des Landkreises Nordhausen. 1997 wurde die Fachhochschule Nordhausen gegründet.
Insgesamt gibt es acht Grundschulen, vier Regelschulen, zwei Gymnasien, drei Berufsschulen und zwei Förderschulen. Erweitert wird dieses Bildungsangebot durch die Kreismusikschule, die Kreisvolkshochschule (KVHS), das Kreis- und Stadtarchiv sowie durch die Bibliothek der Hochschule Nordhausen und die Stadtbibliothek „Rudolf Hagelstange“.

### Medien
In Nordhausen ist mit der Lokalredaktion der Thüringer Allgemeine eine Tageszeitung vertreten. Wöchentlich erscheinen die beiden werbefinanzierten Zeitungen Nordhäuser Wochenchronik und Allgemeiner Anzeiger. Beide sind kostenlos und werden als Hauspost sowie über Auslagestellen im Einzelhandel vertrieben. Daneben gibt es die im Jahr 2000 gegründete Nachrichten-Website NNZ-Online (Neue Nordhäuser Zeitung), die sich ebenfalls durch Werbeanzeigen finanziert.
Als erste Zeitung ist für 1690 Northäusische Adlers Relation bezeugt. Seit 1766 erschien das Nordhäusische Intelligenzblatt mit wechselndem Titel, zuletzt als Kreis- und Nachrichtsblatt bis 1851. Ab 1848 erschien das neue Nordhäuser Intelligenzblatt, ab 1858 bis zur Einstellung 1943 unter dem Namen Nordhäuser Zeitung. Weitere Nordhäuser Zeitungen waren:
- (neues) Kreis- und Nachrichtsblatt seit 1855, als Nordhäuser Courier bis 1896
- Nordhäuser Post 1896, seit 1905 als Allgemeine Zeitung bis 1938
- Nordhäuser Volksblatt 1890–1897
- Nordhäuser Volkszeitung 1906–1933
- Thüringer Gauzeitung 1937, Lokal-Ausgabe Nordhausen bis 1945
- Das Volk 1946, Lokal-Ausgabe Nordhausen bis 1990 (Nachfolger Thüringer Allgemeine)

Im Juni 2000 wurde der Offene Kanal Nordhausen (OKN) gegründet, der sich im Januar 2016 in Radio Enno umbenannte.
2012 startete die lokalhistorische Website NordhausenWiki, die sich zum größten Regiowiki in Thüringen entwickelte.

### Öffentliche Einrichtungen

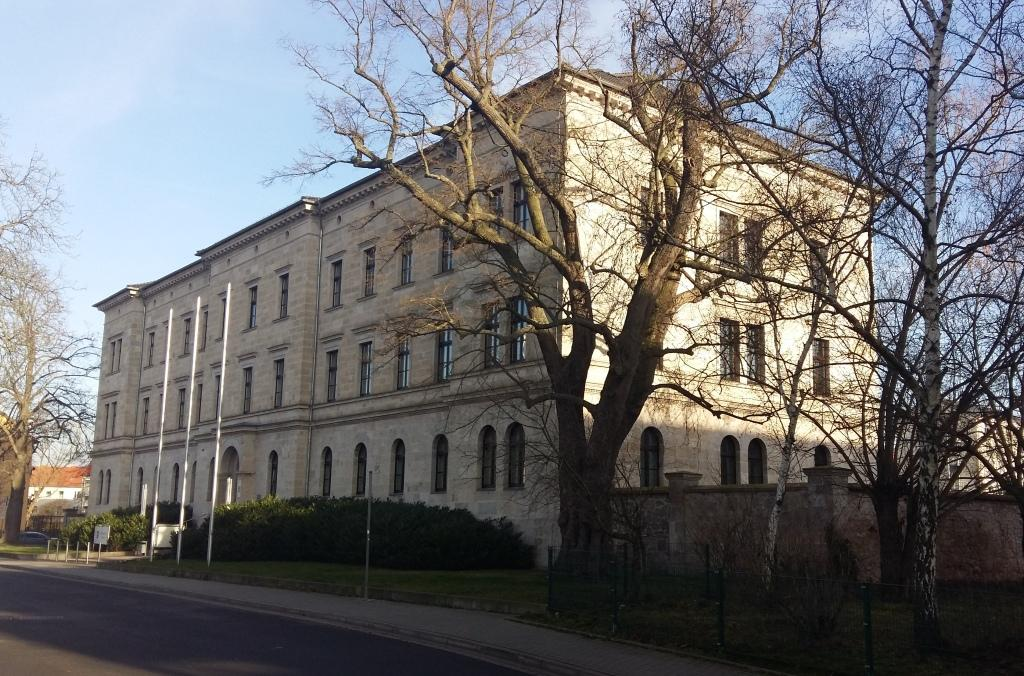
Amtsgericht Nordhausen

Das Amtsgericht Nordhausen ist als Teil der ordentlichen Gerichtsbarkeit dem Landgericht Mühlhausen untergeordnet. Daneben existieren in Nordhausen ein Arbeitsgericht und ein Sozialgericht.
Die Landespolizeiinspektion Nordhausen ist die nördlichste von insgesamt sieben Landespolizeiinspektionen der Thüringer Polizei. Zum Schutzbereich gehören die Landkreise Nordhausen, Kyffhäuser, Eichsfeld und Unstrut-Hainich (insgesamt circa 400.000 Einwohner). Auch eine der drei Thüringer Autobahnpolizeistationen (AS) hat ihren Sitz in Nordhausen. Die Landespolizeiinspektion befindet sich in einem ehemaligen Kasernengelände am Darrweg. Die Gebäude der Kaserne wurden Ende der 1990er Jahre durch Neubauten ergänzt.

### Gesundheitswesen

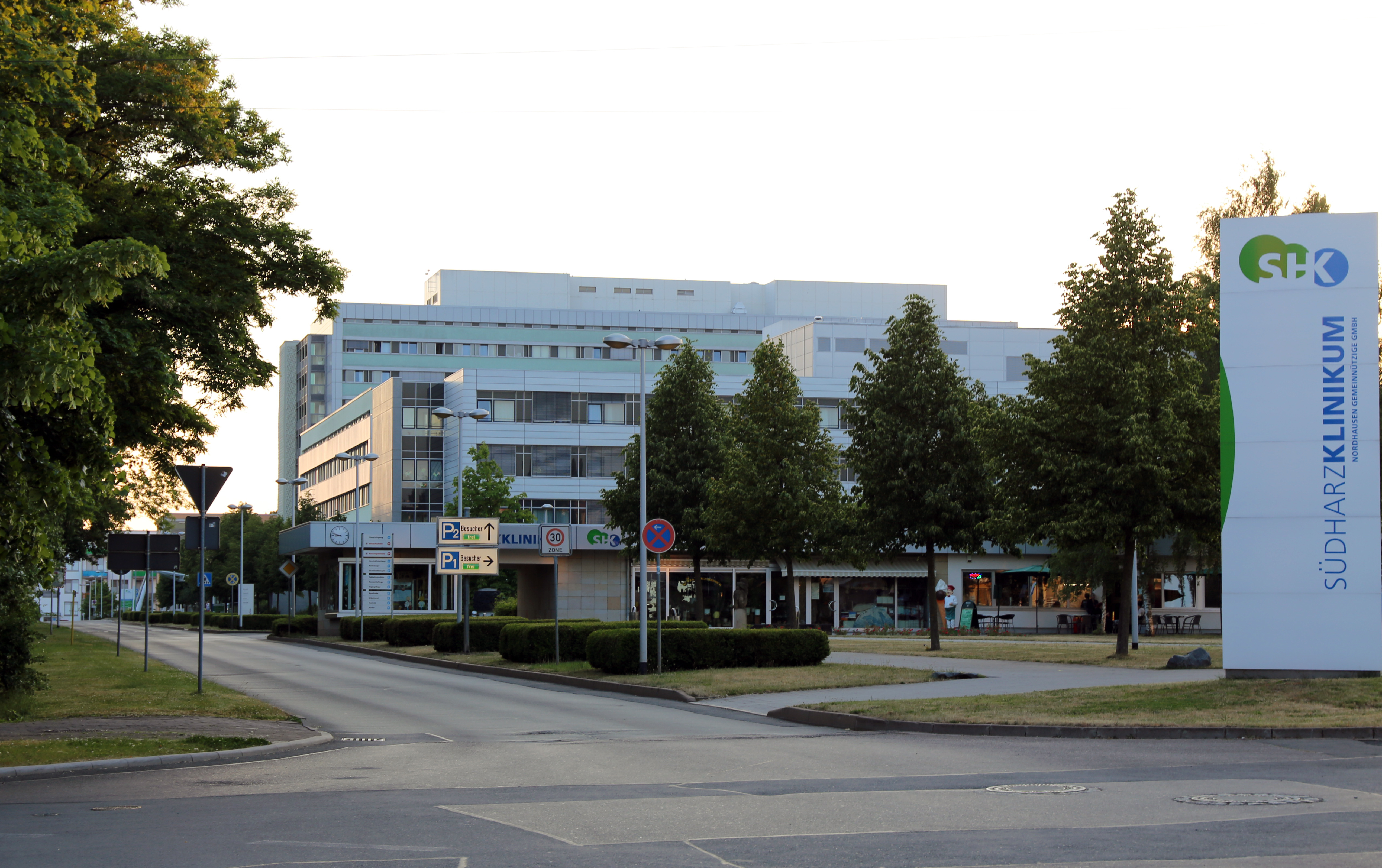
Südharz Klinikum Nordhausen

Krankenpflegeeinrichtungen in Nordhausen sind seit dem 13. Jahrhundert belegt, so das Sankt Georg-Hospital (1289), das Sankt Martin-Hospital (1389) und das Sankt Elisabeth-Hospital (1436).
Im Mai 1888 wurde das Kreiskrankenhaus Nordhausen am Taschenberg mit 28 Krankenzimmern und 103 Betten eingeweiht; 1913 folgte ein Erweiterungsbau. Das Gebäude wurde bei den Luftangriffen auf Nordhausen am 3./4. April 1945 zerstört.
Das heutige Südharz Klinikum Nordhausen ist mit circa 1900 Mitarbeitern das größte Krankenhaus Nordthüringens. Die Grundsteinlegung für den Gebäudekomplex westlich vom „Rosengarten“ im Stadtteil Nordhausen-Nord erfolgte 1976. Pläne für einen großen Krankenhausneubau an dieser Stelle gab es bereits Ende der 1930er Jahre, der Bau wurde jedoch aufgrund des Kriegsausbruchs 1939 verschoben.
Mit der Inbetriebnahme 1981/82 standen 850 Betten zur Verfügung. 1982 wurden die Kinderklinik mit 135 Betten und die Poliklinik angegliedert. 1983 erhielt das Krankenhaus den Namen „Maxim Zetkin“, 1991 folgte die Umbenennung in „Südharz-Krankenhaus Nordhausen“. Seit dem 1. Januar 1992 besteht das Krankenhaus als gemeinnützige GmbH mit dem Landkreis und der Stadt Nordhausen als Gesellschafter. Seit Oktober 1992 ist auf dem Gelände ein Rettungshubschrauber stationiert. In den folgenden Jahren wurde das Krankenhaus unter anderem um ein Bettenhaus erweitert. 1999 erhielt das Südharz-Krankenhaus den ersten Preis für das umweltfreundlichste Krankenhaus im Bundesvergleich. Das Klinikum dient dem Universitätsklinikum Jena sowie der Martin-Luther-Universität Halle-Wittenberg als Lehrkrankenhaus. Nach eigenen Angaben werden im Jahr mehr als 31.000 Patienten versorgt.

### Trinkwasserversorgung

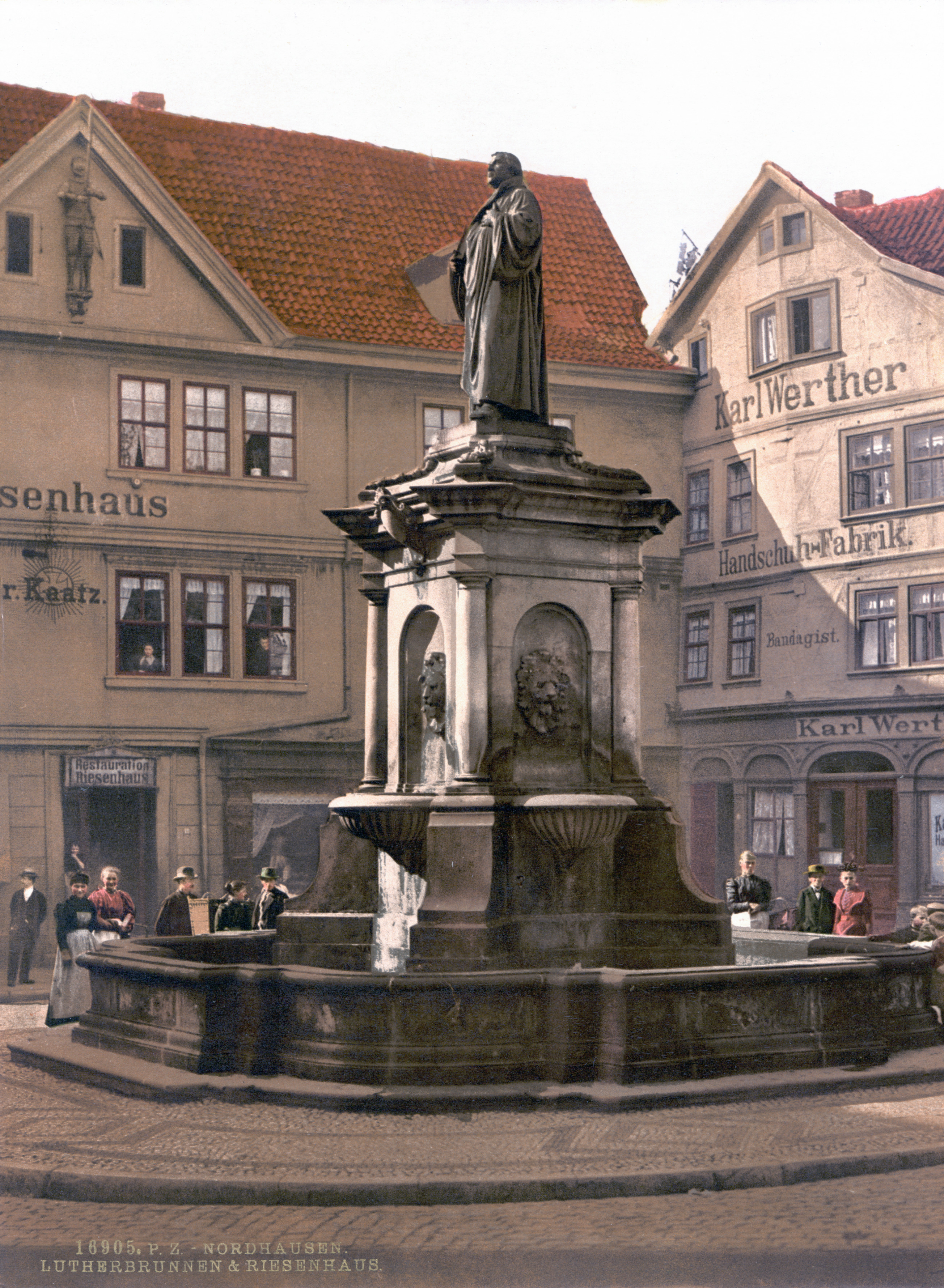
Lutherbrunnen von Karl Schuler vor dem Riesenhaus, enthüllt 1888

Die Wasserkünste von Nordhausen zählen zu den „Sieben Wundern von Nordhausen“. Bis zum Anfang der 1970er Jahre geschah die Wasserversorgung der Stadt durch neun öffentliche Brunnen und zwei Wasserkünste, die „Oberkunst“ und die „Unterkunst“. Die Oberkunst im Altendorf (heute Altendorfer Kirchgasse 5), die 1546 durch Hans Saxner aus Niedersachswerfen angelegt und von Peter Günther aus Halle 1598 erweitert worden war, hob das Wasser aus dem von der Zorge abgeleiteten Kunstgraben 52 Meter hoch bis in das Reservoir am Geiersberg, das sogenannte „Schöpfmännchen“. Von dort lief das Wasser mit eigenem Gefälle in hölzernen Rohren zu den einzelnen Wasserkünsten und Gossenspülern.
Die Unterkunst lag am Fuße der Johannistreppe, war 1598 ebenfalls von Peter Günther angelegt worden und trieb das dem Mühlgraben entnommene Wasser 44 Meter hoch in ein beim Neuen-Weg-Tor angebrachtes Reservoir und wurde im März 1837 beseitigt.
Gegenüber der Gebrauchswasserversorgung geschah die Trinkwasserversorgung der Stadt größtenteils durch natürliche Quellen. Eine solche Quelle befand sich im Rumbach (heute „Vor dem Vogel“), weiter galt das Wasser des Elisabethbrunnens (Elisabethstraße) als das beste der Stadt. Zudem war das „Tröppelbörnchen“ im Grimmel, unterhalb der Wassertreppe, sehr frequentiert; dieser Brunnen wurde um 1900 beseitigt. Die „Judenbrunnen“ oder „Wolfsbrunnen“ (um 1240 angelegt) in der ehemaligen Jüdenstraße und der „Frankenborn“ in der Barfüßerstraße galten als die ältesten Brunnen von Nordhausen. Ein sehr alter Brunnen scheint auch auf dem Königshof gestanden zu haben; 1434 wird hier die Herstellung eines neuen Brunnens urkundlich erwähnt. Weiterhin gab es noch mindestens sieben öffentliche Brunnen, die seit dem 15./16. Jahrhundert existierten und in den 1890er Jahren beseitigt beziehungsweise zugeschüttet wurden.
1874 erwarb die Stadt noch das von der Gesellschaft „Neptun“ 1873 vollendete Wasserwerk. 1904/1905 wurde die Talsperre Neustadt errichtet.

### Gefahrenabwehr
Die Berufsfeuerwehr und die Freiwilligen Feuerwehren sorgen für den Brandschutz und die allgemeine Hilfe in Nordhausen.
Ebenfalls steht das Technische Hilfswerk Ortsverband Nordhausen für größere Einsätze zur Verfügung.

## Persönlichkeiten

### Töchter und Söhne der Stadt
Die erste bekannte Persönlichkeit in der Stadt war Gerberga, Tochter von König Heinrich I. Ihre Mutter war Mathilde, die 961 neben der von Heinrich I. erbauten Burg ein Stift gründete. Die römisch-deutsche Kaiserin Beatrix von Schwaben heiratete und verstarb in Nordhausen.
Der in Nordhausen geborene Justus Jonas war ein Wegbereiter der Reformation. Weitere bekannte Reformatoren waren Johann Spangenberg und der Nordhäuser Bürgermeister Michael Meyenburg.
Bedeutende Geisteswissenschaftler waren Wilhelm Gesenius und Friedrich Christian Lesser. Im 19. Jahrhundert wirkten der Politiker Albert Traeger, die erste Kindergärtnerin Ida Seele und der Demokrat, Theologe und Gründer der deutschen Vegetarier-Bewegung Eduard Baltzer in der Stadt. Weltweit bekannt wurde der Mathematiker Oswald Teichmüller. Joachim Raack war ein Richter am Bundessozialgericht.

### Ehrenbürger
Die Ehrenbürgerschaft wird in Nordhausen seit 1865 vergeben. Diese höchste Würdigung der Stadt erhielten seitdem 26 Personen.
Derzeit sind vier Personen Ehrenbürger von Nordhausen: seit 2004 Andreas Lesser, der Stifter und Stiftungsvorstand der Friedrich-Christian-Lesser-Stiftung; seit 2009 der Propst (i. R.) Joachim Jaeger. Im Jahr 2010 wurde der in Nordhausen geborene Lothar de Maizière, der letzte Ministerpräsident der Deutschen Demokratischen Republik, Ehrenbürger der Stadt; im Jahr 2013 die Schriftstellerin Erika Schirmer.

## Sonstiges

Stadttaler Nordhausen (1660) auf Briefmarken-Jahrgang 1986 der Deutschen Post der DDR

Die Nordhäuser Münzgeschichte geht bis ins 12. Jahrhundert zurück; in Nordhausen war nachweislich mindestens seit 1130 eine Münzstätte tätig. Die Münzprägung in Nordhausen endete im Jahr 1685. Zur Jahrtausendfeier im Jahr 1927 genehmigte das Reichsfinanzministerium die Herausgabe einer kursfähigen 3-Mark-Gedenkmünze mit einer Auflage von 100.000 Stück.
Die Nordhausen war ein 1976 in Dienst gestelltes Frachtschiff vom Typ Mercator.
Die Apfelsorte Schöner aus Nordhausen wurde im Jahr 1892 in den Handel gebracht.
Der Sender Nordhausen/Hesseröder Berg ist eine Sendeanlage bei Hesserode.
Die Nordhäuser Talsperre ist eine Stauanlage bei Neustadt/Harz.
Der Name einer von dem Nordhäuser Max Krause im Jahr 1940 gezüchteten Strauchrose lautet Nordhausen und auch der Name eines Albums der Synthie-Pop-Band And One lautet ebenfalls Nordhausen.
Das Vitriolverfahren ist das älteste Verfahren zur Herstellung von Schwefelsäure. Ab dem 16. Jahrhundert stieg die Nachfrage nach Schwefelsäure, weshalb das Vitriolverfahren im industriellen Maßstab angewendet wurde und nach dem Schwerpunkt der Produktion in Nordhausen erhielt das Produkt den Namen Nordhäuser Vitriol.